# Населення Росії
Населення Російської Федерації. Чисельність населення країни 2015 року становила 142,423 млн осіб (10-те місце у світі). Чисельність росіян стабільно зменшується, народжуваність 2015 року становила 11,6 ‰ (169-те місце у світі), смертність — 13,69 ‰ (11-те місце у світі), природний приріст (депопуляція) — −0,04 % (203-тє місце у світі) . Історично чисельність населення країни зростала таким чином: 1897 рік — 67,47 млн осіб, 1914 рік — 89,9 млн осіб, 1939 рік — 128,5 млн осіб, 1959 рік — 137,5 млн осіб, 1979 рік — 147,7 млн осіб, 1989 рік — 147,4 млн осіб, 2002 рік — 145,17 млн осіб, 2012 рік — 143,35 млн осіб . Росію населяє велика кількість народів європеоїдної і монголоїдної рас, найбільшими з яких виступають росіяни, татари, українці, башкири, чуваші й чеченці . Більша частина (¾) населення країни розміщується в західній європейській частині з помірним континентальним кліматом, смугою між узбережжями Балтійського і Каспійського морів, на площі 20 % загальної території держави; арктична північ, Сибір із його багаторічною мерзлотою, тайгою і болотами заселені слабо . Офіційна мова — російська; в окремих суб'єктах Федерації офіційними мовами вважаються також мови місцевих національних меншин, найпоширеніші з них — татарська і чеченська . Історично релігією титульної нації держави, росіян, слугувало православ'я. У той же час в багатонаціональній державі простежуються регіональні відмінності: на Кавказі переважає іслам, як і на Середньому Поволжі й Південному Уралі, в Сибіру поряд з православ'ям важливим є також іслам (Західний Сибір) і буддизм (Східний Сибір), місцеві вірування, шаманство. Історичним наслідком державної ідеології атеїзму в СРСР є більшою мірою декларативність відношення населення до певної конфесії, номінальне слідування релігійним обрядам . У державі присутня розвинена система шкільної і вищої освіти, держава субсидує безкоштовну освіту поряд з оплатною. Неписемність серед дорослого населення відсутня . У країні є розвинена державна система охорони здоров'я, успадкована від радянської влади, яка перебуває у стадії трансформації і реформування; відчутний постійний брак коштів на її утримання . Присутня державна система соціального захисту малозахищених верств населення, що має перехідні риси від соціальної системи успадкованої від СРСР до соціальних систем прийнятих в західних суспільствах . Демографічні й соціологічні дослідження в країні ведуться рядом державних (Федеральна служба державної статистики) і науково-освітніх установ, регулярно проводяться переписи населення (останній відбувся 2010 року) .
В опублікованому 2 липня 2025 року огляді соціально-економічного стану Росії за травень, на відміну від попередніх оглядів, розділ "Демографія" був вилучений. Відсутні ці дані і у відповідному розділі на сайті Росстату. З публічного доступу були усунуті такі базові статистичні дані як:
- чисельність постійного населення;
- кількість народжених;
- кількість померлих;
- кількість шлюбів і розлучень;
- кількість іммігрантів.

Демографи, які працюють в Росії, можуть отримати ці приховані дані статистики лише для службового користування - під особистий розпис,.

## Природний рух

### Відтворення
Рівень застосування контрацепції 68 % (станом на 2011 рік). Середній вік матері при народженні першої дитини становив 24,6 року (оцінка на 2009 рік).

#### Народжуваність

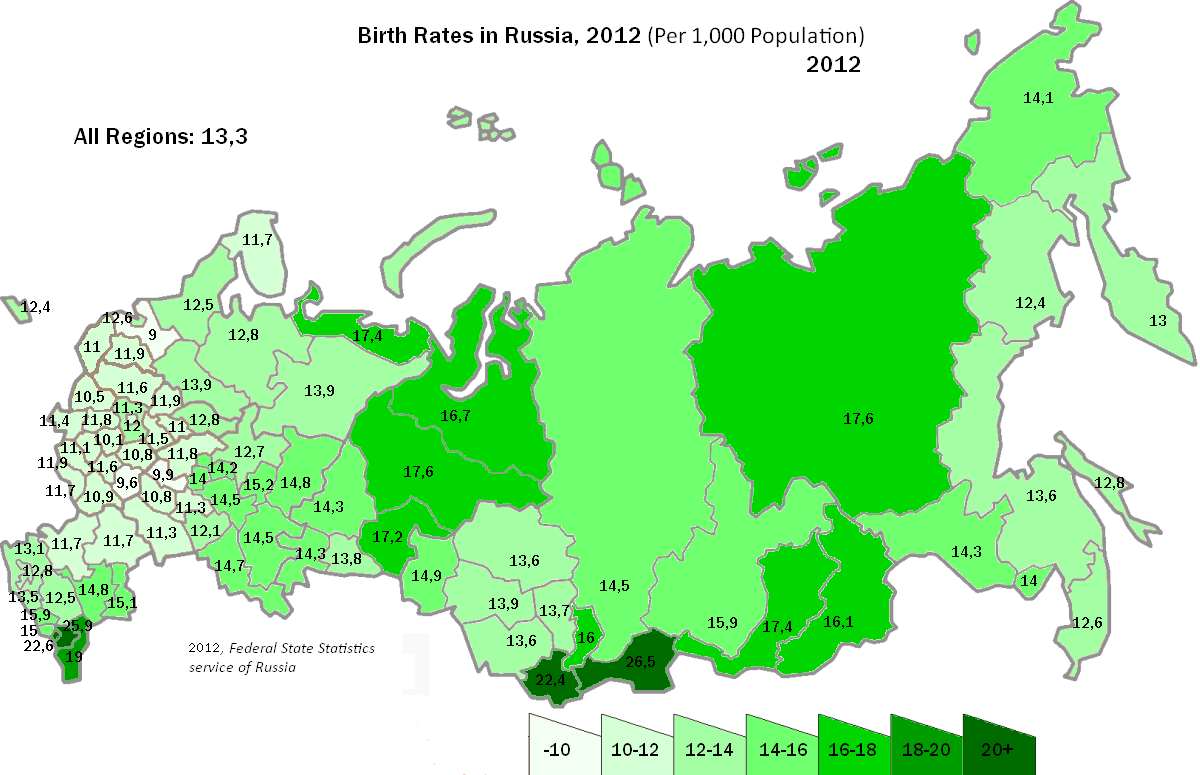
Коефіцієнт народжуваності по суб'єктах Російської Федерації, 2012 рік

Народжуваність у Росії, станом на 2015 рік, дорівнює 11,6 ‰ (169-те місце у світі). 2012 року в Росії зареєстровано 1 898 836 народжень (13,3 на 1000 осіб), що на 1,4 % більше, ніж у 2012 році. Коефіцієнт смертності коливався в межах від 3,7-5,6 ‰ в Інгушетії, Ямало-Ненецькому автономному окрузі, Чечні та Дагестані до понад 17,0 ‰ у Псковській, Тверській, Новгородській та Тульській областях.
Коефіцієнт народжуваності по федеральних округах, 2012 рік:
- Північно-Кавказький федеральний округ — 17,4 ‰;
- Уральський федеральний округ — 15,1 ‰;
- Сибірський федеральний округ — 14,9 ‰;
- Далекосхідний федеральний округ — 13,9 ‰;
- Приволзький федеральний округ — 13,2 ‰;
- Південний федеральний округ — 12,6 ‰;
- Північно-Західний федеральний округ — 12,2 ‰;
- Центральний федеральний округ — 11,4 ‰.

Динаміка коефіцієнта народжуваності по регіонах за 1990—2014 роки
|                                           | 1990 рік | 1990 рік | 1990 рік | 2014 рік | 2014 рік | 2014 рік |
| Загалом                                   | Міста    | Села     | Загалом  | Міста    | Села     |          |
| Росія                                     | 1,89     | 1,70     | 2,60     | 1,75     | 1,59     | 2,32     |
| Північно-Кавказький федеральний округ     |          |          |          | 2,03     | 1,68     | 2,41     |
| ----------------------------------------- | -------- | -------- | -------- | -------- | -------- | -------- |
| Чечня                                     | 2,84     | 2,16     | 3,35     | 2,91     | 2,83     | 2,95     |
| Інгушетія                                 | 2,84     | 2,16     | 3,35     | 2,28     | 2,13     | 2,39     |
| Дагестан                                  | 3,07     | 2,57     | 3,52     | 2,08     | 1,50     | 2,68     |
| Північна Осетія                           | 2,23     | 2,20     | 2,30     | 2,01     | 2,02     | 1,98     |
| Кабардино-Балкарія                        | 2,45     | 2,04     | 3,11     | 1,83     | 1,65     | 2,02     |
| Карачаєво-Черкесія                        | 2,19     | 1,89     | 2,51     | 1,65     | 1,48     | 1,78     |
| Ставропольський край                      | 2,10     | 1,73     | 2,64     | 1,62     | 1,43     | 1,96     |
| Уральський федеральний округ              | 1,88     | 1,73     | 2,68     | 1,96     | 1,82     | 2,76     |
| Курганська область                        | 2,15     | 1,82     | 2,72     | 2,10     | 1,78     | 2,87     |
| Ямало-Ненецький автономний округ          |          |          |          | 2,19     | 1,94     | 3,19     |
| Ханти-Мансійський автономний округ — Югра |          |          |          | 2,09     | 2,07     | 2,41     |
| Тюменська область                         | 1,99     | 1,85     | 2,55     | 2,07     | 1,94     | 2,71     |
| Свердловська область                      | 1,73     | 1,63     | 2,69     | 1,92     | 1,80     | 2,77     |
| Челябінська область                       | 1,89     | 1,74     | 2,80     | 1,86     | 1,70     | 2,78     |
| Сибірський федеральний округ              | 2,03     | 1,79     | 2,87     | 1,90     | 1,65     | 2,94     |
| Тива                                      | 3,22     | 2,64     | 3,85     | 3,49     | 2,34     | 6,78     |
| Республіка Алтай                          | 2,52     | 1,62     | 3,08     | 2,88     | 1,70     | 5,20     |
| Бурятія                                   | 2,49     | 2,10     | 3,37     | 2,26     | 1,87     | 3,12     |
| Забайкальський край                       | 2,49     | 2,10     | 3,38     | 2,08     | 1,75     | 3,13     |
| Хакасія                                   | 2,27     | 2,04     | 3,04     | 2,01     | 1,72     | 2,82     |
| Іркутська область                         | 2,22     | 2,02     | 3,29     | 1,97     | 1,76     | 2,99     |
| Алтайський край                           | 1,91     | 1,66     | 2,42     | 1,84     | 1,52     | 2,66     |
| Омська область                            | 1,98     | 1,69     | 2,87     | 1,95     | 1,68     | 2,93     |
| Кемеровська область                       | 1,92     | 1,84     | 2,62     | 1,78     | 1,69     | 2,43     |
| Красноярський край                        | 1,88     | 1,65     | 2,85     | 1,81     | 1,61     | 2,91     |
| Новосибірська область                     | 1,83     | 1,64     | 2,66     | 1,77     | 1,59     | 2,74     |
| Томська область                           | 1,62     | 1,40     | 2,41     | 1,59     | 1,37     | 2,68     |
| Далекосхідний федеральний округ           | 2,07     | 1,88     | 2,80     | 1,87     | 1,64     | 2,88     |
| Республіка Саха                           | 2,46     | 2,08     | 3,28     | 2,25     | 1,78     | 3,47     |
| Чукотський автономний округ               | 2,09     | 1,82     | 2,88     | 2,04     | 1,59     | 3,15     |
| Єврейська автономна область               | 2,40     | 2,00     | 3,30     | 1,95     | 1,72     | 2,60     |
| Амурська область                          | 2,18     | 1,91     | 3,00     | 1,85     | 1,53     | 2,94     |
| Сахалінська область                       | 2,00     | 1,94     | 2,47     | 1,96     | 1,83     | 2,85     |
| Камчатський край                          | 1,69     | 1,57     | 2,25     | 1,85     | 1,75     | 2,29     |
| Хабаровський край                         | 1,99     | 1,88     | 2,63     | 1,79     | 1,65     | 2,72     |
| Магаданська область                       | 1,89     | 1,83     | 2,56     | 1,66     | 1,63     | 2,88     |
| Приморський край                          | 1,97     | 1,83     | 2,58     | 1,73     | 1,55     | 2,61     |
| Приволзький федеральний округ             | 1,97     | 1,75     | 2,72     | 1,79     | 1,60     | 2,46     |
| Оренбурзька область                       | 2,20     | 1,87     | 3,01     | 2,03     | 1,59     | 3,16     |
| Пермський край                            | 1,99     | 1,80     | 2,85     | 1,98     | 1,72     | 3,16     |
| Марій Ел                                  | 2,16     | 1,87     | 2,79     | 1,98     | 1,74     | 2,65     |
| Удмуртія                                  | 2,05     | 1,81     | 2,80     | 1,96     | 1,58     | 3,13     |
| Башкортостан                              | 2,18     | 1,84     | 3,09     | 1,95     | 1,74     | 2,53     |
| Кіровська область                         | 2,01     | 1,82     | 2,57     | 1,89     | 1,62     | 3,61     |
| Чуваська Республіка                       | 2,12     | 1,78     | 2,98     | 1,88     | 1,55     | 2,89     |
| Татарстан                                 | 2,05     | 1,86     | 2,87     | 1,84     | 1,75     | 2,22     |
| Ульяновська область                       | 1,94     | 1,78     | 2,61     | 1,67     | 1,58     | 2,00     |
| Самарська область                         | 1,73     | 1,62     | 2,35     | 1,65     | 1,55     | 2,13     |
| Нижньогородська область                   | 1,69     | 1,59     | 2,20     | 1,59     | 1,52     | 1,96     |
| Саратовська область                       | 1,91     | 1,70     | 2,70     | 1,57     | 1,42     | 2,14     |
| Пензенська область                        | 1,82     | 1,63     | 2,34     | 1,53     | 1,42     | 1,86     |
| Мордовія                                  | 1,87     | 1,69     | 2,29     | 1,37     | 1,31     | 1,54     |
| Південний федеральний округ               |          |          |          | 1,71     | 1,60     | 1,92     |
| Астраханська область                      | 2,14     | 1,81     | 2,93     | 1,97     | 1,82     | 2,27     |
| Калмикія                                  | 2,66     | 2,29     | 3,10     | 1,85     | 1,85     | 1,85     |
| Краснодарський край                       | 2,06     | 1,90     | 2,30     | 1,81     | 1,82     | 1,77     |
| Адигея                                    | 2,06     | 1,88     | 2,37     | 1,73     | 1,55     | 1,93     |
| Ростовська область                        | 1,91     | 1,72     | 2,67     | 1,57     | 1,42     | 2,11     |
| Волгоградська область                     | 1,80     | 1,62     | 2,34     | 1,61     | 1,44     | 2,03     |
| Північно-Західний федеральний округ       | 1,67     | 1,58     | 2,25     | 1,61     | 1,53     | 2,25     |
| Ненецький автономний округ                |          |          |          | 2,42     | 1,83     | 6,09     |
| Республіка Комі                           | 1,87     | 1,76     | 2,39     | 2,01     | 1,67     | 4,74     |
| Вологодська область                       | 2,02     | 1,81     | 2,60     | 1,86     | 1,64     | 2,77     |
| Архангельська область                     | 2,00     | 1,80     | 2,71     | 1,84     | 1,54     | 4,23     |
| Новгородська область                      | 1,87     | 1,71     | 2,39     | 1,75     | 1,62     | 2,20     |
| Псковська область                         | 1,84     | 1,70     | 2,30     | 1,70     | 1,52     | 2,36     |
| Республіка Карелія                        | 1,87     | 1,80     | 2,34     | 1,74     | 1,52     | 3,71     |
| Калінінградська область                   | 1,81     | 1,68     | 2,39     | 1,70     | 1,59     | 2,08     |
| Мурманська область                        | 1,60     | 1,61     | 1,54     | 1,65     | 1,63     | 2,03     |
| Санкт-Петербург                           | 1,40     | 1,40     |          | 1,52     | 1,52     |          |
| Ленінградська область                     | 1,66     | 1,66     | 1,67     | 1,28     | 1,33     | 1,19     |
| Центральний федеральний округ             | 1,64     | 1,54     | 2,19     | 1,51     | 1,45     | 1,86     |
| Костромська область                       | 1,93     | 1,70     | 2,63     | 1,87     | 1,64     | 2,67     |
| Курська область                           | 1,85     | 1,68     | 2,33     | 1,70     | 1,51     | 2,30     |
| Тверська область                          | 1,81     | 1,63     | 2,45     | 1,66     | 1,54     | 2,17     |
| Ярославська область                       | 1,69     | 1,60     | 2,27     | 1,64     | 1,55     | 2,20     |
| Калузька область                          | 1,78     | 1,65     | 2,19     | 1,69     | 1,62     | 1,94     |
| Липецька область                          | 1,81     | 1,66     | 2,20     | 1,66     | 1,52     | 1,95     |
| Владимирська область                      | 1,79     | 1,71     | 2,22     | 1,64     | 1,59     | 1,87     |
| Рязанська область                         | 1,80     | 1,67     | 2,25     | 1,60     | 1,37     | 2,37     |
| Івановська область                        | 1,72     | 1,61     | 2,46     | 1,57     | 1,52     | 1,87     |
| Брянська область                          | 2,02     | 1,82     | 2,75     | 1,56     | 1,42     | 1,91     |
| Орловська область                         | 1,84     | 1,58     | 2,53     | 1,55     | 1,26     | 2,35     |
| Бєлгородська область                      | 1,91     | 1,74     | 2,39     | 1,54     | 1,41     | 1,91     |
| Московська область                        | 1,44     | 1,39     | 1,66     | 1,60     | 1,63     | 1,47     |
| Смоленська область                        | 1,79     | 1,63     | 2,38     | 1,53     | 1,43     | 1,89     |
| Воронезька область                        | 1,78     | 1,64     | 2,12     | 1,47     | 1,37     | 1,80     |
| Тульська область                          | 1,68     | 1,60     | 2,16     | 1,47     | 1,41     | 1,65     |
| Тамбовська область                        | 1,83     | 1,61     | 2,29     | 1,49     | 1,40     | 1,64     |
| Москва                                    | 1,42     | 1,42     |          | 1,34     | 1,34     | 1,69     |

Коефіцієнт потенційної народжуваності 2015 року становив 1,61 дитини на одну жінку (179-те місце у світі). По федеральних округах (станом на 2011 рік):
- Північно-Кавказький федеральний округ — 2,006 (від 1,43 у Ставропольському краї до 3,36 у Чечні).
- Уральський федеральний округ — 1,745 (від 1,70 у Челябінській області до 1,84 у Ханти-Мансійському та Ямало-Ненецькому автономних округах).
- Сибірський федеральний округ — 1,721 (від 1,48 у Томській області до 3,25 у Республіці Тива).
- Далекосхідний федеральний округ — 1,657 (від 1,48 у Магаданській області до 2,06 у Республіці Саха).
- Приволзький федеральний округ — 1,593 (від 1,25 у Мордовії до 1,83 в Удмуртії).
- Південний федеральний округ — 1,517 (від 1,39 у Ростовській області до 1,81 у Калмикії).
- Північно-Західний федеральний округ — 1,455 (від 1,16 у Ленінградській області до 2,01 у Ненецькому автономному окрузі).
- Центральний федеральний округ — 1,376 (від 1,21 у Москві до 1,71 у Костромській області).

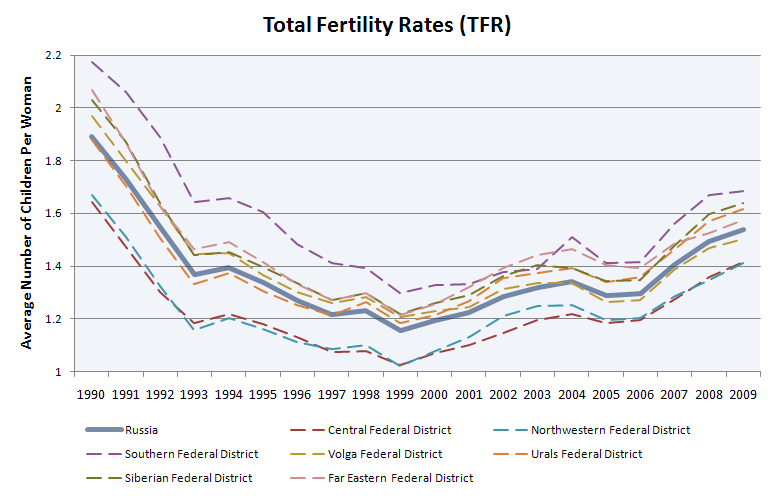
Тренд сумарного коефіцієнту народжуваності (фертильності) за регіонами (англ.)
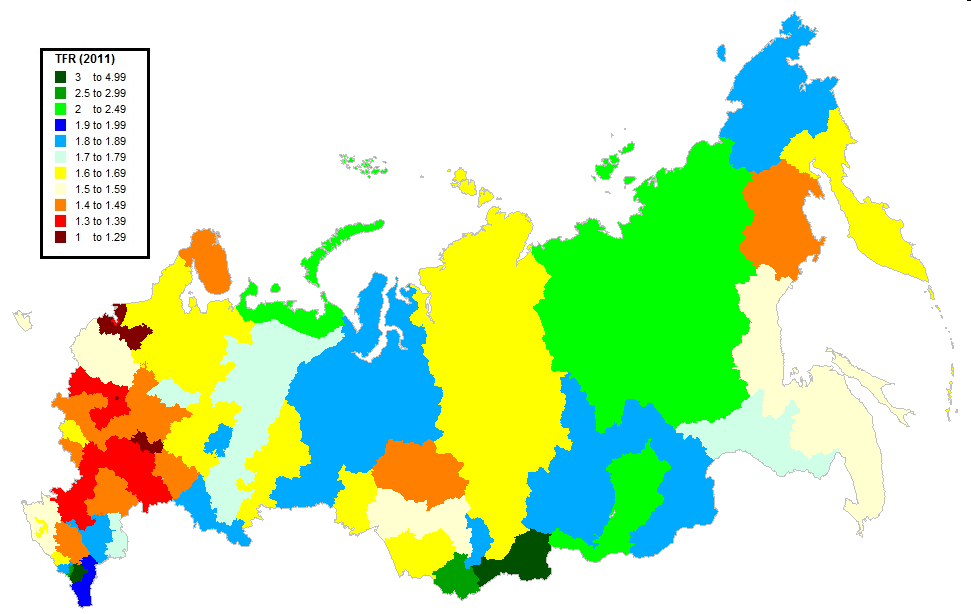
Коефіцієнт фертильності по регіонах, 2011 рік
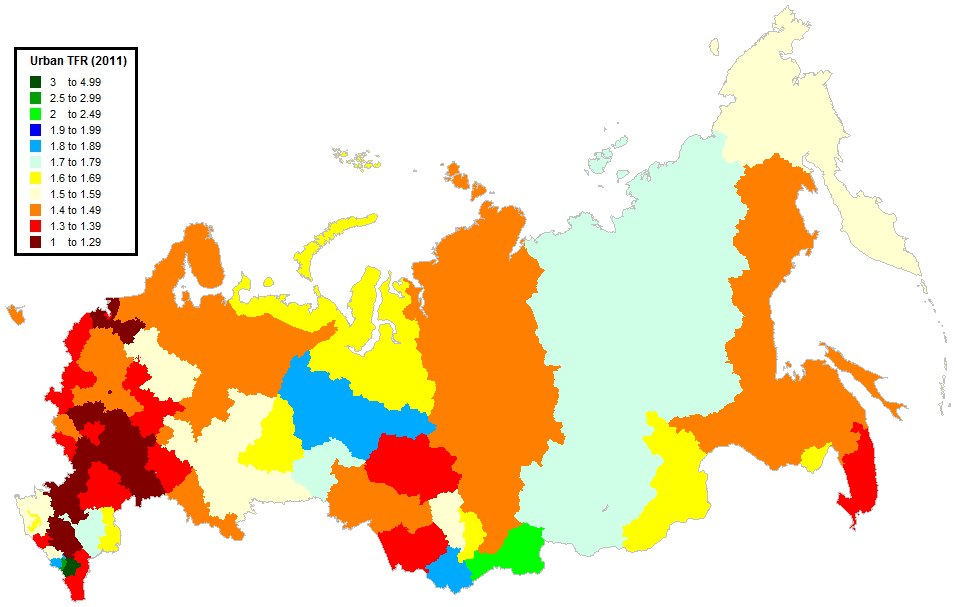
Коефіцієнт фертильності міського населення по регіонах, 2011 рік
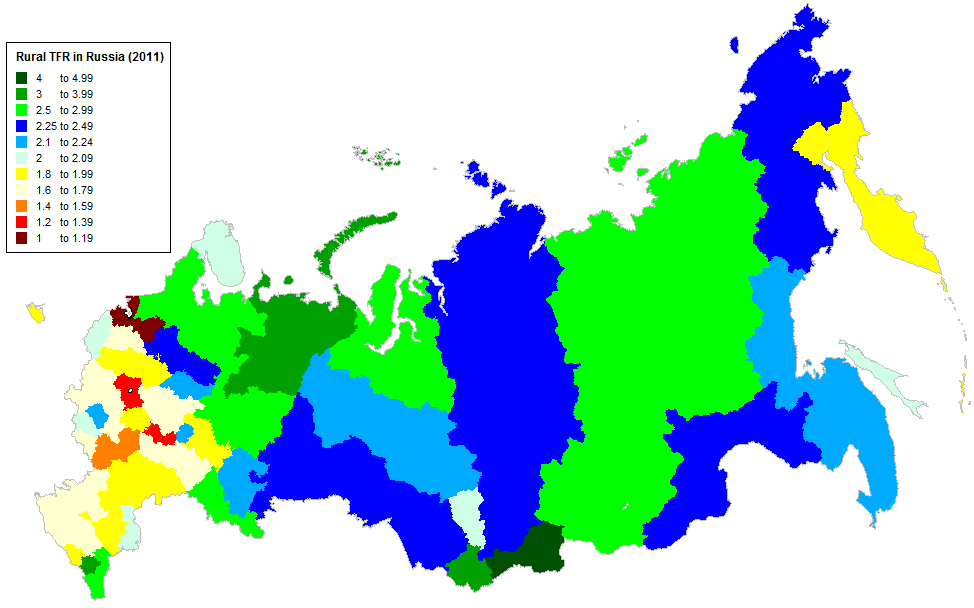
Коефіцієнт фертильності сільського населення по регіонах, 2011 рік

Динаміка фертильності в Росії
| Рік          | 1927 | 1931 | 1935 | 1940 | 1946 | 1950 | 1954 | 1958 | 1962 | 1966 | 1970 | 1974 | 1978 | 1982 | 1986 | 1990 | 1994 | 1998 | 2002 | 2006 | 2011 |
| Фертильність | 6,73 | 5,63 | 4,31 | 4,26 | 2,81 | 2,89 | 2,97 | 2,69 | 2,36 | 2,13 | 2,00 | 2,00 | 1,90 | 1,96 | 2,18 | 1,89 | 1,39 | 1,24 | 1,29 | 1,31 | 1,58 |

#### Смертність

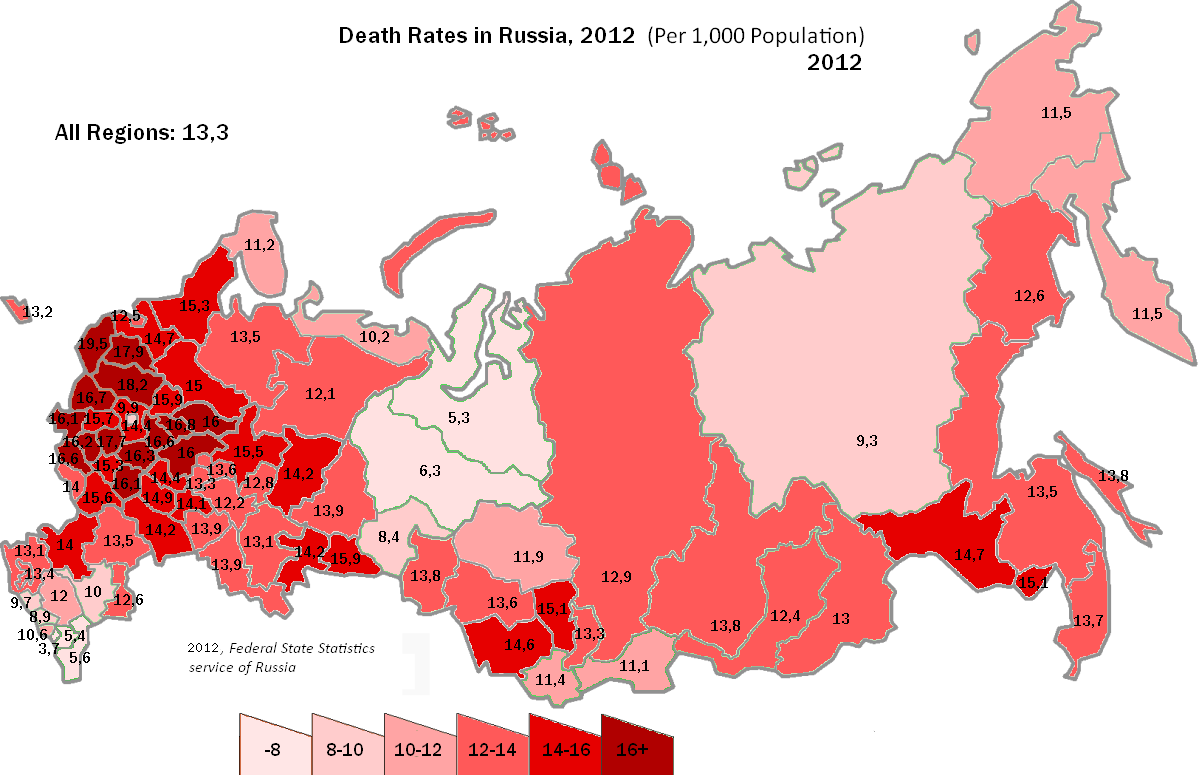
Коефіцієнт смертності по суб'єктах Російської Федерації, 2012 рік

Смертність у Росії 2015 року становила 13,69 ‰ (11-те місце у світі).
Коефіцієнт смертності по федеральних округах, 2012 рік:
- Північно-Кавказький федеральний округ — 8,2 ‰;
- Уральський федеральний округ — 12,6 ‰;
- Далекосхідний федеральний округ — 13,0 ‰;
- Південний федеральний округ — 13,4 ‰;
- Сибірський федеральний округ — 13,6 ‰;
- Північно-Західний федеральний округ — 13,8 ‰;
- Приволзький федеральний округ — 13,9 ‰;
- Центральний федеральний округ — 13,9 ‰.

Історична динаміка коефіцієнта смертності
| Рік            | 1930 | 1940 | 1950 | 1960 | 1970 | 1980 | 1990 | 2000 | 2010 | 2012 |
| Смертність (‰) | 27,3 | 23,2 | 11,5 | 7,4  | 8,7  | 11,0 | 11,2 | 15,2 | 14,2 | 13,3 |

Динаміка коефіцієнта народжуваності й смертності за період 2011—2015 років
|                                           | Народжуваність | Народжуваність | Народжуваність | Народжуваність | Народжуваність | Смертність | Смертність | Смертність | Смертність | Смертність |  |
| 2015                                      | 2014           | 2013           | 2012           | 2011           | 2015           | 2014       | 2013       | 2012       | 2011       |            |  |
| Росія                                     | 13,3▲          | 13,3▲          | 13,2▼          | 13,3▲          | 12,6▲          | 13,1▬      | 13,1▬      | 13,0▼      | 13,3▼      | 13,5▼      |  |
| Північно-Кавказький федеральний округ     | 16,6▼          | 17,3▲          | 17,2▼          | 17,4▲          | 17,3▲          | 7,9 ▼      | 8,1▲       | 8,0▼       | 8,2▼       | 8,4▼       |  |
| ----------------------------------------- | -------------- | -------------- | -------------- | -------------- | -------------- | ---------- | ---------- | ---------- | ---------- | ---------- |  |
| Чечня                                     | 23,2▼          | 24,2▼          | 24,9▼          | 25,9▼          | 28,9▼          | 4,9▼       | 5,0▬       | 5,0▼       | 5,4▲       | 5,3▼       |  |
| Інгушетія                                 | 18,6▼          | 20,7▼          | 21,4▼          | 22,6▼          | 25,9▼          | 3,3▼       | 3,5▬       | 3,5▼       | 3,7▼       | 4,1▼       |  |
| Дагестан                                  | 18,2▼          | 19,1▲          | 18,8▼          | 19,0▲          | 18,1▲          | 5,4▼       | 5,6▲       | 5,5▼       | 5,6▬       | 5,6▼       |  |
| Кабардино-Балкарія                        | 14,6▼          | 15,7▲          | 15,5▼          | 15,9▲          | 14,9▲          | 8,8▬       | 8,8▼       | 8,9▬       | 8,9▼       | 9,4▲       |  |
| Північна Осетія                           | 14,6▼          | 15,4▲          | 15,3▲          | 15,0▲          | 14,5▬          | 10,7▬      | 10,7▲      | 10,5▼      | 10,6▼      | 10,8▼      |  |
| Карачаєво-Черкесія                        | 12,4▼          | 13,6▼          | 13,8▲          | 13,5▲          | 13,1▲          | 9,6▼       | 9,7▲       | 9,5▼       | 9,7▬       | 9,7▲       |  |
| Ставропольський край                      | 13,0▼          | 13,1▲          | 12,7▲          | 12,5▲          | 11,8▼          | 11,6▼      | 11,8▲      | 11,7▼      | 12,0▼      | 12,3▼      |  |
| Уральський федеральний округ              | 14,9▼          | 15,2▲          | 15,1▬          | 15,1▲          | 14,2▲          | 12,5▲      | 12,4▬      | 12,4▼      | 12,6▼      | 12,7▼      |  |
| Ханти-Мансійський автономний округ — Югра | 16,6▼          | 17,3▼          | 17,5▼          | 17,6▲          | 16,4▬          | 6,4▬       | 6,4▲       | 6,3▬       | 6,3▼       | 6,5▼       |  |
| Тюменська область                         | 16,7▼          | 17,2▲          | 17,0▼          | 17,2▲          | 16,1▼          | 8,3▬       | 8,3 ▲      | 8,2▼       | 8,4▼       | 8,6▼       |  |
| Ямало-Ненецький автономний округ          | 16,5▼          | 16,9▲          | 16,4▼          | 16,7▲          | 15,6▼          | 5,2▲       | 5,1▬       | 5,1▼       | 5,3▼       | 5,4▼       |  |
| Свердловська область                      | 14,4▼          | 14,5▬          | 14,5▲          | 14,3▲          | 13,5▲          | 14,2▲      | 14,0▲      | 13,8▼      | 13,9▼      | 14,1▼      |  |
| Челябінська область                       | 13,9▼          | 14,3▲          | 14,2▼          | 14,3▲          | 13,6▲          | 13,9▲      | 13,8▼      | 13,9▼      | 14,2▬      | 14,2▼      |  |
| Курганська область                        | 13,3▼          | 13,6▲          | 14,0▲          | 13,8▲          | 12,7▼          | 16,1▲      | 15,9▼      | 16,1▲      | 15,9▲      | 15,7▼      |  |
| Сибірський федеральний округ              | 14,4▼          | 14,7▼          | 14,9▬          | 14,9▲          | 14,1▬          | 13,2▼      | 13,3▬      | 13,3▼      | 13,6▼      | 13,8▼      |  |
| Тива                                      | 23,7▼          | 25,3▼          | 26,1▼          | 26,5▼          | 27,1▲          | 10,3▼      | 10,9▼      | 11,0▼      | 11,1▲      | 10,9▼      |  |
| Республіка Алтай                          | 18,7▼          | 20,9▬          | 20,9▼          | 22,4▼          | 22,5▲          | 10,9▼      | 11,2▼      | 11,4▬      | 11,4▼      | 12,2▬      |  |
| Бурятія                                   | 17,3▼          | 17,5▼          | 17,6▲          | 17,4▲          | 16,9▼          | 11,4▼      | 11,5▼      | 11,8▼      | 12,4▼      | 12,6▼      |  |
| Забайкальський край                       | 15,4▼          | 16,0▲          | 15,9▼          | 16,1▲          | 15,4▲          | 12,9▲      | 12,4▼      | 12,5▼      | 13,0▼      | 13,2▼      |  |
| Іркутська область                         | 15,4▬          | 15,4▼          | 15,6▼          | 15,9▲          | 15,3▲          | 13,7▼      | 13,8▲      | 13,7▼      | 13,8▼      | 14,0▼      |  |
| Хакасія                                   | 14,8▼          | 15,3▼          | 15,7▼          | 16,0▲          | 15,1▲          | 13,5▲      | 13,2▲      | 13,1▼      | 13,3▼      | 13,5▼      |  |
| Омська область                            | 14,4▼          | 15,1▲          | 14,8▼          | 14,9▲          | 13,5▼          | 13,4▲      | 13,3▼      | 13,4▼      | 13,8▲      | 13,5▼      |  |
| Красноярський край                        | 14,4▼          | 14,5▬          | 14,5▬          | 14,5▲          | 13,5▲          | 12,7▬      | 12,7▼      | 12,8▼      | 12,9▼      | 13,1▼      |  |
| Новосибірська область                     | 14,2▲          | 14,1▼          | 14,2▲          | 13,9▲          | 13,1▲          | 13,1▼      | 13,3▼      | 13,6▬      | 13,6▬      | 13,6▼      |  |
| Томська область                           | 13,6▼          | 13,7▼          | 13,8▲          | 13,6▲          | 13,1▼          | 11,5▼      | 11,8▬      | 11,8▼      | 11,9▼      | 12,2▼      |  |
| Алтайський край                           | 12,6▼          | 13,2▼          | 13,5▼          | 13,6▲          | 12,7▲          | 14,2▬      | 14,2▬      | 14,2▼      | 14,6▬      | 14,6▼      |  |
| Кемеровська область                       | 12,5▼          | 13,2▼          | 13,6▼          | 13,7▲          | 12,7▼          | 14,5▼      | 14,6▬      | 14,6▼      | 15,1▼      | 15,5▲      |  |
| Далекосхідний федеральний округ           | 13,9▼          | 14,1▲          | 13,9▬          | 13,9▲          | 13,2▬          | 12,6▬      | 12,6▬      | 12,6▼      | 13,0▼      | 13,4▼      |  |
| Республіка Саха                           | 17,1▼          | 17,8▲          | 17,5▼          | 17,6▲          | 17,1▲          | 8,6▬       | 8,6 ▼      | 8,7▼       | 9,3▬       | 9,3▼       |  |
| Хабаровський край                         | 14,3▲          | 14,0▬          | 14,0▲          | 13,6▲          | 12,9▲          | 13,4▲      | 13,3▼      | 13,4▼      | 13,5▼      | 14,6▲      |  |
| Єврейська автономна область               | 14,0▲          | 13,8▲          | 13,7▼          | 14,0▼          | 14,1▲          | 15,4▲      | 14,9▲      | 14,5▼      | 15,1▼      | 15,3▼      |  |
| Сахалінська область                       | 13,6▬          | 13,6▲          | 13,0▲          | 12,8▲          | 11,8▼          | 13,2▲      | 13,0▼      | 13,1▼      | 13,8▼      | 14,1▼      |  |
| Чукотський автономний округ               | 13,5▲          | 13,3▲          | 13,1▼          | 14,1▲          | 13,7▼          | 9,6▼       | 10,7▲      | 10,5▼      | 11,5▲      | 11,1▼      |  |
| Амурська область                          | 13,3▼          | 13,8▼          | 14,1▼          | 14,3▲          | 13,5▲          | 13,9▬      | 13,9▲      | 13,8▼      | 14,7▬      | 14,7▼      |  |
| Камчатський край                          | 13,1▼          | 13,2▲          | 13,0▬          | 13,0▲          | 12,4▼          | 11,4▼      | 11,5▲      | 11,4▼      | 11,5▼      | 12,0▼      |  |
| Приморський край                          | 12,7▼          | 12,8▲          | 12,6▬          | 12,6▲          | 11,9▲          | 13,5▲      | 13,4▼      | 13,5▼      | 13,7▼      | 14,1▼      |  |
| Магаданська область                       | 11,8▼          | 12,2▼          | 12,5▲          | 12,4▲          | 11,5▬          | 11,8▼      | 11,9▬      | 11,9▼      | 12,6▼      | 12,9▼      |  |
| Приволзький федеральний округ             | 13,3▼          | 13,4▲          | 13,3▲          | 13,2▲          | 12,4▬          | 13,9▬      | 13,9▼      | 14,0▲      | 13,9▼      | 14,4▼      |  |
| Татарстан                                 | 14,7▼          | 14,8▬          | 14,8▲          | 14,5▲          | 13,4▲          | 12,0▼      | 12,2▲      | 12,1▼      | 12,2▼      | 12,4▼      |  |
| Пермський край                            | 14,7▼          | 14,8▲          | 14,7▼          | 14,8▲          | 14,0▼          | 14,2▲      | 14,0▼      | 14,1▼      | 14,2▼      | 14,7▼      |  |
| Удмуртія                                  | 14,6▬          | 14,6▬          | 14,6▼          | 15,2▲          | 14,3▲          | 12,9▲      | 12,8▬      | 12,8▬      | 12,8▼      | 13,4▼      |  |
| Башкортостан                              | 14,5▼          | 14,9▲          | 14,6▲          | 14,5▲          | 13,7▼          | 13,3▲      | 13,2▬      | 13,2▲      | 13,1▼      | 13,4▬      |  |
| Марій Ел                                  | 14,5▼          | 14,7▲          | 14,6▲          | 14,2▲          | 13,0▲          | 13,7▬      | 13,7▬      | 13,7▲      | 13,6▼      | 14,1▼      |  |
| Оренбурзька область                       | 14,2▼          | 14,6▼          | 14,8▲          | 14,7▲          | 13,8▼          | 14,1▼      | 14,2▲      | 13,9▬      | 13,9▼      | 14,3▼      |  |
| Чуваська Республіка                       | 13,8▼          | 13,9▼          | 14,0▬          | 14,0▲          | 12,9▬          | 13,1▼      | 13,3▲      | 13,2▼      | 13,3▼      | 13,5▼      |  |
| Самарська область                         | 12,8▲          | 12,6▲          | 12,3▲          | 12,1▲          | 11,5▲          | 14,2▼      | 14,3▼      | 14,4▲      | 13,9▼      | 14,4▼      |  |
| Кіровська область                         | 12,7▼          | 12,8▼          | 13,0▲          | 12,7▲          | 11,8▼          | 15,2▲      | 15,1▼      | 15,4▼      | 15,5▼      | 15,8▼      |  |
| Нижньогородська область                   | 12,3▲          | 11,9▲          | 11,8▬          | 11,8▲          | 11,0▲          | 15,6▼      | 15,9▬      | 15,9▼      | 16,0▼      | 16,4▲      |  |
| Ульяновська область                       | 11,9▬          | 11,9▲          | 11,6▲          | 11,3▲          | 10,8▼          | 14,9▲      | 14,6▲      | 14,4▲      | 14,1▼      | 14,8▲      |  |
| Саратовська область                       | 11,5▬          | 11,5▬          | 11,5▲          | 11,3▲          | 10,7▼          | 14,2▬      | 14,2▬      | 14,4▲      | 14,2▼      | 14,5▼      |  |
| Пензенська область                        | 10,7▼          | 10,9▲          | 10,7▼          | 10,8▲          | 10,1▲          | 14,9▲      | 14,8▬      | 14,8▼      | 14,9▼      | 15,2▼      |  |
| Мордовія                                  | 9,7▼           | 10,1▬          | 10,1▲          | 9,9▲           | 9,5 ▬          | 14,2▼      | 14,3▼      | 14,8▲      | 14,4▼      | 14,8▼      |  |
| Південний федеральний округ               | 12,8▼          | 12,9▲          | 12,6▬          | 12,6▲          | 11,8▼          | 13,3▼      | 13,4▲      | 13,2▼      | 13,4▼      | 13,7▼      |  |
| Астраханська область                      | 14,5▼          | 15,0▲          | 14,8▼          | 15,1▲          | 14,2▼          | 12,3▼      | 12,7▲      | 12,3▼      | 12,6▼      | 13,0▼      |  |
| Калмикія                                  | 13,6▼          | 14,1▼          | 14,5▼          | 14,8▲          | 14,5▼          | 9,8▼       | 9,9▬       | 9,9▼       | 10,0▼      | 10,1▼      |  |
| Краснодарський край                       | 13,6▬          | 13,6▲          | 13,2▲          | 13,1▲          | 12,2▲          | 13,1▲      | 13,0▲      | 12,9▼      | 13,1▼      | 13,6▼      |  |
| Адигея                                    | 12,5▼          | 12,8▲          | 12,7▼          | 12,8▲          | 12,5▼          | 13,0▼      | 13,3▲      | 13,2▼      | 13,4▼      | 13,8▼      |  |
| Ростовська область                        | 12,1▼          | 12,2▲          | 11,7▬          | 11,7▲          | 10,9▬          | 13,9▼      | 14,1▲      | 13,8▼      | 14,0▼      | 14,2▼      |  |
| Волгоградська область                     | 11,5▬          | 11,5▼          | 11,6▼          | 11,7▲          | 11,1▲          | 13,8▲      | 13,7▲      | 13,5▬      | 13,5▼      | 13,8▼      |  |
| Північно-Західний федеральний округ       | 12,5▲          | 12,3▲          | 12,2▬          | 12,2▲          | 11,5▼          | 13,4▲      | 13,3▼      | 13,5▼      | 13,8▼      | 14,0▼      |  |
| Ненецький автономний округ                | 17,5▲          | 16,6▬          | 16,6▼          | 17,4▲          | 15,0▼          | 9,3▲       | 8,9▼       | 10,7▲      | 10,2▼      | 10,4▼      |  |
| Вологодська область                       | 13,8▲          | 13,6▼          | 13,8▼          | 13,9▲          | 12,9▼          | 14,8▬      | 14,8▼      | 15,1▲      | 15,0▼      | 15,7 ▼     |  |
| Республіка Комі                           | 13,6▼          | 14,1▼          | 14,2▲          | 13,9▲          | 13,0▲          | 12,3▲      | 12,2▲      | 11,9▼      | 12,1▼      | 12,3▼      |  |
| Санкт-Петербург                           | 13,6▲          | 13,1▲          | 12,8▲          | 12,6▲          | 11,7▼          | 11,9▲      | 11,7▼      | 12,0▼      | 12,5▼      | 12,7▼      |  |
| Калінінградська область                   | 12,8▲          | 12,7▲          | 12,5▲          | 12,4▲          | 11,8▲          | 13,3▬      | 13,3▲      | 13,2▬      | 13,2▼      | 13,3▼      |  |
| Архангельська область                     | 12,4▼          | 12,6▼          | 12,7▼          | 12,8▲          | 12,2▼          | 13,4▲      | 13,2▼      | 13,4▼      | 13,5▼      | 13,8▼      |  |
| Республіка Карелія                        | 12,2▼          | 12,4▲          | 12,0▼          | 12,5▲          | 12,0▼          | 15,3▲      | 14,6▼      | 14,7▼      | 15,3▲      | 14,7▼      |  |
| Новгородська область                      | 11,9▲          | 11,8▼          | 12,0▲          | 11,9▲          | 11,5▼          | 17,6▲      | 17,3▼      | 17,8▼      | 17,9▼      | 18,4▬      |  |
| Мурманська область                        | 11,9▲          | 11,8▬          | 11,8▲          | 11,7▲          | 11,4▼          | 11,5▲      | 11,4▲      | 11,0▼      | 11,2▼      | 11,5▼      |  |
| Псковська область                         | 11,1▲          | 10,9▼          | 11,0▬          | 11,0▲          | 10,5▬          | 18,2▼      | 18,5▼      | 18,6▼      | 19,5▲      | 19,4▼      |  |
| Ленінградська область                     | 9,1▬           | 9,1▲           | 9,0▬           | 9,0▲           | 8,7 ▼          | 14,1▼      | 14,6▬      | 14,6▼      | 14,7▼      | 14,8▼      |  |
| Центральний федеральний округ             | 11,8▲          | 11,5▲          | 11,4▬          | 11,4▲          | 10,8▼          | 13,5▼      | 13,7▬      | 13,7▼      | 13,9▼      | 14,0▼      |  |
| Московська область                        | 13,1▲          | 12,6▲          | 12,1▲          | 12,0▲          | 11,2▲          | 13,0▼      | 13,9▼      | 14,1▼      | 14,4▬      | 14,4▲      |  |
| Калузька область                          | 12,7▲          | 11,8▬          | 11,8▬          | 11,8▲          | 10,9▼          | 15,1▼      | 15,3▬      | 15,3▼      | 15,7▲      | 15,4▲      |  |
| Костромська область                       | 12,5▼          | 12,6▼          | 12,7▼          | 12,8▲          | 12,2▲          | 16,0▼      | 15,9▼      | 16,2▲      | 16,0▼      | 16,6▼      |  |
| Ярославська область                       | 12,2▲          | 12,0▼          | 12,1▲          | 11,9▲          | 11,2▲          | 15,6▬      | 15,6▼      | 15,9▬      | 15,9▲      | 15,8▼      |  |
| Курська область                           | 11,7▼          | 11,8▲          | 11,7▼          | 11,9▲          | 11,6▼          | 16,3▼      | 16,6▲      | 16,3▼      | 16,6▼      | 16,8▼      |  |
| Липецька область                          | 11,7▲          | 11,6▲          | 11,4▼          | 11,6▲          | 10,7▼          | 15,4▬      | 15,4▲      | 15,3▬      | 15,3▲      | 15,2▼      |  |
| Бєлгородська область                      | 11,6▬          | 11,6▬          | 11,6▼          | 11,7▲          | 11,0▼          | 14,0▬      | 14,0▲      | 13,9▼      | 14,0▬      | 14,0▼      |  |
| Москва                                    | 11,7▲          | 11,4▲          | 11,3▬          | 11,3▲          | 10,7▬          | 10,0▲      | 9,7▬       | 9,7▼       | 9,9▲       | 9,7▼       |  |
| Владимирська область                      | 11,6▲          | 11,2▲          | 11,1▼          | 11,5▲          | 10,9▲          | 16,5▬      | 16,5▼      | 16,7▲      | 16,6▼      | 17,1▲      |  |
| Івановська область                        | 11,4▲          | 11,2▬          | 11,2▲          | 11,0▲          | 10,4▲          | 16,1▼      | 16,4▬      | 16,4▼      | 16,8▼      | 16,9▼      |  |
| Брянська область                          | 11,4▲          | 11,0▼          | 11,1▼          | 11,4▲          | 10,9▼          | 15,8▼      | 16,0▲      | 15,9▼      | 16,1▬      | 16,1▼      |  |
| Тверська область                          | 11,3▲          | 11,2▼          | 11,4▼          | 11,6▲          | 11,0▬          | 17,7▼      | 17,8▼      | 18,1▼      | 18,2▼      | 18,7▼      |  |
| Орловська область                         | 11,2▲          | 11,0▼          | 11,1▬          | 11,1▲          | 10,5▼          | 15,4▬      | 16,4▲      | 16,3▲      | 16,2▼      | 16,3▼      |  |
| Рязанська область                         | 11,2▲          | 11,0▲          | 10,8▬          | 10,8▲          | 10,3▼          | 15,9▼      | 16,1▲      | 15,8▼      | 16,3▼      | 16,5▲      |  |
| Воронезька область                        | 11,1▲          | 10,9▲          | 10,7▼          | 10,9▲          | 10,2▼          | 15,4▼      | 15,7▬      | 15,7▲      | 15,6▼      | 15,9▼      |  |
| Смоленська область                        | 10,6▼          | 10,8▲          | 10,6▲          | 10,5▲          | 10,4▲          | 16,4▲      | 16,1▼      | 16,5▼      | 16,7▼      | 16,8▼      |  |
| Тульська область                          | 10,5▲          | 10,0▲          | 9,9▼           | 10,1▲          | 9,4▼           | 17,1▬      | 17,1▼      | 17,4▼      | 17,7▬      | 17,7▼      |  |
| Тамбовська область                        | 9,8▬           | 9,8▲           | 9,6▬           | 9,6▲           | 9,3▲           | 16,0▼      | 16,3▲      | 16,1▬      | 16,1▼      | 16,4▼      |  |

#### Природний приріст
Природний приріст населення в країні 2015 року був негативним і становив −0,04 % (депопуляція) (203-тє місце у світі).

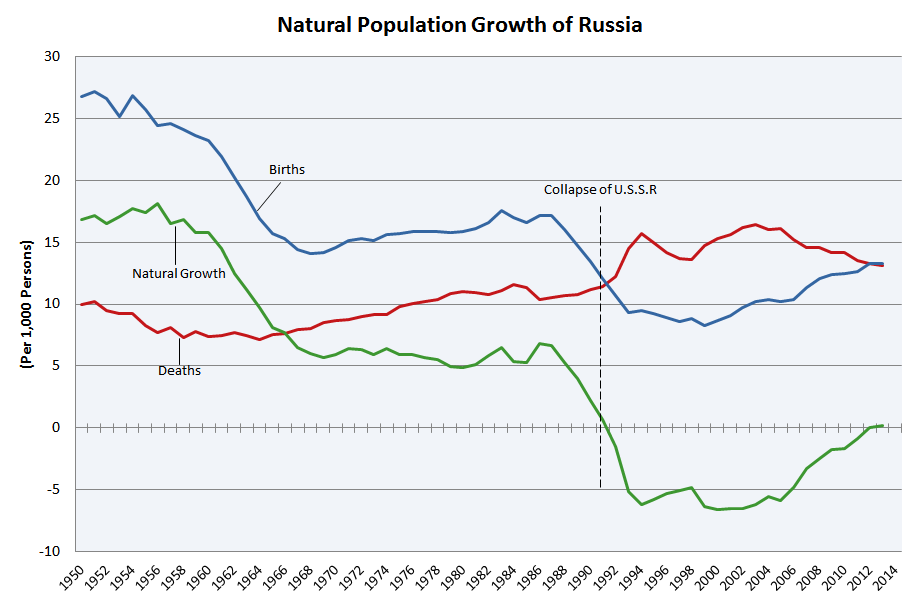
Динаміка природного приросту (зелений), народжуваності (червоний) і смертності (синій) в Росії (англ.)
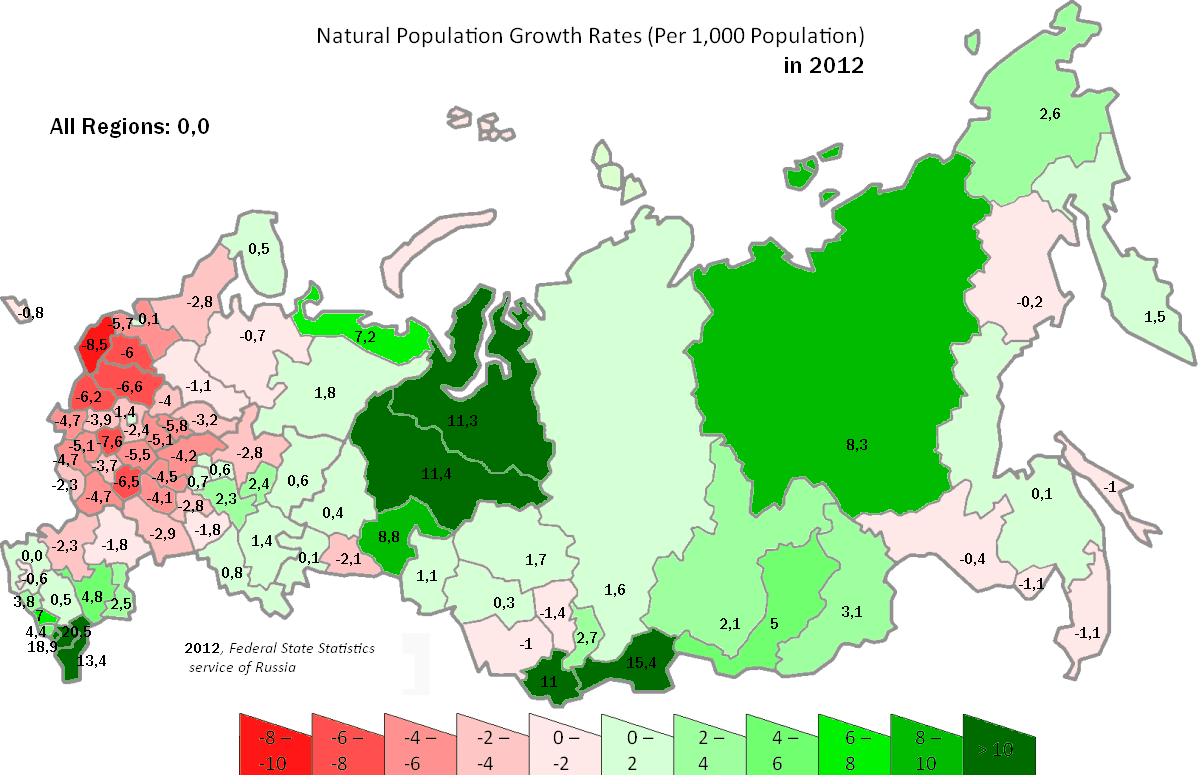
Природний приріст по суб'єктах Російської Федерації, 2012 рік (англ.)
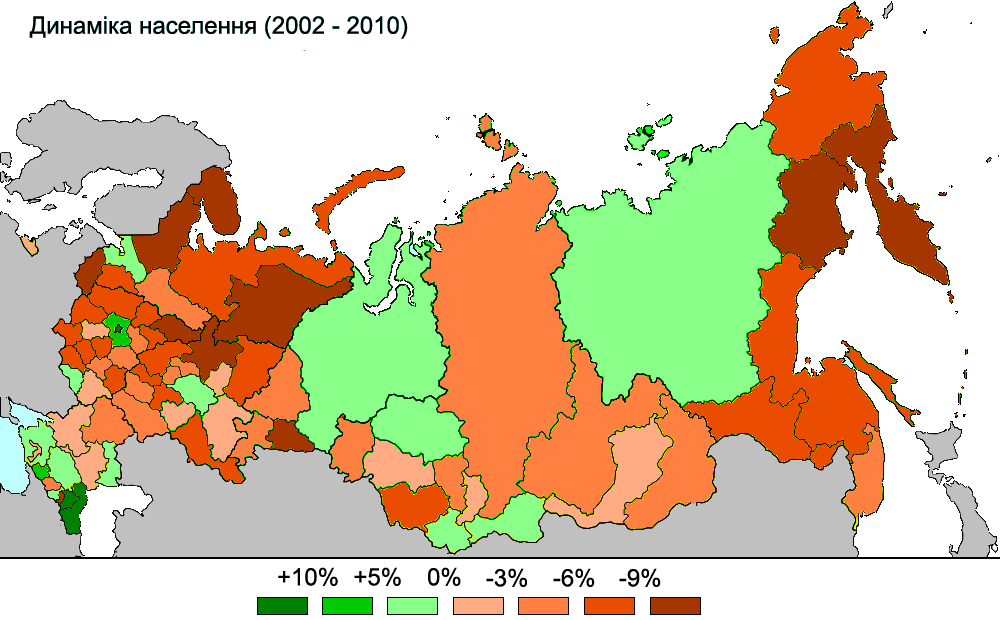
Динаміка чисельності населення Росії по регіонах, 2002-2010 роки
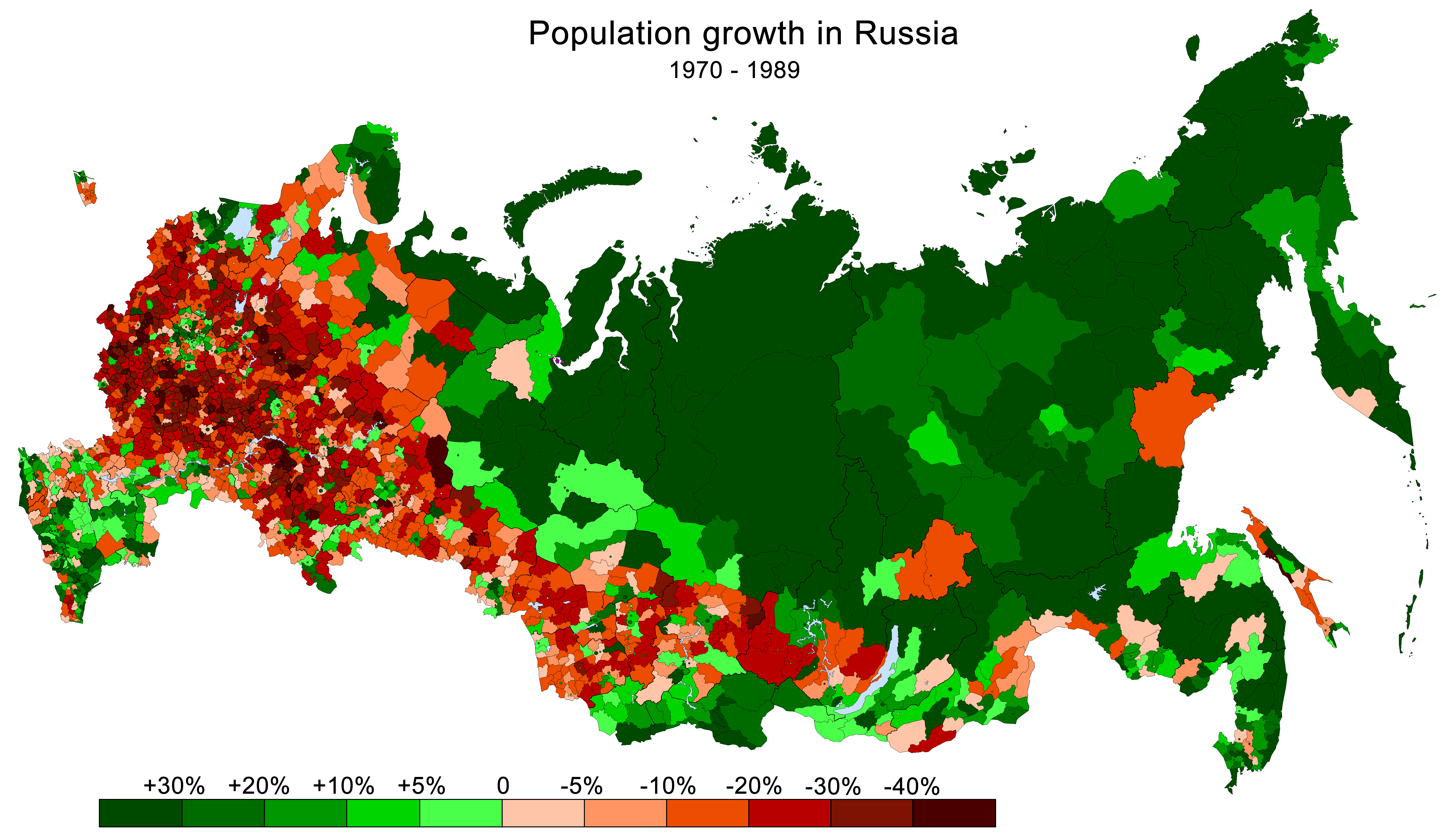
Динаміка чисельності населення Росії, 1970-1989 роки (англ.)
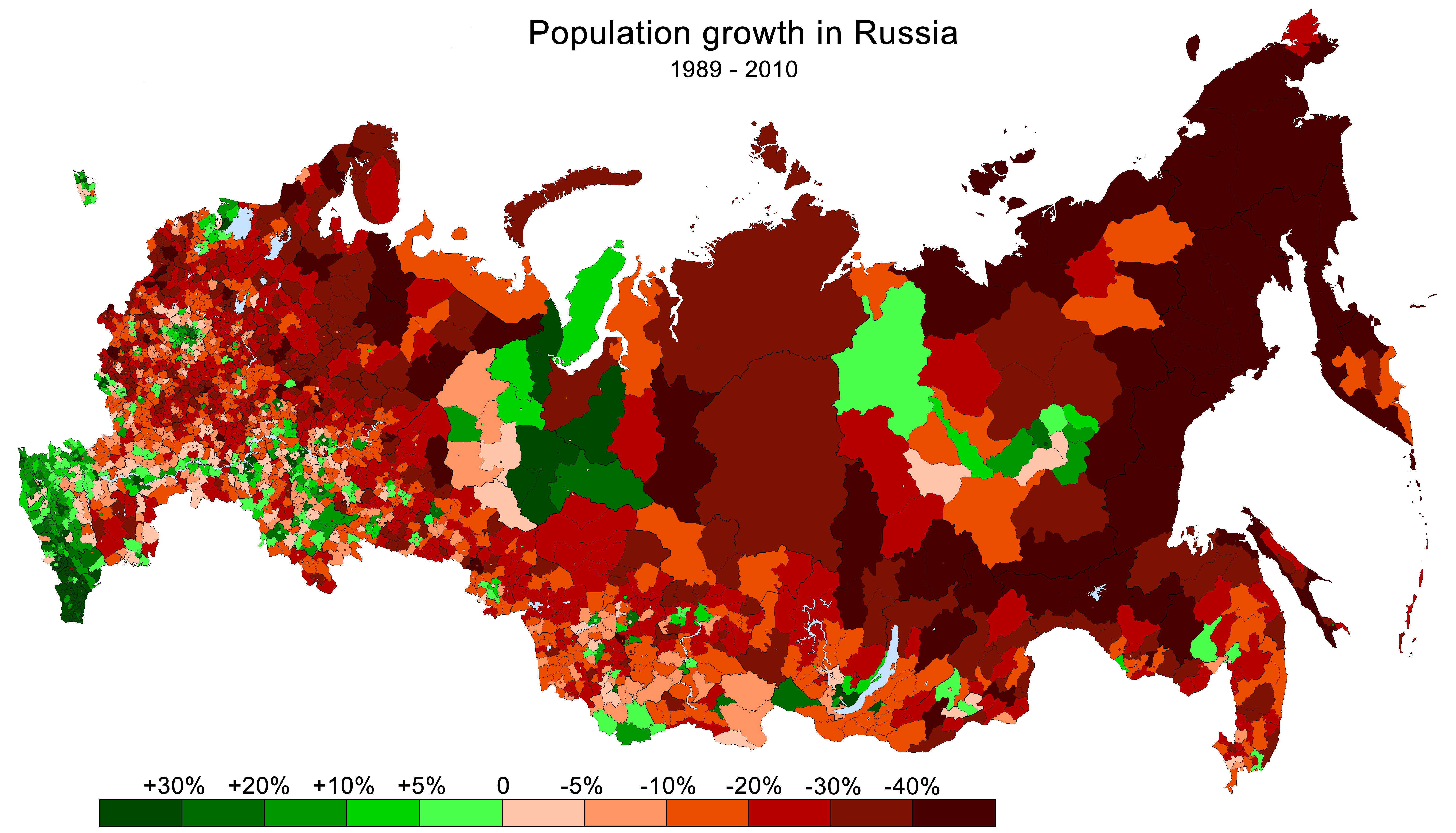
Динаміка чисельності населення Росії, 1989-2010 роки (англ.)

Природний рух населення Росії з 1946 року
| Рік  | Чисельність населення (тис. осіб) | Живих народжень | Смертей   | Природний приріст | Народжуваність (‰) | Смертність (‰) | Природний приріст (‰) | Фертильність | Фертильність (міста) | Фертильність (села) | Середня тривалість життя (чоловіки) | Середня тривалість життя (жінки) | Середня тривалість життя | Аборти    |
| ---- | --------------------------------- | --------------- | --------- | ----------------- | ------------------ | -------------- | --------------------- | ------------ | -------------------- | ------------------- | ----------------------------------- | -------------------------------- | ------------------------ | --------- |
| 1927 | 94 596 000                        | 4 688 000       | 2 705 000 | 1 983 000         | 43,6               | 20,9           | 22,7                  | 6,729        |                      |                     | 33,7                                | 37,9                             |                          |           |
| 1928 | 96 654 000                        | 4 723 000       | 2 589 000 | 2 134 000         | 43,3               | 21,2           | 22,1                  | 6,556        |                      |                     | 35,9                                | 40,4                             |                          |           |
| 1929 | 98 644 000                        | 4 633 000       | 2 819 000 | 1 814 000         | 42,2               | 22,8           | 19,4                  | 6,227        |                      |                     | 33,7                                | 38,2                             |                          |           |
| 1930 | 100 419 000                       | 4 413 000       | 2 738 000 | 1 675 000         | 39,3               | 22,6           | 16,7                  | 5,834        |                      |                     | 34,6                                | 38,7                             |                          |           |
| 1931 | 101 948 000                       | 4 412 000       | 3 090 000 | 1 322 000         | 39,9               | 26,9           | 13,0                  | 5,626        |                      |                     | 30,7                                | 35,5                             |                          |           |
| 1932 | 103 136 000                       | 4 058 000       | 3 077 000 | 981 000           | 39,3               | 29,8           | 9,5                   | 5,093        |                      |                     | 30,5                                | 35,7                             |                          |           |
| 1933 | 102 706 000                       | 3 313 000       | 5 239 000 | -1 926 000        | 32,3               | 51,0           | -18,8                 | 4,146        |                      |                     | 15,2                                | 19,5                             |                          |           |
| 1934 | 102 922 000                       | 2 923 000       | 2 659 000 | 264 000           | 28,7               | 26,1           | 2,6                   | 3,566        |                      |                     | 30,5                                | 35,7                             |                          |           |
| 1935 | 102 684 000                       | 3 577 000       | 2 421 000 | 1 156 000         | 34,8               | 23,6           | 11,3                  | 4,305        |                      |                     | 33,1                                | 38,4                             |                          |           |
| 1936 | 103 904 000                       | 3 899 000       | 2 719 000 | 1 180 000         | 37,5               | 26,2           | 11,4                  | 4,535        |                      |                     | 30,4                                | 35,7                             |                          |           |
| 1937 | 105 358 000                       | 4 377 000       | 2 760 000 | 1 617 000         | 41,5               | 26,2           | 15,3                  | 5,079        |                      |                     | 30,5                                | 40,0                             |                          |           |
| 1938 | 107 044 000                       | 4 379 000       | 2 739 000 | 1 640 000         | 40,9               | 25,6           | 15,3                  | 4,989        |                      |                     | 31,7                                | 42,5                             |                          |           |
| 1939 | 108 785 000                       | 4 329 000       | 2 600 000 | 1 729 000         | 39,8               | 23,9           | 15,9                  | 4,907        |                      |                     | 34,9                                | 42,6                             |                          |           |
| 1940 | 110 333 000                       | 3 814 000       | 2 561 000 | 1 253 000         | 34,6               | 23,2           | 11,4                  | 4,260        |                      |                     | 35,7                                | 41,9                             |                          |           |
| 1946 | 98 028 000                        | 2 546 000       | 1 210 000 | 1 336 000         | 26,0               | 12,3           | 13,6                  | 2,806        |                      |                     | 46,6                                | 55,3                             |                          |           |
| 1947 | 98 834 000                        | 2 715 000       | 1 680 000 | 1 035 000         | 27,5               | 17,0           | 10,5                  | 2,938        |                      |                     | 39,9                                | 49,8                             |                          |           |
| 1948 | 99 706 000                        | 2 516 000       | 1 310 000 | 1 206 000         | 25,2               | 13,1           | 12,1                  | 2,604        |                      |                     | 47,0                                | 56,0                             |                          |           |
| 1949 | 101 160 000                       | 3 089 000       | 1 187 000 | 1 902 000         | 30,5               | 11,7           | 18,8                  | 3,205        |                      |                     | 51,0                                | 59,8                             |                          |           |
| 1950 | 102 833 000                       | 2 859 000       | 1 180 000 | 1 679 000         | 27,8               | 11,5           | 16,7                  | 2,889        |                      |                     | 52,3                                | 61,0                             |                          |           |
| 1951 | 104 439 000                       | 2 938 000       | 1 210 000 | 1 728 000         | 28,1               | 11,6           | 17,0                  | 2,918        |                      |                     | 52,3                                | 60,6                             |                          |           |
| 1952 | 106 164 000                       | 2 928 000       | 1 138 000 | 1 790 000         | 27,6               | 10,7           | 17,0                  | 2,871        |                      |                     | 54,6                                | 62,9                             |                          |           |
| 1953 | 107 828 000                       | 2 822 000       | 1 118 000 | 1 704 000         | 26,2               | 10,4           | 15,7                  | 2,733        |                      |                     | 55,5                                | 63,9                             |                          |           |
| 1954 | 109 643 000                       | 3 048 000       | 1 133 000 | 1 915 000         | 27,8               | 10,3           | 17,6                  | 2,970        |                      |                     | 55,9                                | 64,1                             |                          |           |
| 1955 | 111 572 000                       | 2 942 000       | 1 037 000 | 1 905 000         | 26,4               | 9,3            | 17,2                  | 2,818        |                      |                     | 58,3                                | 66,6                             |                          |           |
| 1956 | 113 327 000                       | 2 827 000       | 956 000   | 1 871 000         | 24,9               | 8,4            | 16,8                  | 2,731        |                      |                     | 60,1                                | 68,8                             |                          |           |
| 1957 | 115 035 000                       | 2 880 000       | 1 017 000 | 1 863 000         | 25,0               | 8,8            | 16,7                  | 2,750        |                      |                     | 59,7                                | 68,4                             |                          | 3 407 398 |
| 1958 | 116 749 000                       | 2 861 000       | 931 000   | 1 930 000         | 24,5               | 8,0            | 17,0                  | 2,689        |                      |                     | 61,8                                | 70,4                             |                          | 3 939 362 |
| 1959 | 118 307 000                       | 2 796 228       | 920 225   | 1 876 003         | 23,6               | 7,8            | 15,9                  | 2,58         | 2,03                 | 3,34                | 62,84                               | 71,14                            | 67,65                    | 4 174 111 |
| 1960 | 119 906 000                       | 2 782 353       | 886 090   | 1 896 263         | 23,2               | 7,4            | 15,8                  | 2,56         | 2,06                 | 3,26                | 63,67                               | 72,31                            | 68,67                    | 4 373 042 |
| 1961 | 121 586 000                       | 2 662 135       | 901 637   | 1 760 498         | 21,9               | 7,4            | 14,5                  | 2,47         | 2,04                 | 3,08                | 63,91                               | 72,63                            | 68,92                    | 4 759 040 |
| 1962 | 123 128 000                       | 2 482 539       | 949 648   | 1 532 891         | 20,2               | 7,7            | 12,4                  | 2,36         | 1,98                 | 2,92                | 63,67                               | 72,27                            | 68,58                    | 4 925 124 |
| 1963 | 124 514 000                       | 2 331 505       | 932 055   | 1 399 450         | 18,7               | 7,5            | 11,2                  | 2,31         | 1,93                 | 2,87                | 64,12                               | 72,78                            | 69,05                    | 5 134 100 |
| 1964 | 125 744 000                       | 2 121 994       | 901 751   | 1 220 243         | 16,9               | 7,2            | 9,7                   | 2,19         | 1,88                 | 2,66                | 64,89                               | 73,58                            | 69,85                    | 5 376 200 |
| 1965 | 126 749 000                       | 1 990 520       | 958 789   | 1 031 731         | 15,7               | 7,6            | 8,1                   | 2,14         | 1,82                 | 2,58                | 64,37                               | 73,33                            | 69,44                    | 5 463 300 |
| 1966 | 127 608 000                       | 1 957 763       | 974 299   | 983 464           | 15,3               | 7,6            | 7,7                   | 2,13         | 1,85                 | 2,58                | 64,29                               | 73,55                            | 69,51                    | 5 322 500 |
| 1967 | 128 361 000                       | 1 851 041       | 1 017 034 | 834 007           | 14,4               | 7,9            | 6,5                   | 2,03         | 1,79                 | 2,46                | 64,02                               | 73,43                            | 69,30                    | 5 005 000 |
| 1968 | 129 037 000                       | 1 816 509       | 1 040 096 | 776 413           | 14,1               | 8,1            | 6,0                   | 1,98         | 1,75                 | 2,44                | 63,73                               | 73,56                            | 69,26                    | 4 872 900 |
| 1969 | 129 660 000                       | 1 847 592       | 1 106 640 | 740 952           | 14,2               | 8,5            | 5,7                   | 1,99         | 1,78                 | 2,44                | 63,07                               | 73,29                            | 68,74                    | 4 751 100 |
| 1970 | 130 252 000                       | 1 903 713       | 1 131 183 | 772 530           | 14,6               | 8,7            | 5,9                   | 2,00         | 1,77                 | 2,52                | 63,07                               | 73,44                            | 68,86                    | 4 837 700 |
| 1971 | 130 934 000                       | 1 974 637       | 1 143 359 | 831 278           | 15,1               | 8,7            | 6,3                   | 2,02         | 1,80                 | 2,60                | 63,24                               | 73,77                            | 69,12                    | 4 838 749 |
| 1972 | 131 687 000                       | 2 014 638       | 1 181 802 | 832 836           | 15,3               | 9,0            | 6,3                   | 2,03         | 1,81                 | 2,59                | 63,24                               | 73,62                            | 69,02                    | 4 765 900 |
| 1973 | 132 434 000                       | 1 994 621       | 1 214 204 | 780 417           | 15,1               | 9,2            | 5,9                   | 1,96         | 1,75                 | 2,55                | 63,28                               | 73,56                            | 69,00                    | 4 747 037 |
| 1974 | 133 217 000                       | 2 079 812       | 1 222 495 | 857 317           | 15,6               | 9,2            | 6,4                   | 2,00         | 1,78                 | 2,63                | 63,12                               | 73,77                            | 68,99                    | 4 674 050 |
| 1975 | 134 092 000                       | 2 106 147       | 1 309 710 | 796 437           | 15,7               | 9,8            | 5,9                   | 1,97         | 1,76                 | 2,64                | 62,48                               | 73,23                            | 68,35                    | 4 670 700 |
| 1976 | 135 026 000                       | 2 146 711       | 1 352 950 | 793 761           | 15,9               | 10,0           | 5,9                   | 1,96         | 1,74                 | 2,62                | 62,19                               | 73,04                            | 68,10                    | 4 757 055 |
| 1977 | 135 979 000                       | 2 156 724       | 1 387 986 | 768 738           | 15,9               | 10,2           | 5,7                   | 1,92         | 1,72                 | 2,58                | 61,82                               | 73,19                            | 67,97                    | 4 686 063 |
| 1978 | 136 922 000                       | 2 179 030       | 1 417 377 | 761 653           | 15,9               | 10,4           | 5,6                   | 1,90         | 1,70                 | 2,55                | 61,83                               | 73,23                            | 68,01                    | 4 656 057 |
| 1979 | 137 758 000                       | 2 178 542       | 1 490 057 | 688 485           | 15,8               | 10,8           | 5,0                   | 1,87         | 1,67                 | 2,54                | 61,49                               | 73,02                            | 67,73                    | 4 544 040 |
| 1980 | 138 483 000                       | 2 202 779       | 1 525 755 | 677 024           | 15,9               | 11,0           | 4,9                   | 1,87         | 1,68                 | 2,51                | 61,38                               | 72,96                            | 67,70                    | 4 506 249 |
| 1981 | 139 221 000                       | 2 236 608       | 1 524 286 | 712 322           | 16,1               | 10,9           | 5,1                   | 1,88         | 1,69                 | 2,55                | 61,61                               | 73,18                            | 67,92                    | 4 400 676 |
| 1982 | 140 067 000                       | 2 328 044       | 1 504 200 | 823 844           | 16,6               | 10,7           | 5,9                   | 1,96         | 1,76                 | 2,63                | 62,24                               | 73,64                            | 68,38                    | 4 462 825 |
| 1983 | 141 056 000                       | 2 478 322       | 1 563 995 | 914 327           | 17,6               | 11,1           | 6,5                   | 2,11         | 1,89                 | 2,76                | 62,15                               | 73,41                            | 68,15                    | 4 317 729 |
| 1984 | 142 061 000                       | 2 409 614       | 1 650 866 | 758 748           | 17,0               | 11,6           | 5,3                   | 2,06         | 1,86                 | 2,69                | 61,71                               | 72,96                            | 67,67                    | 4 361 959 |
| 1985 | 143 033 000                       | 2 375 147       | 1 625 266 | 749 881           | 16,6               | 11,4           | 5,2                   | 2,05         | 1,87                 | 2,68                | 62,72                               | 73,23                            | 68,33                    | 4 552 443 |
| 1986 | 144 156 000                       | 2 485 915       | 1 497 975 | 987 940           | 17,2               | 10,4           | 6,9                   | 2,18         | 1,98                 | 2,83                | 64,77                               | 74,22                            | 69,95                    | 4 579 400 |
| 1987 | 145 386 000                       | 2 499 974       | 1 531 585 | 968 389           | 17,2               | 10,5           | 6,7                   | 2,219        | 1,974                | 3,187               | 64,83                               | 74,26                            | 69,96                    | 4 385 627 |
| 1988 | 146 505 000                       | 2 348 494       | 1 569 112 | 779 382           | 16,0               | 10,7           | 5,3                   | 2,130        | 1,896                | 3,057               | 64,61                               | 74,25                            | 69,81                    | 4 608 953 |
| 1989 | 147 342 000                       | 2 160 559       | 1 583 743 | 576 816           | 14,7               | 10,7           | 3,9                   | 2,007        | 1,826                | 2,630               | 64,20                               | 74,50                            | 69,73                    | 4 427 713 |
| 1990 | 147 969 000                       | 1 988 858       | 1 655 993 | 332 865           | 13,4               | 11,2           | 2,3                   | 1,892        | 1,698                | 2,600               | 63,76                               | 74,32                            | 69,36                    | 4 103 425 |
| 1991 | 148 394 000                       | 1 794 626       | 1 690 657 | 103 969           | 12,1               | 11,4           | 0,7                   | 1,732        | 1,531                | 2,447               | 63,41                               | 74,23                            | 69,11                    | 3 608 421 |
| 1992 | 148 538 000                       | 1 587 644       | 1 807 441 | -219 797          | 10,7               | 12,2           | -1,5                  | 1,547        | 1,351                | 2,219               | 61,96                               | 73,71                            | 67,98                    | 3 436 695 |
| 1993 | 148 459 000                       | 1 378 983       | 2 129 339 | -750 356          | 9,3                | 14,3           | -5,1                  | 1,360        | 1,195                | 1,913               | 58,80                               | 71,85                            | 65,24                    | 3 243 957 |
| 1994 | 148 408 000                       | 1 408 159       | 2 301 366 | -893 207          | 9,5                | 15,5           | -6,0                  | 1,385        | 1,234                | 1,884               | 57,38                               | 71,07                            | 63,93                    | 3 060 237 |
| 1995 | 148 376 000                       | 1 363 806       | 2 203 811 | -840 005          | 9,2                | 14,9           | -5,7                  | 1,337        | 1,193                | 1,813               | 58,11                               | 71,60                            | 64,62                    | 2 766 362 |
| 1996 | 148 160 000                       | 1 304 638       | 2 082 249 | -777 611          | 8,8                | 14,1           | -5,2                  | 1,270        | 1,140                | 1,705               | 59,61                               | 72,41                            | 65,89                    | 2 652 038 |
| 1997 | 147 915 000                       | 1 259 943       | 2 015 779 | -755 836          | 8,5                | 13,6           | -5,1                  | 1,218        | 1,097                | 1,624               | 60,84                               | 72,85                            | 66,79                    | 2 498 716 |
| 1998 | 147 671 000                       | 1 283 292       | 1 988 744 | -705 452          | 8,7                | 13,5           | -4,8                  | 1,232        | 1,109                | 1,643               | 61,19                               | 73,12                            | 67,14                    | 2 346 138 |
| 1999 | 147 215 000                       | 1 214 689       | 2 144 316 | -929 627          | 8,3                | 14,6           | -6,3                  | 1,157        | 1,045                | 1,534               | 59,86                               | 72,42                            | 65,99                    | 2 181 153 |
| 2000 | 146 597 000                       | 1 266 800       | 2 225 332 | -958 532          | 8,6                | 15,2           | -6,5                  | 1,195        | 1,089                | 1,554               | 58,99                               | 72,25                            | 65,38                    | 2 138 800 |
| 2001 | 145 976 000                       | 1 311 604       | 2 254 856 | -943 252          | 9,0                | 15,4           | -6,5                  | 1,223        | 1,124                | 1,564               | 58,88                               | 72,16                            | 65,30                    | 2 114 700 |
| 2002 | 145 306 496                       | 1 396 967       | 2 332 272 | -935 305          | 9,6                | 16,1           | -6,4                  | 1,286        | 1,189                | 1,633               | 58,68                               | 71,90                            | 64,95                    | 1 944 481 |
| 2003 | 144 648 624                       | 1 477 301       | 2 365 826 | -888 525          | 10,2               | 16,4           | -6,1                  | 1,320        | 1,223                | 1,666               | 58,53                               | 71,85                            | 64,84                    | 1 864 647 |
| 2004 | 144 067 312                       | 1 502 477       | 2 295 402 | -792 925          | 10,4               | 15,9           | -5,5                  | 1,344        | 1,253                | 1,654               | 58,91                               | 72,36                            | 65,31                    | 1 797 567 |
| 2005 | 143 518 816                       | 1 457 376       | 2 303 935 | -846 559          | 10,2               | 16,1           | -5,9                  | 1,294        | 1,207                | 1,576               | 58,92                               | 72,47                            | 65,37                    | 1 732 300 |
| 2006 | 143 049 632                       | 1 479 637       | 2 166 703 | -687 066          | 10,3               | 15,1           | -4,8                  | 1,305        | 1,210                | 1,601               | 60,43                               | 73,34                            | 66,69                    | 1 582 400 |
| 2007 | 142 805 120                       | 1 610 122       | 2 080 445 | -470 323          | 11,3               | 14,6           | -3,3                  | 1,416        | 1,294                | 1,798               | 61,46                               | 74,02                            | 67,61                    | 1 479 000 |
| 2008 | 142 742 368                       | 1 713 947       | 2 075 954 | -362 007          | 12,0               | 14,5           | -2,6                  | 1,502        | 1,372                | 1,912               | 61,92                               | 74,28                            | 67,99                    | 1 385 600 |
| 2009 | 142 785 344                       | 1 761 687       | 2 010 543 | -248 856          | 12,3               | 14,1           | -1,8                  | 1,542        | 1,415                | 1,941               | 62,87                               | 74,79                            | 68,78                    | 1 292 400 |
| 2010 | 142 849 472                       | 1 788 948       | 2 028 516 | -239 568          | 12,5               | 14,2           | -1,7                  | 1,567        | 1,439                | 1,983               | 63,09                               | 74,88                            | 68,94                    | 1 186 100 |
| 2011 | 142 960 908                       | 1 796 629       | 1 925 720 | -129 091          | 12,6               | 13,5           | -0,9                  | 1,582        | 1,442                | 2,056               | 64,04                               | 75,61                            | 69,83                    | 1 124 900 |
| 2012 | 143 201 700                       | 1 902 084       | 1 906 335 | -4251             | 13,3               | 13,3           | 0,0                   | 1,691        | 1,541                | 2,215               | 64,56                               | 75,86                            | 70,24                    | 1 063 982 |
| 2013 | 143 506 995                       | 1 895 822       | 1 871 809 | 24 013            | 13,2               | 13,0           | 0,2                   | 1,707        | 1,551                | 2,264               | 65,14                               | 76,31                            | 70,77                    | 1 012 399 |
| 2014 | 146 090 613                       | 1 942 683       | 1 912 347 | 30 336            | 13,3               | 13,1           | 0,2                   | 1,750        | 1,588                | 2,318               | 65,29                               | 76,49                            | 70,93                    | 929 963   |
| 2015 | 146 405 999                       | 1 944 136       | 1 911 413 | 32 723            | 13,3               | 13,1           | 0,2                   | 1,777        |                      |                     | 65,92                               | 76,71                            | 71,39                    |           |
| 2016 | 146 544 710                       | 1 888 729       | 1 891 015 | -2 286            | 12,9               | 12,9           | 0,0                   | 1,762        | 1,672                | 2,056               | 66,50                               | 77,06                            | 71,87                    | 836 611   |
| 2017 | 146 804 374                       | 1 690 307       | 1 826 125 | -135 818          | 11,5               | 12,4           | -0,9                  | 1,621        | 1,527                | 1,923               | 67,51                               | 77,64                            | 72,70                    | 779 848   |
| 2018 | 146 880 432                       | 1 604 344       | 1 828 910 | -224 566          | 10,9               | 12,5           | -1,6                  | 1,579        | 1,489                | 1,870               | 67,75                               | 77,81                            | 72,91                    | 661 045   |
| 2019 | 146 780 720                       | 1 481 074       | 1 798 307 | -317 233          | 10,1               | 12,3           | -2,2                  | 1,504        | 1,427                | 1,754               | 68,24                               | 78,17                            | 73,34                    | 621 652   |
| 2020 | 146 170 015                       | 1 436 514       | 2 138 586 | -702 072          | 9,8                | 14,6           | -4,8                  | 1,505        | 1,433                | 1,739               | 66,49                               | 76,43                            | 71,54                    | 553 500   |
| 2021 | 145 557 576                       | 1 398 253       | 2 441 594 | -1 043 341        | 9,6                | 16,8           | -7,2                  | 1,505        | 1,436                | 1,734               | 65,51                               | 74,51                            | 70,06                    | 490 419   |
| 2022 | 146 424 729                       | 1 304 087       | 1 898 644 | -594 557          | 8,9                | 13,0           | -4,1                  | 1,416        | 1,36                 | 1,59                | 67,60                               | 77,79                            | 72,76                    | 395 201   |
| 2023 | 146 325 519                       | 1 264 354       | 1 764 618 | -500 264          | 8,6                | 12,1           | -3,5                  | 1,410        |                      |                     | 68,04                               | 78,74                            | 73,41                    |           |
| 2024 | 146 150 800                       | 1 222 408       | 1 818 635 | -596 227          | 8,4                | 12,5           | -4,1                  | 1,400        |                      |                     |                                     |                                  | 72,84                    |           |

### Вікова структура
Середній вік населення Росії становить 39,3 року (55-те місце у світі): для чоловіків — 36,4, для жінок — 42,3 року. Очікувана середня тривалість життя 2015 року становила (153-тє місце у світі), для чоловіків — 64,7 року, для жінок — 76,57 року. Для Росії характерний дуже високий розрив між тривалістю життя жінок і чоловіків — майже 13 років (у світі загалом — близько 7 років, у розвинених країнах — 4 роки). За цим показником Росія посідає перше місце у світі. Чоловіки в середньому живуть близько 58 років — через дуже велику частку смертей від так званих зовнішніх причин: травм, отруєнь, убивств і самогубств (у середньому по країні близько 13 % усіх смертей).

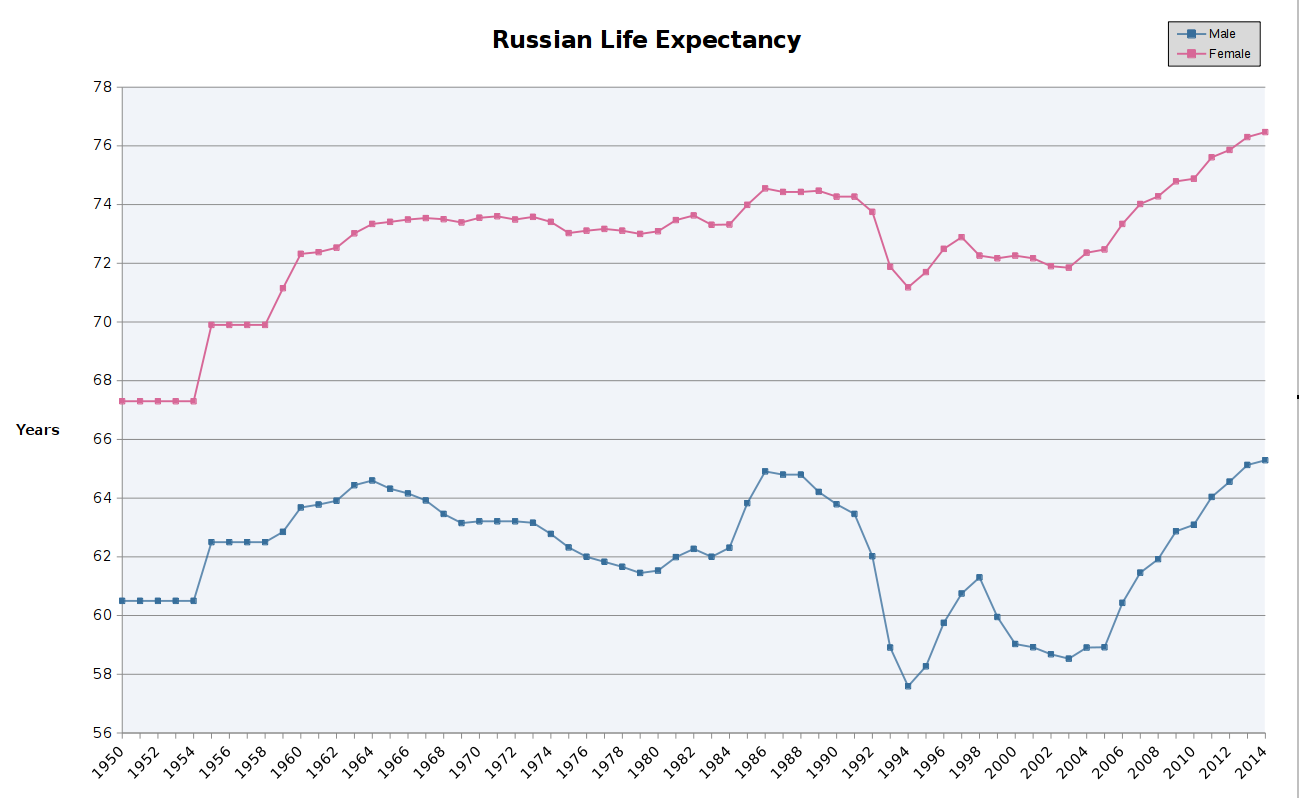
Тренд середньої тривалості життя жінок (рожевий) і чоловіків (синій) (англ.)
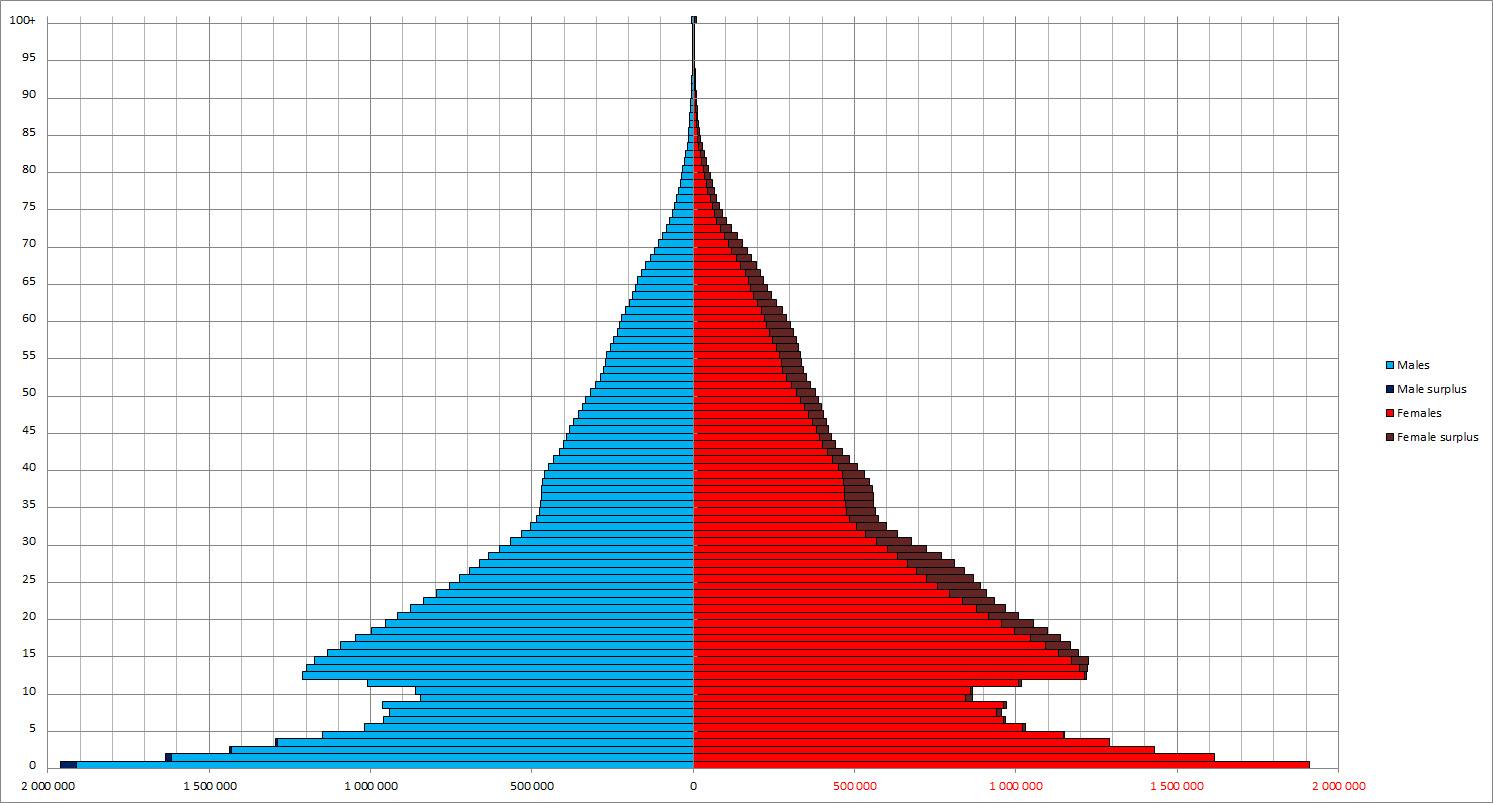
Віково-статева піраміда, 1927 рік (англ.)
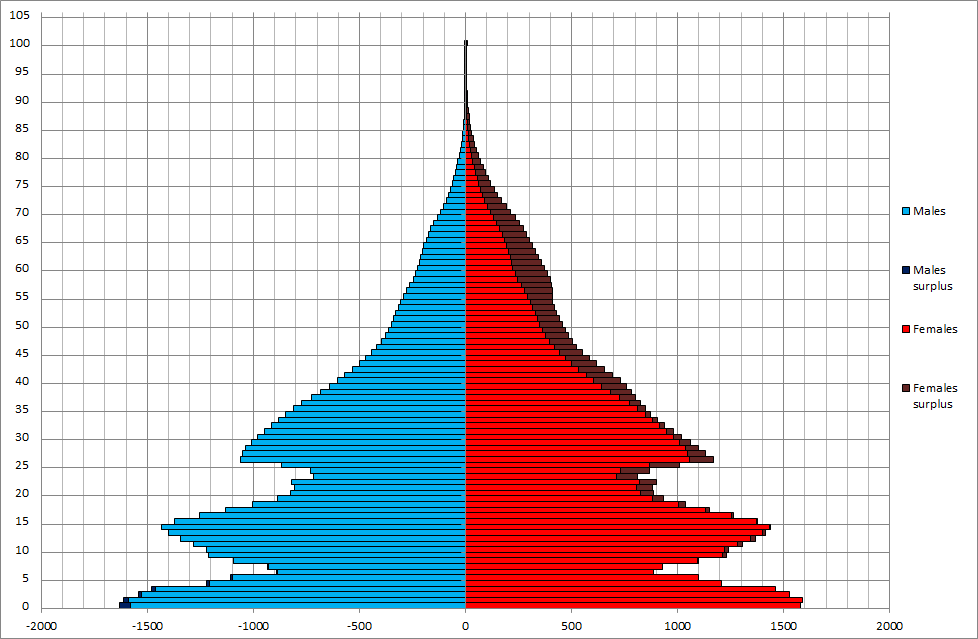
Віково-статева піраміда, 1941 рік (англ.)
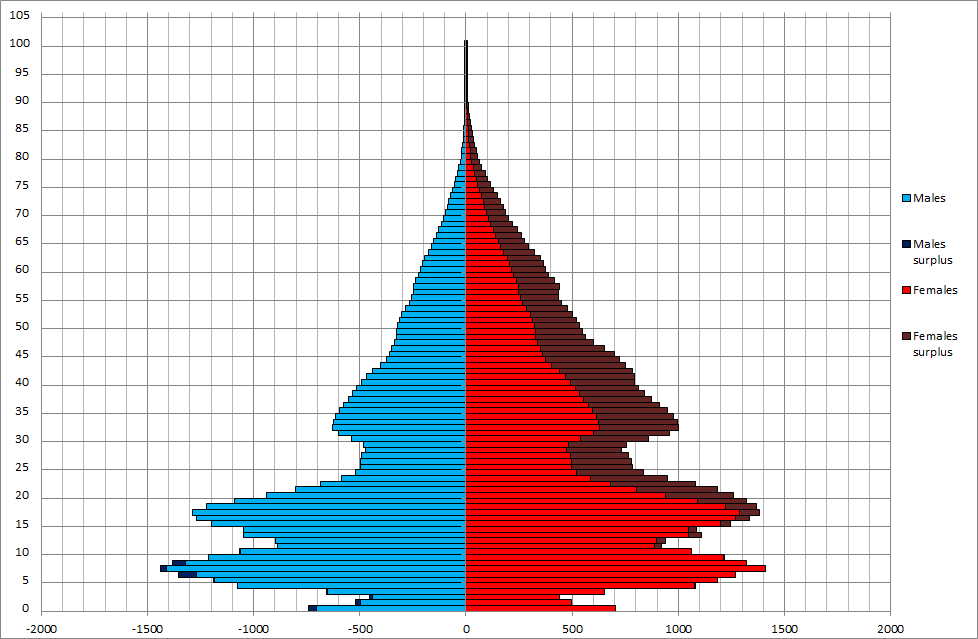
Віково-статева піраміда, 1946 рік (англ.)
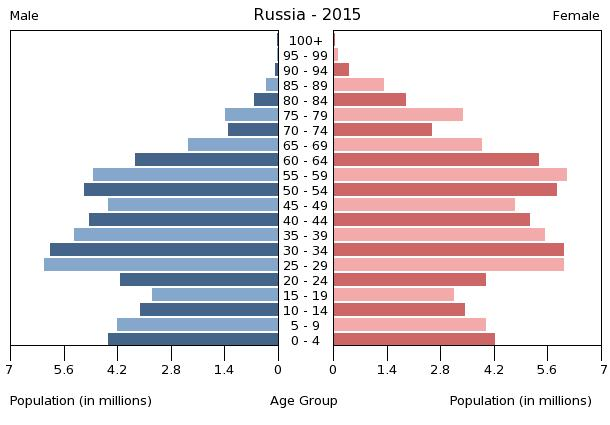
Віково-статева піраміда населення Росії, 2015 рік (англ.)

Вікова структура населення Російської Федерації, станом на 2015 рік, виглядає таким чином:
- діти віком до 14 років — 16,68 % (12 204 992 чоловіки, 11 556 764 жінки);
- молодь віком 15—24 роки — 10,15 % (7 393 188 чоловіків, 7 064 060 жінок);
- дорослі віком 25—54 роки — 45,54 % (31 779 688 чоловіків, 33 086 346 жінок);
- особи передпохилого віку (55—64 роки) — 14,01 % (8 545 371 чоловік, 11 409 076 жінок);
- особи похилого віку (65 років і старіші) — 13,61 % (5 978 578 чоловіків, 13 405 710 жінок)[1].

### Шлюбність— розлучуваність
Коефіцієнт шлюбності, тобто кількість шлюбів на 1 тис. осіб за календарний рік, дорівнює 9,2; коефіцієнт розлучуваності — 4,8; індекс розлучуваності, тобто відношення шлюбів до розлучень за календарний рік — 51 (дані за 2011 рік). Середній вік, коли чоловіки беруть перший шлюб, дорівнює 27,4 року, жінки — 24,9 року, загалом — 26,2 року (дані за 2011 рік).

## Розселення
Більша частина населення країни розміщується в західній європейській частині, смугою між узбережжями Балтійського і Каспійського морів, що займає лише 20 % території. Умовний трикутник, вершинами якого є Санкт-Петербург на півночі, Сочі на півдні й Іркутськ на сході. На північ від цього трикутника сприятливих кліматичних умов розташовується зона тайги і багаторічної мерзлоти; на південний схід від неї простягаються напівпустелі й пустелі.
Вектор розміщення населення в азійській частині пов'язаний з історією освоєння і направлений від Уралу до тихоокеанського узбережжя вздовж кордонів Казахстану, Монголії і Китаю. У Сибіру, площа якої становить майже 3/4 території Росії, проживає менше чверті населення. Західна і центральна частини Європейської частини Росії найбільш густо заселені і урбанізовані. У цих районах розташовані найбільші міста Росії і традиційні центри культури та промисловості. На Уралі населення сконцентроване головним чином між містами Нижній Тагіл і Магнітогорськ. У Сибіру населення зосереджене вздовж траси Транссибірської залізниці, на якій розташовані і її найбільші міста — Новосибірськ, Омськ, Красноярськ і Іркутськ і на території Кузнецького вугільного басейну (Кузбас).
Густота населення країни 2015 року становила 8,8 особи/км² (222-ге місце у світі). Серед суб'єктів Федерації найвища густота населення спостерігається у Москві (4770 осіб/км²), Санкт-Петербурзі (3594 особи/км²), Московській області (158,8 особи/км²), Інгушетії (121,9 особи/км²), Північній Осетії (88,4 особи/км²) та Чечні (84,7 особи/км²). Відносно густонаселеними (60-70 осіб/км²) є окремі регіони півдня та Поволжя (Краснодарський край, Кабардино-Балкарія, Чувашія, Калінінградська область). Найменшою густотою населення характеризують регіони Сибірського (3,75 особи/км²) та Далекосхідного (1,01 особи/км²) федеральних округів: у 6 суб'єктах (Камчатський край, Магаданська область, Республіка Саха (Якутія), Чукотський АО, Ненецький АО, Ямало-Ненецький АО) вона є меншою за 1 особу/км².

### Урбанізація
Росія — високоурбанізована країна. Рівень урбанізованості становить 74 % населення країни (станом на 2015 рік), темпи зменшення частки міського населення — 0,13 % (оцінка тренду за 2010—2015 роки).
Головні міста держави: Москва (столиця) — 12,166 млн осіб, Санкт-Петербург — 4,993 млн осіб, Новосибірськ — 1,497 млн осіб, Єкатеринбург — 1,379 млн осіб, Нижній Новгород — 1,212 млн осіб, Самара — 1,164 млн осіб (дані за 2015 рік).

### Міграції
Річний рівень імміграції 2015 року становив 1,69 ‰ (54-те місце у світі). Цей показник не враховує різниці між законними і незаконними мігрантами, між біженцями, трудовими мігрантами та іншими.

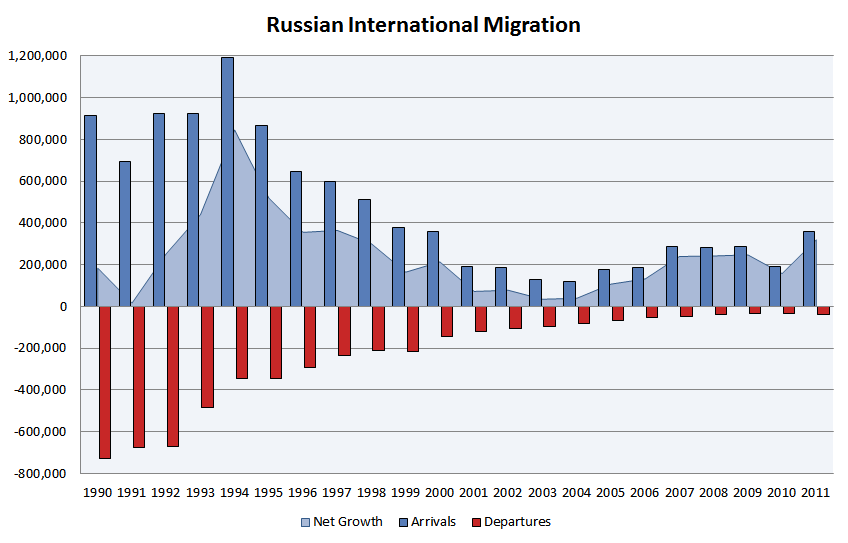
Тренд еміграції (червоний) і імміграції (синій) в Росії (англ.)
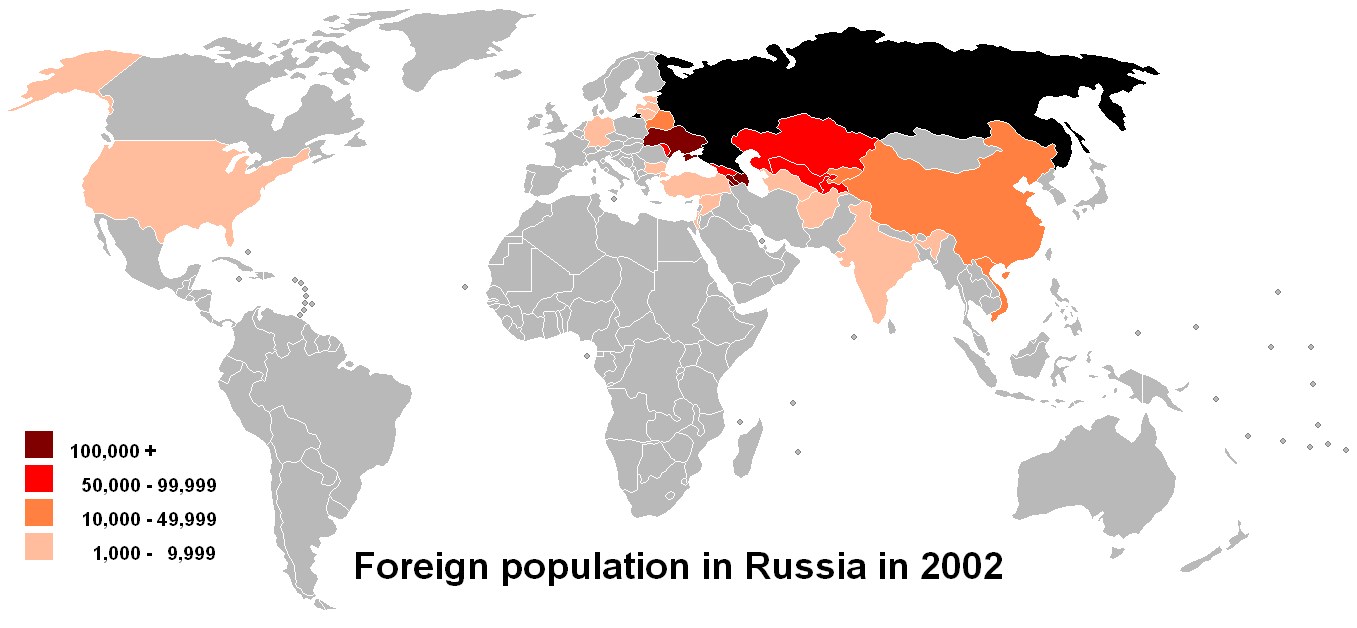
Країни походження імміграції до Росії, 2002 рік (англ.)

#### Біженці й вимушені переселенці
Станом на 2015 рік, в країні постійно перебуває 311,5 тис. біженців з України. У той самий час у країні, станом на 2015 рік, налічується 27,0 тис. внутрішньо переміщених осіб через військові конфлікти на Північному Кавказі.
У країні мешкає 101,8 тис. осіб без громадянства, переважно циган і месхетинських турків, що втекли з Узбекистану від погромів 1989 року. Останнім влада Краснодарського краю неодноразово відмовляла в натуралізації, вважаючи їх нелегальними мігрантами. Між 2003 і 2010 роками понад 600 тис. приїжджих із пострадянського простору осіб було натуралізовано.
Росія є країною-спостерігачем в Міжнародній організації з міграції (IOM).

## Расово-етнічний склад
| Етнічний склад (2012 рік) | Етнічний склад (2012 рік) | Етнічний склад (2012 рік) | Етнічний склад (2012 рік) | Етнічний склад (2012 рік) |
| ------------------------- | ------------------------- | ------------------------- | ------------------------- | ------------------------- |
| Етнос:                    |                           |                           | Відсоток:                 |                           |
| росіяни                   | росіяни                   |                           | 77.7%                     | 77.7%                     |
| татари                    | татари                    |                           | 3.7%                      | 3.7%                      |
| українці                  | українці                  |                           | 1.4%                      | 1.4%                      |
| башкири                   | башкири                   |                           | 1.1%                      | 1.1%                      |
| чуваші                    | чуваші                    |                           | 1%                        | 1%                        |
| чеченці                   | чеченці                   |                           | 1%                        | 1%                        |
| інші                      | інші                      |                           | 14%                       | 14%                       |

Росія — багатонаціональна країна. Згідно з даними перепису населення 2002 року, в Росії проживають представники понад 200 націй, народів і народностей (перепис 2010 року). Важливість цього факту зображена в преамбулі Конституції Російської Федерації. Головні етноси країни: росіяни — 77,7 %, татари — 3,7 %, українці — 1,4 %, башкири — 1,1 %, чуваші — 1 %, чеченці — 1 %, інші — 14 %.
Близько 80 % населення Росії становлять росіяни. Росіяни розселені по території країни нерівномірно: в деяких регіонах, як-от Інгушетія, становлять менш як 5 % населення. У 1989–2010 роках, за небагатьма винятками, чисельність населення більшості «європейських» народів, які мешкають на території Російської Федерації, зменшується, а «азійських» — збільшується. Так, серед народів Росії з кількістю населення понад 30 тис. осіб максимальний приріст у 2002—2010 роках спостерігався серед:
1. киргизів +225,14 %,
2. узбеків +135,82 %,
3. таджиків +66,73 %,
4. черкесів +20,93 %,
5. кумиків +19,09 %[19][20].

Максимальний спад чисельності серед народів Росії з кількістю населення понад 30 тис. осіб спостерігався серед:
1. фінів −40,48 %,
2. білорусів −35,46 %,
3. поляків −35,45 %,
4. карелів −34,85 %,
5. українців −34,49 %[18][19][20].

Таким чином, загальна чисельність «європейських» народів Росії, до яких входять слов'янська, германська, романська, грецька, балтійська, кельтська, албанська, фіно-угорська мовні групи і баски зменшилася за період 1989—2010 років на 13,8 млн осіб, або на 10,57 %, склавши 2010 року лише 81,71 % усього населення (1989 року — 88,78 %). А загальна чисельність «азійських» народів Росії (тюркська, монгольська, тунгусо-маньчжурська, вірменська, іранська, індоарійська, нахсько-дагестанська, абхазо-адизька, самодійська групи, картвельська, сино-тибетська, чукотсько-камчатська, австроазійська, австронезійська, єнісейська, юкагирська, паратайська родина, а також корейці, нівхи, японці, айни) збільшилася на 4 млн осіб, або на 24,2 %, склавши 2010 року вже 14,31 % усього населення (1989 році — 11,20 %).
Національний склад населення Росії
| №          | Етнос      | 2002 рік    | 2002 рік | 2010 рік     | 2010 рік |
| №          | Етнос      | Чисельність | %        | Чисельність  | %        |
| ---------- | ---------- | ----------- | -------- | ------------ | -------- |
| 1          | Росіяни    | 115 889 107 | 79,83    | 111 016 896▼ | 77,71▼   |
| 2          | Татари     | 5 554 601   | 3,83     | 5 310 649▼   | 3,72▼    |
| 3          | Українці   | 2 942 961   | 2,03     | 1 927 988▼   | 1,35▼    |
| 4          | Башкири    | 1 673 389   | 1,15     | 1 584 554▼   | 1,11▼    |
| 5          | Чуваші     | 1 637 094   | 1,13     | 1 435 872▼   | 1,01▼    |
| 6          | Чеченці    | 1 360 253   | 0,94     | 1 431 360▲   | 1,00▲    |
| 7          | Вірмени    | 1 130 491   | 0,78     | 1 182 388▲   | 0,83▲    |
| 8          | Аварці     | 814 473     | 0,56     | 912 090▲     | 0,64▲    |
| 9          | Мордва     | 843 350     | 0,58     | 744 237▼     | 0,52▼    |
| 10         | Казахи     | 653 962     | 0,45     | 647 732▼     | 0,45▬    |
| Інші       | Інші       | 12 843 393  | 8,84     | 11 033 341▼  | 7,72▼    |
| Не вказано | Не вказано | 1 460 751   | 1,01     | 5 629 429▲   | 3,94▲    |

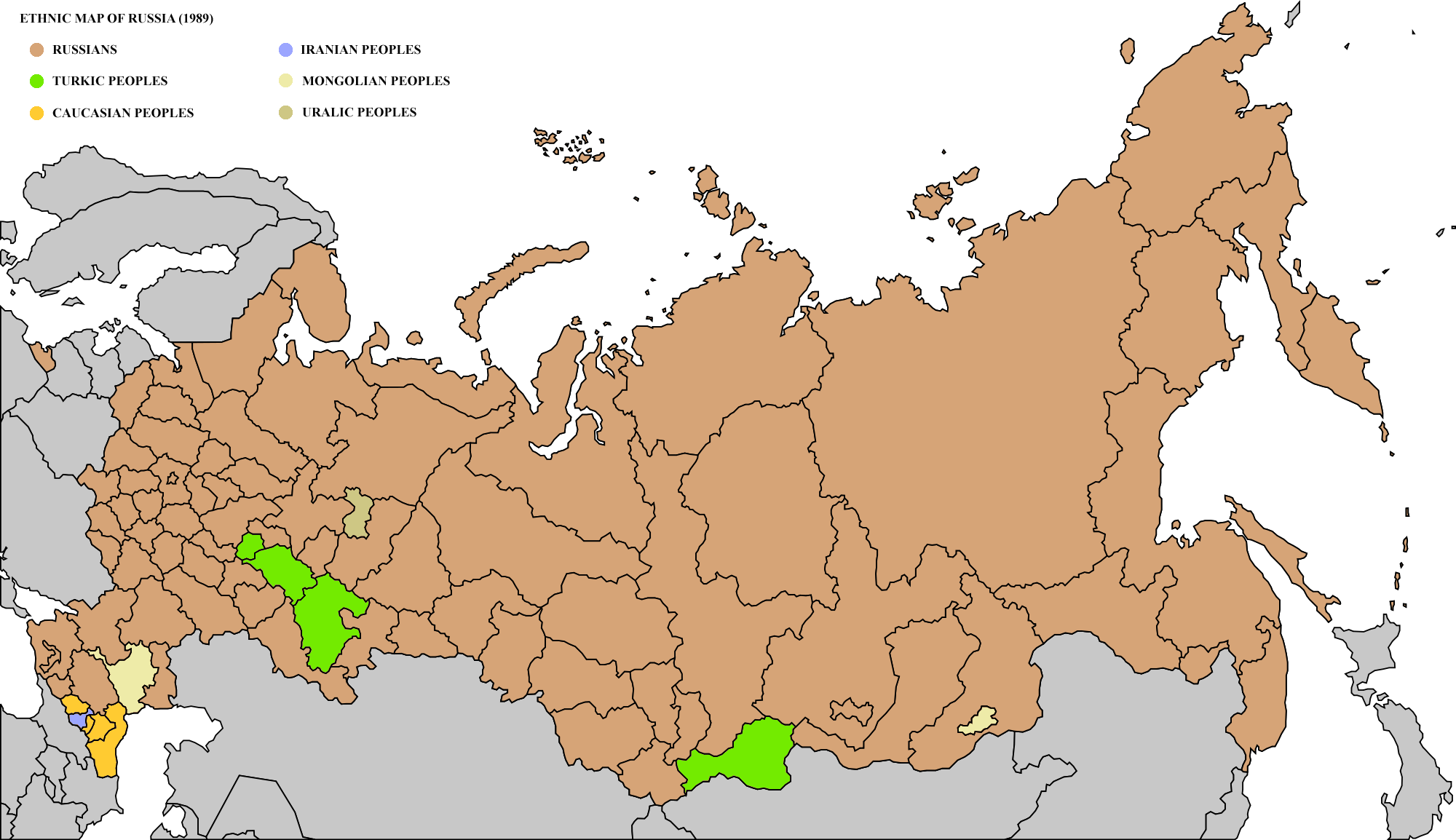
Етнічна мапа по суб'єктах Федерації, 1989 рік (англ.)
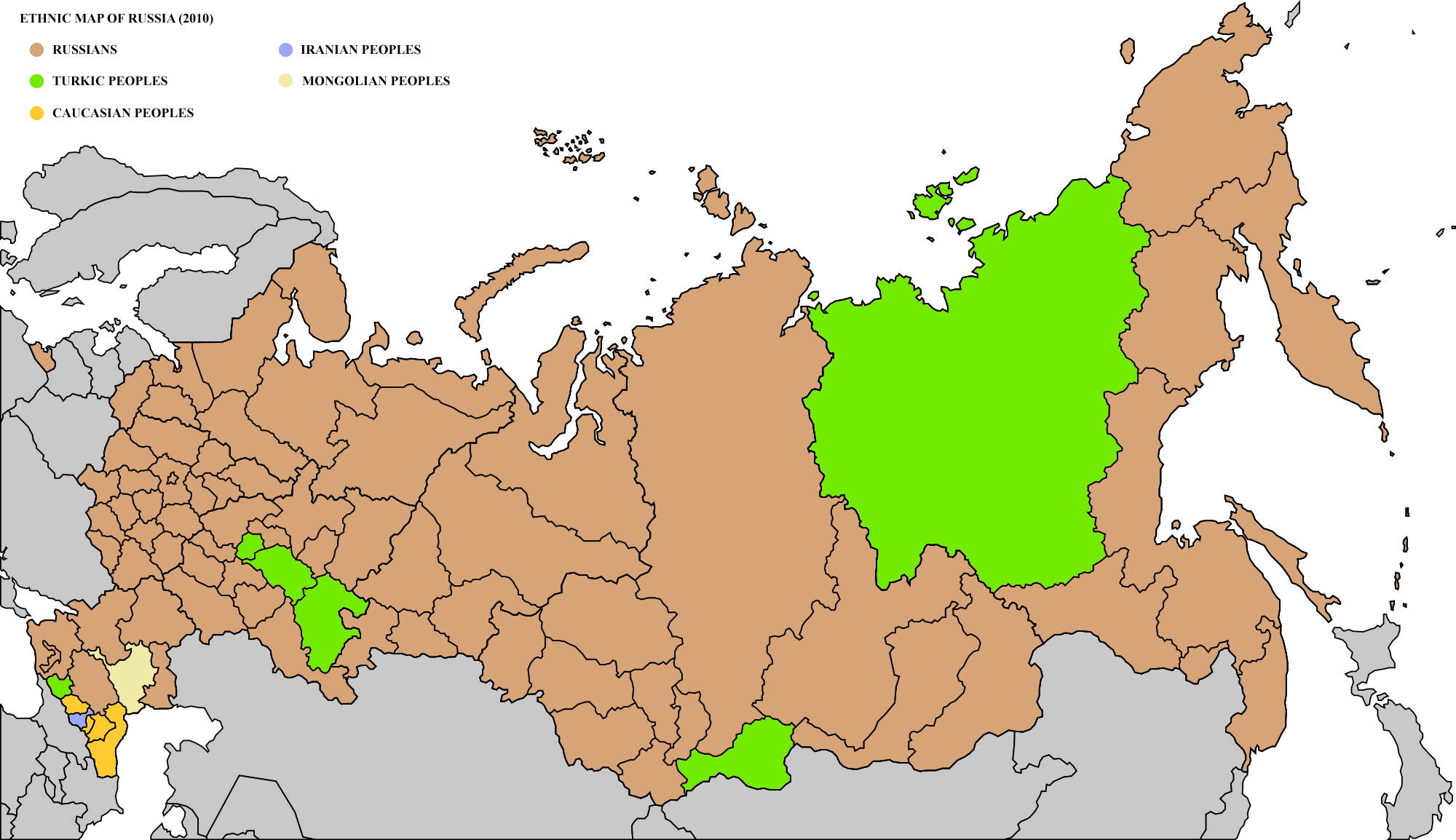
Етнічна мапа по суб'єктах Федерації, 2010 рік (англ.)
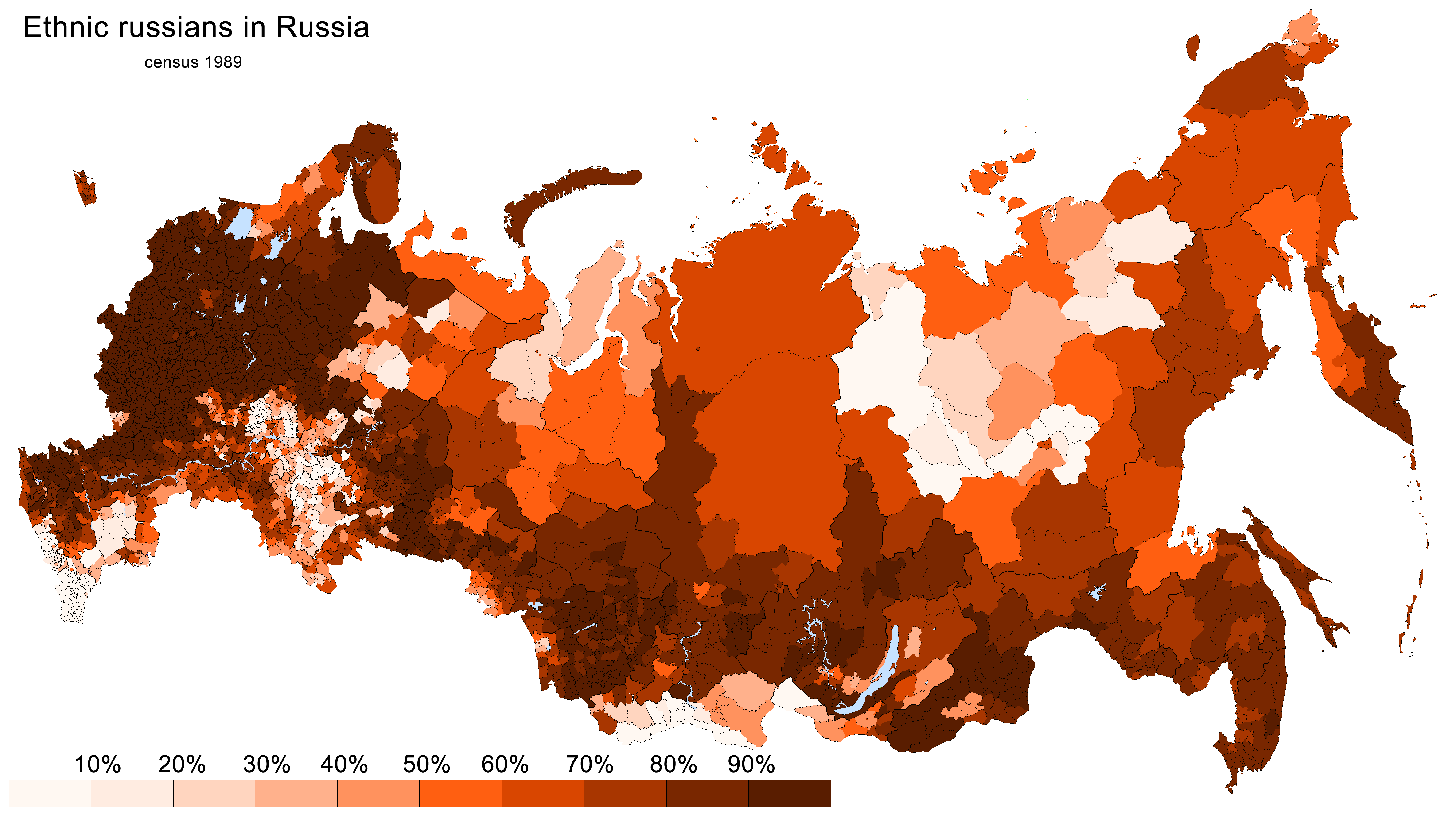
Розселення росіян, 1989 рік
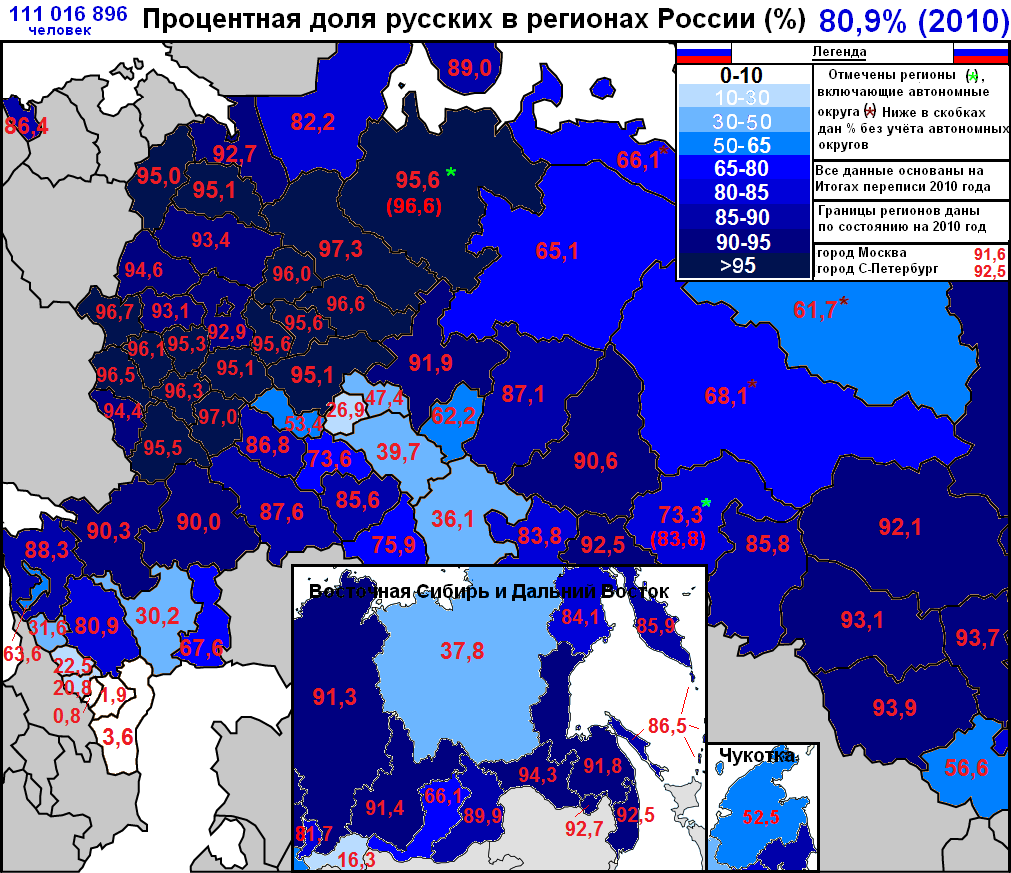
Частка росіян по суб'єктах Федерації, 2010 рік (рос.)
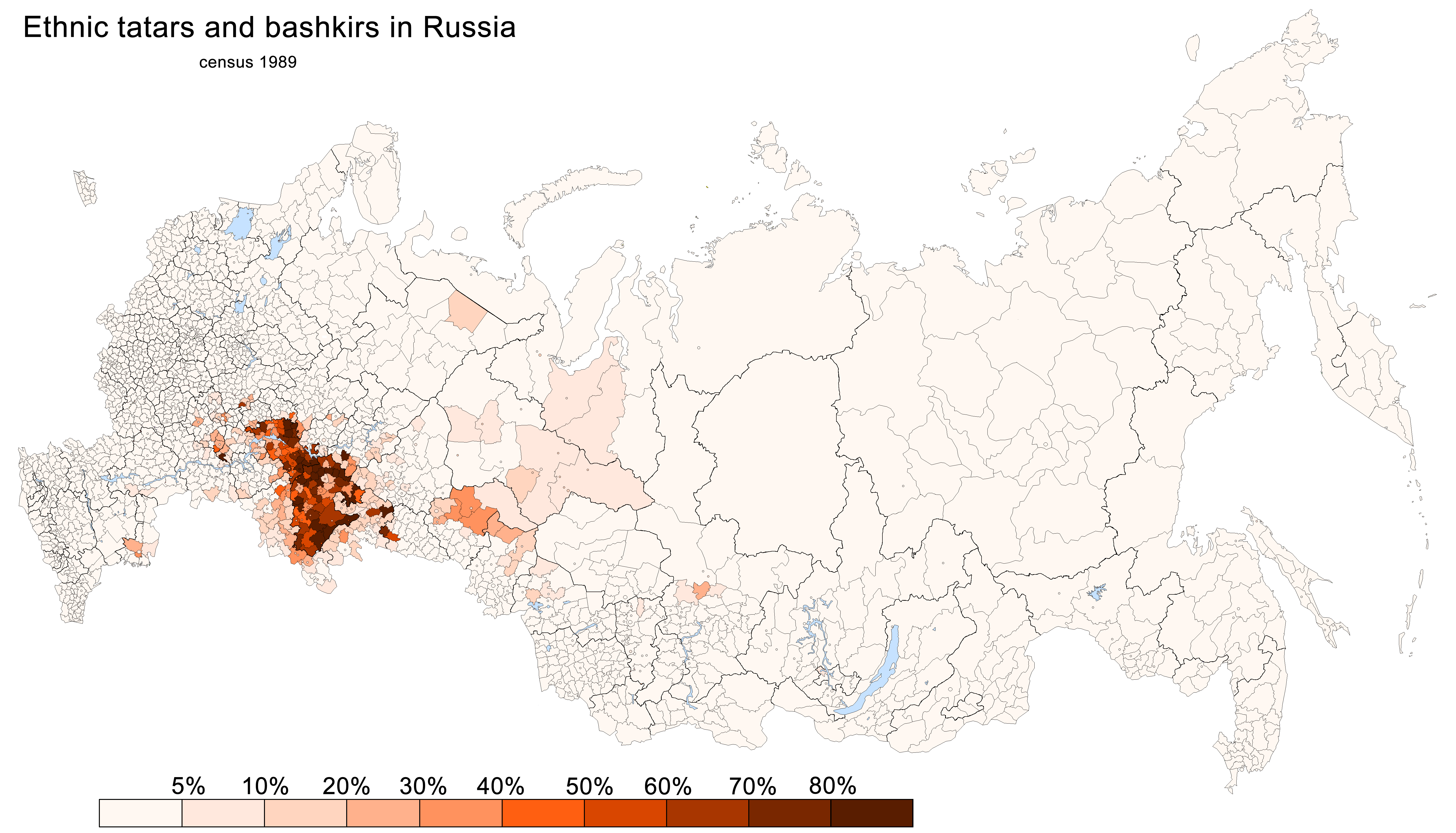
Розселення татар,башкир 1989 рік
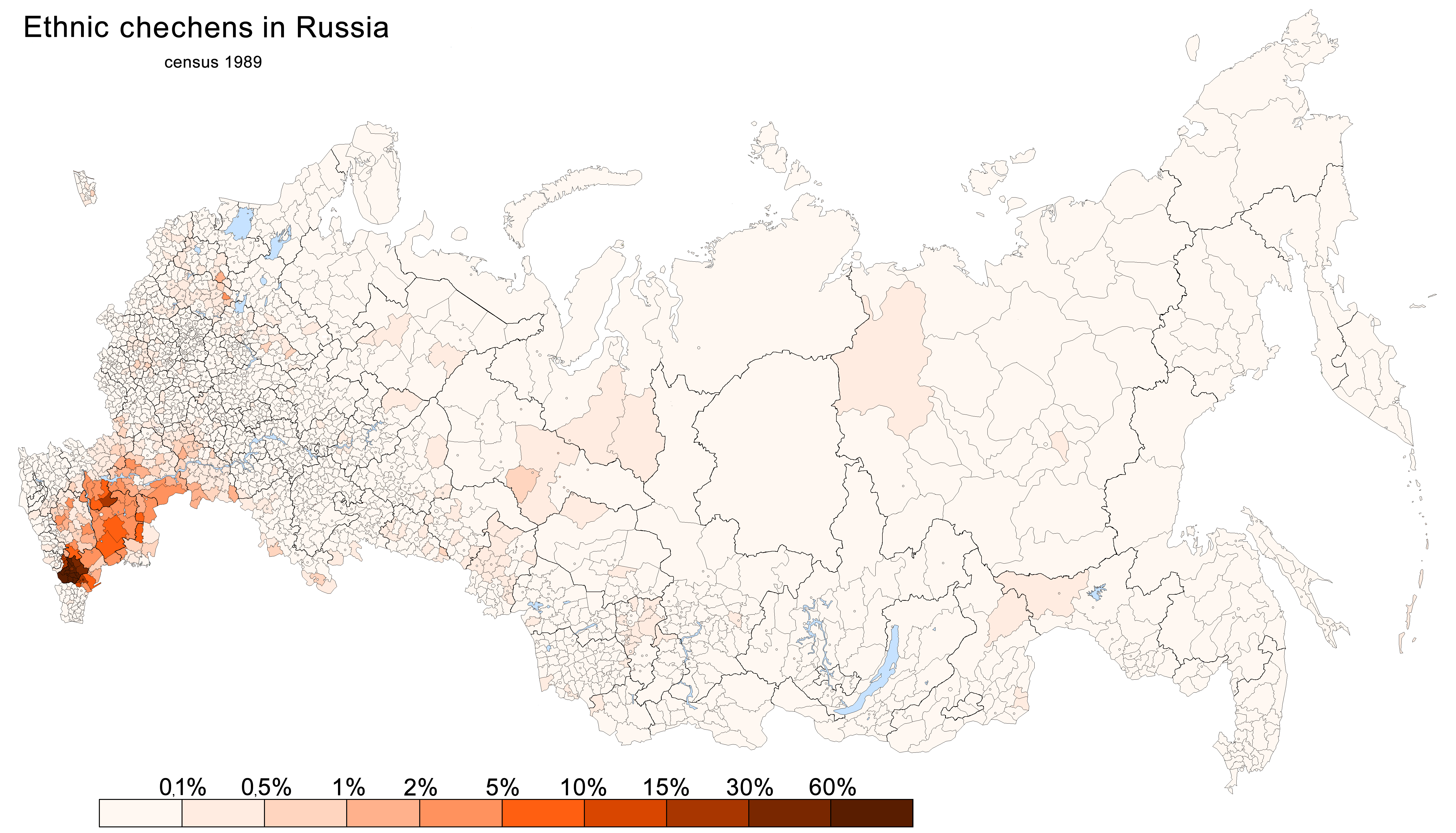
Розселення чеченців, 1989 рік

Динаміка чисельності європейських народів Росії, 1926—2010 роки
| Етнічні групи         | Мовна родина         | 1926 рік      | 1926 рік | 1939 рік      | 1939 рік | 1959 рік      | 1959 рік | 1970 рік      | 1970 рік | 1979 рік      | 1979 рік | 1989 рік      | 1989 рік | 2002 рік      | 2002 рік | 2010 рік      | 2010 рік |
| Етнічні групи         | Мовна родина         | Чисель- ність | %        | Чисель- ність | %        | Чисель- ність | %        | Чисель- ність | %        | Чисель- ність | %        | Чисель- ність | %        | Чисель- ність | %        | Чисель- ність | %        |
| --------------------- | -------------------- | ------------- | -------- | ------------- | -------- | ------------- | -------- | ------------- | -------- | ------------- | -------- | ------------- | -------- | ------------- | -------- | ------------- | -------- |
| Росіяни               | Індоєвропейські мови | 72374283      | 78,1     | 89747795      | 82,9     | 97863579      | 83,3     | 107747630     | 82,8     | 113521881     | 82,6     | 119865469     | 81,5     | 115889107     | 80,6     | 111016896     | 80,9     |
| Татари                | Тюркські мови        | 2926053       | 3,2      | 3682956       | 3,4      | 4074253       | 3,5      | 4577061       | 3,5      | 5055757       | 3,6      | 5522096       | 3,8      | 5554601       | 3,9      | 5310649       | 3,9      |
| Українці              | Індоєвропейські мови | 6870976       | 7,4      | 3205061       | 3,0      | 3359083       | 2,9      | 3345885       | 2,6      | 3657647       | 2,7      | 4362872       | 3,0      | 2942961       | 2,0      | 1927888       | 1,4      |
| Башкири               | Тюркські мови        | 738861        | 0,80     | 824537        | 0,76     | 953801        | 0,81     | 1180913       | 0,91     | 1290994       | 0,94     | 1345273       | 0,92     | 1673389       | 1,16     | 1584554       | 1,15     |
| Чуваші                | Тюркські мови        | 1112478       | 1,20     | 1346232       | 1,24     | 1436218       | 1,22     | 1637028       | 1,26     | 1689847       | 1,23     | 1773645       | 1,21     | 1637094       | 1,14     | 1435872       | 1,05     |
| Мордва                | Уральські мови       | 1306798       | 1,41     | 1375558       | 1,27     | 1211105       | 1,03     | 1177492       | 0,91     | 1111075       | 0,81     | 1072939       | 0,73     | 843350        | 0,59     | 744237        | 0,54     |
| Удмурти (+бесерм'яни) | Уральські мови       | 503970        | 0,54     | 599893        | 0,55     | 615640        | 0,52     | 678393        | 0,52     | 685718        | 0,50     | 714883        | 0,49     | 636906        | 0,45     | 552299        | 0,40     |
| Бесерм'яни            | Уральські мови       | 10035         | 0,01     |               |          |               |          |               |          |               |          |               |          | 3122          | 0,00     | 2201          | 0,00     |
| Марійці               | Уральські мови       | 427874        | 0,46     | 476314        | 0,44     | 498066        | 0,42     | 581082        | 0,45     | 599637        | 0,44     | 643698        | 0,44     | 604298        | 0,42     | 547605        | 0,40     |
| Білоруси              | Індоєвропейські мови | 607845        | 0,66     | 451933        | 0,42     | 843985        | 0,72     | 964082        | 0,74     | 1051900       | 0,77     | 1206222       | 0,82     | 807970        | 0,56     | 521443        | 0,38     |
| Німці                 | Індоєвропейські мови | 707277        | 0,76     | 811205        | 0,75     | 820016        | 0,70     | 761888        | 0,59     | 790762        | 0,58     | 842295        | 0,57     | 597212        | 0,42     | 394138        | 0,29     |
| Комі                  | Уральські мови       | 226012        | 0,24     | 415009        | 0,38     | 281780        | 0,24     | 315347        | 0,24     | 320078        | 0,23     | 336309        | 0,23     | 293406        | 0,20     | 228235        | 0,17     |
| Комі-пермяки          | Уральські мови       | 149275        | 0,16     |               |          | 143030        | 0,12     | 150244        | 0,12     | 145993        | 0,11     | 147269        | 0,10     | 125235        | 0,09     | 94456         | 0,07     |
| Цигани                | Індоєвропейські мови | 39089         | 0,04     | 59198         | 0,05     | 72488         | 0,06     | 97955         | 0,08     | 120672        | 0,09     | 152939        | 0,10     | 183252        | 0,13     | 204958        | 0,15     |
| Євреї                 | Семітські мови       | 539086        | 0,58     | 891147        | 0,82     | 875058        | 0,74     | 807526        | 0,62     | 699286        | 0,51     | 550709        | 0,37     | 233439        | 0,16     | 156801        | 0,11     |
| Молдовани             | Індоєвропейські мови | 16870         | 0,02     | 21974         | 0,02     | 62298         | 0,05     | 87538         | 0,07     | 102137        | 0,07     | 172671        | 0,12     | 172330        | 0,12     | 156400        | 0,11     |
| Карели                | Уральські мови       | 248017        | 0,27     | 249778        | 0,23     | 164050        | 0,14     | 141148        | 0,11     | 133182        | 0,10     | 124921        | 0,08     | 93344         | 0,06     | 60815         | 0,04     |
| Поляки                | Індоєвропейські мови | 189269        | 0,20     | 142461        | 0,13     | 118422        | 0,10     | 107084        | 0,08     | 99733         | 0,07     | 94594         | 0,06     | 73001         | 0,05     | 47125         | 0,03     |
| Литовці               | Індоєвропейські мови | 26128         | 0,03     | 20795         | 0,02     | 108579        | 0,09     | 76718         | 0,06     | 66783         | 0,05     | 70427         | 0,05     | 45569         | 0,03     | 31377         | 0,02     |
| Болгари               | Індоєвропейські мови | 4087          | 0,00     | 8338          | 0,01     | 24899         | 0,02     | 27321         | 0,02     | 24943         | 0,02     | 32785         | 0,02     | 31965         | 0,02     | 24038         | 0,02     |
| Фіни                  | Уральські мови       | 134089        | 0,14     | 138962        | 0,13     | 72356         | 0,06     | 62307         | 0,05     | 55687         | 0,04     | 47102         | 0,03     | 34050         | 0,02     | 20267         | 0,01     |
| Латиші                | Індоєвропейські мови | 124312        | 0,13     | 104877        | 0,10     | 74932         | 0,06     | 59695         | 0,05     | 67267         | 0,05     | 46829         | 0,03     | 28520         | 0,02     | 18979         | 0,01     |
| Естонці               | Уральські мови       | 146051        | 0,16     | 130494        | 0,12     | 78556         | 0,07     | 62980         | 0,05     | 55539         | 0,04     | 46390         | 0,03     | 28113         | 0,02     | 17875         | 0,01     |
| Гагаузи               | Тюркські мови        | 0             | 0,00     | 0             | 0,00     | 3012          | 0,00     | 3704          | 0,00     | 4176          | 0,00     | 10051         | 0,01     | 12210         | 0,01     | 13690         | 0,01     |
| Вепси                 | Уральські мови       | 32783         | 0,04     | 31442         | 0,03     | 16170         | 0,01     | 8057          | 0,01     | 7550          | 0,01     | 12142         | 0,01     | 8240          | 0,01     | 5936          | 0,00     |
| Саами                 | Уральські мови       | 1715          | 0,00     | 1828          | 0,00     | 1760          | 0,00     | 1836          | 0,00     | 1775          | 0,00     | 1835          | 0,00     | 1991          | 0,00     | 1771          | 0,00     |
| Іжора                 | Уральські мови       | 16136         | 0,02     | 7720          | 0,01     | 564           | 0,00     | 561           | 0,00     | 449           | 0,00     | 449           | 0,00     | 327           | 0,00     | 266           | 0,00     |
| Караїми               | Тюркські мови        | 1608          | 0,00     |               |          | 1608          | 0,00     | 1236          | 0,00     | 939           | 0,00     | 680           | 0,00     | 366           | 0,00     | 205           | 0,00     |

Динаміка чисельності сибірських народів, 1926—2010 роки
| Етнічні групи              | Мовна родина              | 1926 рік      | 1926 рік | 1939 рік              | 1939 рік              | 1959 рік      | 1959 рік | 1970 рік      | 1970 рік | 1979 рік      | 1979 рік | 1989 рік      | 1989 рік | 2002 рік      | 2002 рік | 2010 рік      | 2010 рік |
| Етнічні групи              | Мовна родина              | Чисель- ність | %        | Чисель- ність         | %                     | Чисель- ність | %        | Чисель- ність | %        | Чисель- ність | %        | Чисель- ність | %        | Чисель- ність | %        | Чисель- ність | %        |
| -------------------------- | ------------------------- | ------------- | -------- | --------------------- | --------------------- | ------------- | -------- | ------------- | -------- | ------------- | -------- | ------------- | -------- | ------------- | -------- | ------------- | -------- |
| Якути (+долгани)           | Тюркські мови             | 240682        | 0,26     | 241870                | 0,22                  | 236125        | 0,20     | 295223        | 0,23     | 326531        | 0,24     | 380242        | 0,26     | 443852        | 0,31     | 478085        | 0,35     |
| Долгани                    | Тюркські мови             | 656           | 0,00     |                       |                       |               |          | 4718          | 0,00     | 4911          | 0,00     | 6584          | 0,00     | 7261          | 0,01     | 7885          | 0,01     |
| Буряти (+сойоти)           | Монгольські мови          | 237490        | 0,26     | 220618                | 0,20                  | 251504        | 0,21     | 312847        | 0,24     | 349760        | 0,25     | 417425        | 0,28     | 445175        | 0,31     | 461389        | 0,34     |
| Сойоти                     | Монгольські мови          | 229           | 0,00     |                       |                       |               |          |               |          |               |          |               |          | 2769          | 0,00     | 3608          | 0,00     |
| Тувинці                    | Тюркські мови             | 200           | 0,00     | 794                   | 0,00                  | 99864         | 0,08     | 139013        | 0,11     | 165426        | 0,12     | 206160        | 0,14     | 243442        | 0,17     | 263934        | 0,19     |
| Алтайці                    | Тюркські мови             | 52248         | 0,06     | 46489                 | 0,04                  | 44654         | 0,04     | 54614         | 0,04     | 58879         | 0,04     | 69409         | 0,05     | 77822         | 0,05     | 89773         | 0,06     |
| Хакаси                     | Тюркські мови             | 45607         | 0,05     | 52033                 | 0,05                  | 56032         | 0,05     | 65368         | 0,05     | 69247         | 0,05     | 78500         | 0,05     | 76278         | 0,05     | 72959         | 0,05     |
| Ненці (+енці та нганасани) | Уральські мови            | 17560         | 0,02     | 24716                 | 0,02                  | 22845         | 0,02     | 28487         | 0,02     | 29487         | 0,02     | 34190         | 0,02     | 41302         | 0,03     | 44640         | 0,03     |
| Енці                       | Уральські мови            |               |          |                       |                       |               |          |               |          |               |          | 198           | 0,00     | 237           | 0,00     | 227           | 0,00     |
| Нганасани                  | Уральські мови            |               |          |                       |                       | 721           | 0,00     | 823           | 0,00     | 842           | 0,00     | 1262          | 0,00     | 834           | 0,00     | 862           | 0,00     |
| Евенки                     | Тунгусо-маньчжурські мови | 38804         | 0,03     | 29599                 | 0,02                  | 24583         | 0,02     | 25051         | 0,02     | 27278         | 0,02     | 29901         | 0,02     | 35527         | 0,02     | 37843         | 0,03     |
| Ханти                      | Уральські мови            | 22301         | 0,02     | 18447                 | 0,02                  | 19246         | 0,02     | 21007         | 0,02     | 20743         | 0,02     | 22283         | 0,02     | 28678         | 0,02     | 30943         | 0,02     |
| Евени                      | Тунгусо-маньчжурські мови | 2044          | 0,00     | 9674                  | 0,01                  | 9023          | 0,01     | 11819         | 0,01     | 12215         | 0,01     | 17055         | 0,01     | 19071         | 0,01     | 22383         | 0,02     |
| Чукчі (кереки і чуванці)   | Чукотсько-камчатські мови | 12331         | 0,01     | 13830                 | 0,01                  | 11680         | 0,01     | 13500         | 0,01     | 13937         | 0,01     | 15107         | 0,01     | 15767         | 0,01     | 15908         | 0,01     |
| Кереки                     | Чукотсько-камчатські мови |               |          |                       |                       |               |          |               |          |               |          |               |          | 8             | 0,00     | 4             | 0,00     |
| Чуванці                    | Чукотсько-камчатські мови | 704           | 0,00     | 1384                  | 0,00                  |               |          |               |          |               |          |               |          | 1087          | 0,00     | 1002          | 0,00     |
| Шорці                      | Тюркські мови             | 13000         | 0,01     | 16042                 | 0,01                  | 14938         | 0,01     | 15950         | 0,01     | 15182         | 0,01     | 15745         | 0,01     | 13975         | 0,01     | 12888         | 0,01     |
| Мансі                      | Уральські мови            | 5754          | 0,01     | 6295                  | 0,01                  | 6318          | 0,01     | 7609          | 0,01     | 7434          | 0,01     | 8279          | 0,01     | 11432         | 0,01     | 12269         | 0,01     |
| Нанайці                    | Тунгусо-маньчжурські мови | 5860          | 0,01     | 8411                  | 0,01                  | 7919          | 0,01     | 9911          | 0,01     | 10357         | 0,01     | 11883         | 0,01     | 12160         | 0,01     | 12003         | 0,01     |
| Коряки                     | Чукотсько-камчатські мови | 7437          | 0,01     | 7337                  | 0,01                  | 6168          | 0,01     | 7367          | 0,01     | 7637          | 0,01     | 8942          | 0,01     | 8743          | 0,01     | 7953          | 0,01     |
| Нівхи                      | Нівхська мова             | 4076          | 0,00     | 3857                  | 0,00                  | 3690          | 0,00     | 4356          | 0,00     | 4366          | 0,00     | 4631          | 0,00     | 5162          | 0,00     | 4652          | 0,00     |
| Селькупи                   | Уральські мови            | 1630          | 0,00     | 2604                  | 0,00                  | 3704          | 0,00     | 4249          | 0,00     | 3518          | 0,00     | 3564          | 0,00     | 4249          | 0,00     | 3649          | 0,00     |
| Удегейці                   | Тунгусо-маньчжурські мови | 1357          | 0,00     | 1701                  | 0,00                  | 1395          | 0,00     | 1396          | 0,00     | 1431          | 0,00     | 1902          | 0,00     | 1657          | 0,00     | 1496          | 0,00     |
| Тази                       | Тибетські                 |               |          |                       |                       |               |          |               |          |               |          |               |          | 276           | 0,00     | 274           | 0,00     |
| Малі сибірські народи      |                           |               |          | 11824                 | 0,01                  |               |          |               |          |               |          |               |          |               |          |               |          |
| Ітельмени                  | Чукотсько-камчатські мови | 803           | 0,00     | Малі сибірські народи | Малі сибірські народи | 1096          | 0,00     | 1255          | 0,00     | 1335          | 0,00     | 2429          | 0,00     | 3180          | 0,00     | 3193          | 0,00     |
| Ульчі                      | Тунгусо-маньчжурські мови | 723           | 0,00     | Малі сибірські народи | Малі сибірські народи | 2049          | 0,00     | 2410          | 0,00     | 2494          | 0,00     | 3173          | 0,00     | 2913          | 0,00     | 2765          | 0,00     |
| Ескімоси                   | Алеутські                 | 1292          | 0,00     | Малі сибірські народи | Малі сибірські народи | 1111          | 0,00     | 1265          | 0,00     | 1460          | 0,00     | 1704          | 0,00     | 1750          | 0,00     | 1738          | 0,00     |
| Юкагири                    | Юкагирські                | 443           | 0,00     | Малі сибірські народи | Малі сибірські народи | 440           | 0,00     | 593           | 0,00     | 801           | 0,00     | 1112          | 0,00     | 1509          | 0,00     | 1603          | 0,00     |
| Кети                       |                           | 1428          | 0,00     | Малі сибірські народи | Малі сибірські народи | 1017          | 0,00     | 1161          | 0,00     | 1072          | 0,00     | 1084          | 0,00     | 1494          | 0,00     | 1219          | 0,00     |
| Тофалари                   | Тюркські мови             | 2828          | 0,00     | Малі сибірські народи | Малі сибірські народи | 476           | 0,00     | 570           | 0,00     | 576           | 0,00     | 722           | 0,00     | 837           | 0,00     | 762           | 0,00     |
| Орочі                      | Тунгусо-маньчжурські мови | 646           | 0,00     | Малі сибірські народи | Малі сибірські народи | 779           | 0,00     | 1037          | 0,00     | 1040          | 0,00     | 883           | 0,00     | 686           | 0,00     | 596           | 0,00     |
| Ороки                      | Тунгусо-маньчжурські мови | 162           | 0,00     | Малі сибірські народи | Малі сибірські народи | 2             | 0,00     |               |          |               | 179      | 0,00          | 346      | 0,00          | 295      | 0,00          |          |
| Негідальці                 | Тунгусо-маньчжурські мови | 683           | 0,00     | Малі сибірські народи | Малі сибірські народи |               |          | 495           | 0,00     | 477           | 0,00     | 587           | 0,00     | 567           | 0,00     | 513           | 0,00     |
| Алеути                     | Алеутські                 | 353           | 0,00     | Малі сибірські народи | Малі сибірські народи | 399           | 0,00     | 410           | 0,00     | 489           | 0,00     | 644           | 0,00     | 540           | 0,00     | 482           | 0,00     |

Динаміка чисельності кавказьких народів, 1926—2010 роки
| Етнічні групи             | Мовна родина              | 1926 рік      | 1926 рік | 1939 рік                 | 1939 рік                 | 1959 рік      | 1959 рік | 1970 рік      | 1970 рік | 1979 рік      | 1979 рік | 1989 рік      | 1989 рік | 2002 рік      | 2002 рік | 2010 рік      | 2010 рік |
| Етнічні групи             | Мовна родина              | Чисель- ність | %        | Чисель- ність            | %                        | Чисель- ність | %        | Чисель- ність | %        | Чисель- ність | %        | Чисель- ність | %        | Чисель- ність | %        | Чисель- ність | %        |
| ------------------------- | ------------------------- | ------------- | -------- | ------------------------ | ------------------------ | ------------- | -------- | ------------- | -------- | ------------- | -------- | ------------- | -------- | ------------- | -------- | ------------- | -------- |
| Чеченці                   | Нахсько-дагестанські мови | 318361        | 0,34     | 400325                   | 0,37                     | 261311        | 0,22     | 572220        | 0,44     | 712161        | 0,52     | 898999        | 0,61     | 1360253       | 0,95     | 1431360       | 1,04     |
| Вірмени                   | Індоєвропейські мови      | 183785        | 0,20     | 205233                   | 0,19                     | 255978        | 0,22     | 298718        | 0,23     | 364570        | 0,27     | 532390        | 0,36     | 1132033       | 0,79     | 1182388       | 0,86     |
| Аварці                    | Нахсько-дагестанські мови | 178263        | 0,19     | 235715                   | 0,22                     | 249529        | 0,21     | 361613        | 0,28     | 438306        | 0,32     | 544016        | 0,37     | 814473        | 0,57     | 912090        | 0,66     |
| Азербайджанці             | Тюркські мови             | 24335         | 0,03     | 43014                    | 0,04                     | 70947         | 0,06     | 95689         | 0,07     | 152421        | 0,11     | 335889        | 0,23     | 621840        | 0,43     | 603070        | 0,44     |
| Даргинці                  | Нахсько-дагестанські мови | 125759        | 0,14     | 152007                   | 0,14                     | 152563        | 0,13     | 224172        | 0,17     | 280444        | 0,20     | 353348        | 0,24     | 510156        | 0,35     | 589386        | 0,43     |
| Осетини                   | Індоєвропейські мови      | 157280        | 0,17     | 195624                   | 0,18                     | 247834        | 0,21     | 313458        | 0,24     | 352080        | 0,26     | 402275        | 0,27     | 514875        | 0,36     | 528515        | 0,38     |
| Кабардинці                | Абхазо-адизькі мови       | 139864        | 0,15     | 161216                   | 0,15                     | 200634        | 0,17     | 277435        | 0,21     | 318822        | 0,23     | 386055        | 0,26     | 519958        | 0,36     | 516826        | 0,38     |
| Кумики                    | Тюркські мови             | 94509         | 0,10     | 110299                   | 0,10                     | 132896        | 0,11     | 186690        | 0,14     | 225800        | 0,16     | 277163        | 0,19     | 422409        | 0,29     | 503060        | 0,37     |
| Лезгини                   | Нахсько-дагестанські мови | 92937         | 0,10     | 100328                   | 0,09                     | 114210        | 0,10     | 170494        | 0,13     | 202854        | 0,15     | 257270        | 0,17     | 411535        | 0,29     | 473722        | 0,34     |
| Інгуші                    | Нахсько-дагестанські мови | 72137         | 0,08     | 90980                    | 0,08                     | 55799         | 0,05     | 137380        | 0,11     | 165997        | 0,12     | 215068        | 0,15     | 413016        | 0,29     | 444833        | 0,32     |
| Карачаївці                | Тюркські мови             | 55116         | 0,06     | 74488                    | 0,07                     | 70537         | 0,06     | 106831        | 0,08     | 125792        | 0,09     | 150332        | 0,10     | 192182        | 0,13     | 218403        | 0,16     |
| Калмики                   | Монгольські мови          | 128809        | 0,14     | 129786                   | 0,12                     | 100603        | 0,09     | 131318        | 0,10     | 140103        | 0,10     | 165103        | 0,11     | 174000        | 0,12     | 183372        | 0,13     |
| Лакці                     | Нахсько-дагестанські мови | 40243         | 0,04     | 54348                    | 0,05                     | 58397         | 0,05     | 78625         | 0,06     | 91412         | 0,07     | 106245        | 0,07     | 156545        | 0,11     | 178630        | 0,13     |
| Грузини                   | Картвельські мови         | 20551         | 0,02     | 43585                    | 0,04                     | 57594         | 0,05     | 68971         | 0,05     | 89407         | 0,07     | 130688        | 0,09     | 197934        | 0,14     | 157803        | 0,11     |
| Табасарани                | Нахсько-дагестанські мови | 31983         | 0,03     | 33471                    | 0,03                     | 34288         | 0,03     | 54047         | 0,04     | 73433         | 0,05     | 93587         | 0,06     | 131785        | 0,09     | 146360        | 0,11     |
| Шапсуги і Адиги           | Абхазо-адизькі мови       | 64959         | 0,07     | 85588                    | 0,08                     | 78561         | 0,07     | 98461         | 0,08     | 107239        | 0,08     | 122908        | 0,08     | 128528        | 0,09     | 124835        | 0,09     |
| Шапсуги                   | Абхазо-адизькі мови       |               |          |                          |                          |               |          |               |          |               |          |               |          | 3231          | 0,00     | 3882          | 0,00     |
| Адиги                     | Абхазо-адизькі мови       |               |          |                          |                          | 28986         | 0,02     | 38356         | 0,03     | 44572         | 0,03     | 50572         | 0,03     | 60517         | 0,04     | 73184         | 0,05     |
| Балкарці                  | Тюркські мови             | 33298         | 0,04     | 41949                    | 0,04                     | 35249         | 0,03     | 52969         | 0,04     | 61828         | 0,04     | 78341         | 0,05     | 108426        | 0,08     | 112924        | 0,08     |
| Турки (+Турки-месхетинці) | Тюркські мови             | 1846          | 0,00     | 2668                     | 0,00                     | 1377          | 0,00     | 1568          | 0,00     | 3561          | 0,00     | 9890          | 0,01     | 92415         | 0,06     | 105058        | 0,08     |
| Турки-месхетинці          | Тюркські мови             |               |          |                          |                          |               |          |               |          |               |          |               |          | 3527          | 0,00     | 4825          | 0,00     |
| Ногайці                   | Тюркські мови             | 36089         | 0,04     | 36088                    | 0,03                     | 37656         | 0,03     | 51159         | 0,04     | 58639         | 0,04     | 73703         | 0,05     | 90666         | 0,06     | 103660        | 0,08     |
| Понтійські греки          | Індоєвропейські мови      | 34439         | 0,04     | 65705                    | 0,06                     | 47024         | 0,04     | 57847         | 0,04     | 69816         | 0,05     | 91699         | 0,06     | 97827         | 0,07     | 85640         | 0,06     |
| Курди                     | Індоєвропейські мови      | 164           | 0,00     | 387                      | 0,00                     | 855           | 0,00     | 1015          | 0,00     | 1634          | 0,00     | 4724          | 0,00     | 19607         | 0,01     | 23232         | 0,01     |
| Єзиди                     | Індоєвропейські мови      | 1             | 0,00     |                          |                          |               |          |               |          |               |          |               |          | 31273         | 0,02     | 40586         | 0,03     |
| Абазинці                  | Абхазо-адизькі мови       | 13825         | 0,01     | 14739                    | 0,01                     | 19059         | 0,02     | 24892         | 0,02     | 28800         | 0,02     | 32983         | 0,02     | 37942         | 0,03     | 43341         | 0,03     |
| Малі дагестанські народи  |                           |               |          | 20962                    | 0,02                     |               |          |               |          |               |          |               |          |               |          |               |          |
| Рутульці                  | Нахсько-дагестанські мови | 10333         | 0,01     | Малі дагестанські народи | Малі дагестанські народи | 6703          | 0,01     | 11904         | 0,01     | 14835         | 0,01     | 19503         | 0,01     | 29929         | 0,02     | 35240         | 0,03     |
| Агули                     | Нахсько-дагестанські мови | 7653          | 0,01     | Малі дагестанські народи | Малі дагестанські народи | 6460          | 0,01     | 8751          | 0,01     | 11752         | 0,01     | 17728         | 0,01     | 28297         | 0,02     | 34160         | 0,02     |
| Цахури                    | Нахсько-дагестанські мови | 3533          | 0,00     | Малі дагестанські народи | Малі дагестанські народи | 4437          | 0,00     | 4730          | 0,00     | 4774          | 0,00     | 6492          | 0,00     | 10366         | 0,01     | 12769         | 0,01     |
| Удіни                     | Нахсько-дагестанські мови | 2             | 0,00     | Малі дагестанські народи | Малі дагестанські народи | 35            | 0,00     | 94            | 0,00     | 216           | 0,00     | 1102          | 0,00     | 3721          | 0,00     | 4267          | 0,00     |
| Абхази                    | Абхазо-адизькі мови       | 97            | 0,00     | 647                      | 0,00                     | 1400          | 0,00     | 2427          | 0,00     | 4058          | 0,00     | 7239          | 0,00     | 11366         | 0,01     | 11249         | 0,01     |
| Ассирійці                 | Семітські мови            | 2791          | 0,00     | 7446                     | 0,01                     | 7612          | 0,01     | 8098          | 0,01     | 8708          | 0,01     | 9622          | 0,01     | 13649         | 0,01     | 11084         | 0,01     |
| Перси                     | Індоєвропейські мови      | 8626          | 0,01     | 6041                     | 0,01                     | 2490          | 0,00     | 2548          | 0,00     | 1747          | 0,00     | 2572          | 0,00     | 3821          | 0,00     | 3696          | 0,00     |
| Талиші                    | Індоєвропейські мови      | 0             | 0,00     | 47                       | 0,00                     | 33            | 0,00     |               |          | 2             | 0,00     | 202           | 0,00     | 2548          | 0,00     | 2529          | 0,00     |
| Тати                      | Індоєвропейські мови      | 223           | 0,00     |                          |                          | 5136          | 0,00     | 8753          | 0,01     | 12748         | 0,01     | 19420         | 0,01     | 2303          | 0,00     | 1585          | 0,00     |

Динаміка чисельності центральноазійських народів, 1926—2010 роки
| Етнічні групи | Мовна родина         | 1926 рік      | 1926 рік | 1939 рік      | 1939 рік | 1959 рік      | 1959 рік | 1970 рік      | 1970 рік | 1979 рік      | 1979 рік | 1989 рік      | 1989 рік | 2002 рік      | 2002 рік | 2010 рік      | 2010 рік |
| Етнічні групи | Мовна родина         | Чисель- ність | %        | Чисель- ність | %        | Чисель- ність | %        | Чисель- ність | %        | Чисель- ність | %        | Чисель- ність | %        | Чисель- ність | %        | Чисель- ність | %        |
| ------------- | -------------------- | ------------- | -------- | ------------- | -------- | ------------- | -------- | ------------- | -------- | ------------- | -------- | ------------- | -------- | ------------- | -------- | ------------- | -------- |
| Казахи        | Тюркські мови        | 136501        | 0,15     | 356500        | 0,33     | 382431        | 0,33     | 477820        | 0,37     | 518060        | 0,38     | 635865        | 0,43     | 653962        | 0,46     | 647732        | 0,47     |
| Узбеки        | Тюркські мови        | 942           | 0,00     | 16166         | 0,01     | 29512         | 0,03     | 61588         | 0,05     | 72385         | 0,05     | 126899        | 0,09     | 122916        | 0,09     | 289862        | 0,21     |
| Таджики       | Індоєвропейські мови | 52            | 0,00     | 3315          | 0,00     | 7027          | 0,01     | 14108         | 0,01     | 17863         | 0,01     | 38208         | 0,03     | 120136        | 0,08     | 200666        | 0,15     |
| Киргизи       | Тюркські мови        | 285           | 0,00     | 6311          | 0,01     | 4701          | 0,00     | 9107          | 0,01     | 15011         | 0,01     | 41734         | 0,03     | 31808         | 0,02     | 103422        | 0,08     |
| Туркмени      | Тюркські мови        | 7849          | 0,01     | 12869         | 0,01     | 11631         | 0,01     | 20040         | 0,02     | 22979         | 0,02     | 39739         | 0,03     | 33053         | 0,02     | 36885         | 0,03     |
| Уйгури        | Тюркські мови        | 26            | 0,00     | 642           | 0,00     | 720           | 0,00     | 1513          | 0,00     | 1707          | 0,00     | 2577          | 0,00     | 2867          | 0,00     | 3696          | 0,00     |
| Каракалпаки   | Тюркські мови        | 14            | 0,00     | 306           | 0,00     | 988           | 0,00     | 2267          | 0,00     | 1743          | 0,00     | 6155          | 0,00     | 1609          | 0,00     | 1466          | 0,00     |

### Українська діаспора

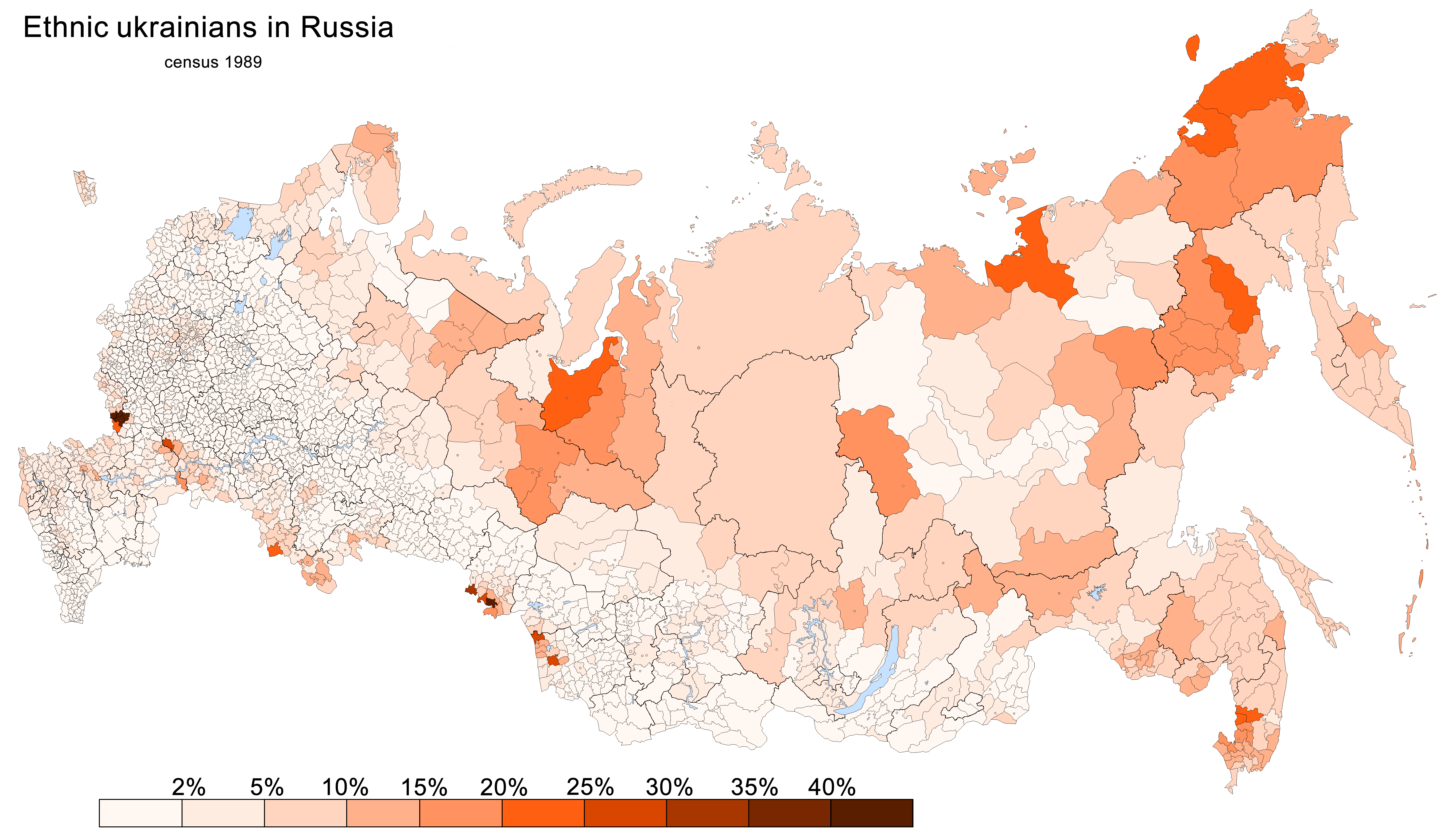
Розселення українців в Росії, 1989 рік

За офіційними статистичними джерелами 1719 року, чисельність українців в Росії становила 262,9 тис. осіб, 1795 року вона зросла до 810,9 тис. осіб. Згідно з переписом кількість українців в Росії 1897 року досягла 3,6 млн, а 1926 року — 7,87 млн. У повоєнні роки українці чисельно становили всього 3,359 млн, у 1989 році — 4,4 млн. Найбільше українців проживає у Москві, Санкт-Петербурзі, в районах Курська, Воронежа, Саратова, Самари, Астрахані, Владивостока, Кубані (Краснодарський край), Дону, від Оренбурга до Тихого океану, в Закаспійській області, в Приморському краю над річкою Уссурі, в Амурській області («Зелений Клин»).
Ряд авторів та організацій вважають офіційні оцінки чисельності українців в Росії заниженими. Газета «Лига Наций» за 2000 рік, подає приблизне число українців як 5 млн осіб. Триває швидка асиміляція українців. Найстародавніші компактні поселення українців — у Воронезькій, Курській і Білгородській областях. Після «розкуркулювання» 1930-х років їхня кількість з 0,8-1 млн населення сильно змінилась і сьогодні становить 200 тис. українців. На Північному Кавказі проживає 460 тис. українців. Найкомпактніше в цьому регіоні українці проживають в Краснодарському краї та Ростовській області. У нафтових і газових районах Півночі та Західному Сибіру проживають: Тюменська область — 260 тис.; Ханти-Мансійський автономний округ — 150 тис.; Республіка Комі — 100 тис. осіб. Всього в Сибіру та на Далекому Сході проживає 1,5 млн українців. В областях і республіках Урало-Поволжського регіону (Челябінська, Оренбурзька, Саратовська області) — 800 тис. українців. В Москві та Московській області проживають до 500 тис. українців. У Санкт-Петербурзі та Ленінградській області до 250 тис. українців. З 1991 року триває процес трудової еміграції українців до Росії. Офіційно за період 1991—2002 роки це 1,244 млн осіб. За оцінками від 7 до 10 млн мешканців Росії є українцями за походженням.

#### Екзоніми

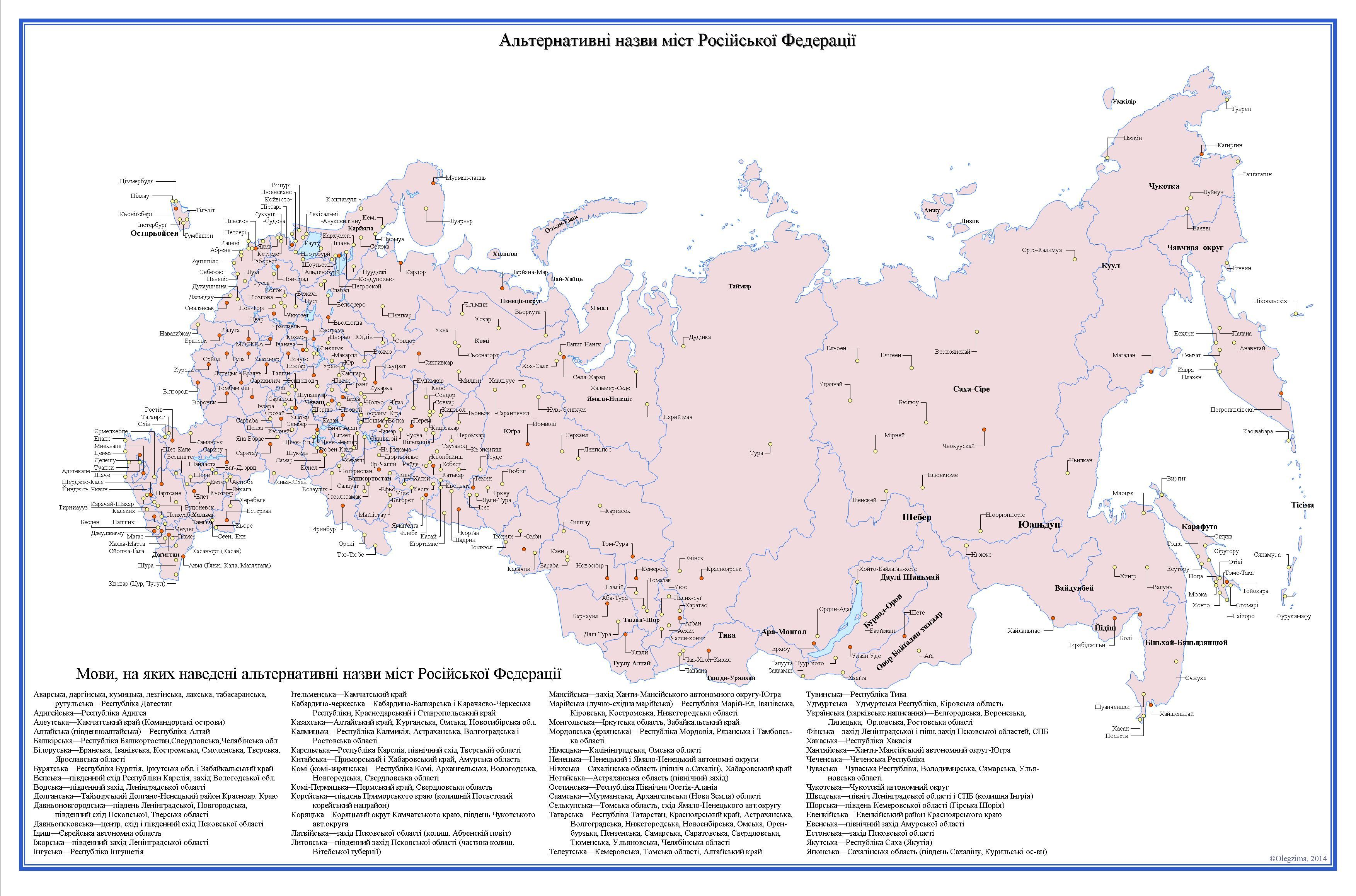
Альтернативні назви міст Російської Федерації

Географічна мапа Російської Федерації зберегла велику кількість екзонімів населених пунктів, водних та інших географічних об'єктів. Максимальна кількість традиційних варіантів найменувань мають річки (Волга, Єнісей, Дон, Лена тощо), що протягом багатьох століть слугували водночас і кордонами розселення різних народів і місцями їх контактів. Причинами великої кількості традиційних найменувань міст, селищ, островів і річок в Російській Федерації є: велика територія, велика кількість народів (які належать у великій кількості випадків до різних мовних сімей), що населяють і раніше населяли території у межах сучасної Росії, велика кількість змін історичної належності одних і тих же територій. Крім того, мають значення лінгвістичні особливості перекладу топонімів, використання «кальки» (наприклад, у назві «Новгород» багато мов переводять першу частину слова «Нов(ий)»), часті зміни назв міст в межах однієї мови (Вятка — Хлинов — Вятка — Кіров).

## Мови
| Мови Росії (2017 рік) | Мови Росії (2017 рік) | Мови Росії (2017 рік) | Мови Росії (2017 рік) | Мови Росії (2017 рік) |
| --------------------- | --------------------- | --------------------- | --------------------- | --------------------- |
| Мова:                 |                       |                       | Відсоток:             |                       |
| російська             | російська             |                       | 85.7%                 | 85.7%                 |
| татарська             | татарська             |                       | 3.2%                  | 3.2%                  |
| чеченська             | чеченська             |                       | 1%                    | 1%                    |
| інші                  | інші                  |                       | 10.1%                 | 10.1%                 |

Офіційна мова: російська — розмовляє 85,7 % населення країни. Інші поширені мови: татарська — 3,2 %, чеченська — 1 %, інші мови — 10,1 % (оцінка 2010 року). Росія, як член Ради Європи, підписала, але не ратифікувала Європейську хартію регіональних мов.
Рідна мова населення Росії згідно з переписом 2010 року:
| російська           | 85,73 % |
| татарська           | 3,23 %  |
| чеченська           | 1,03 %  |
| башкирська          | 0,83 %  |
| чуваська            | 0,74 %  |
| аварська            | 0,61 %  |
| вірменська          | 0,60 %  |
| даргінська          | 0,42 %  |
| кабардино-черкеська | 0,41 %  |
| азербайджанська     | 0,37 %  |
| кумицька            | 0,36 %  |
| українська          | 0,36 %  |
| осетинська          | 0,36 %  |
| якутська            | 0,35 %  |
| казахська           | 0,34 %  |
| лезгінська          | 0,33 %  |
| мордовська          | 0,32 %  |
| інгушська           | 0,32 %  |

### Російська мова

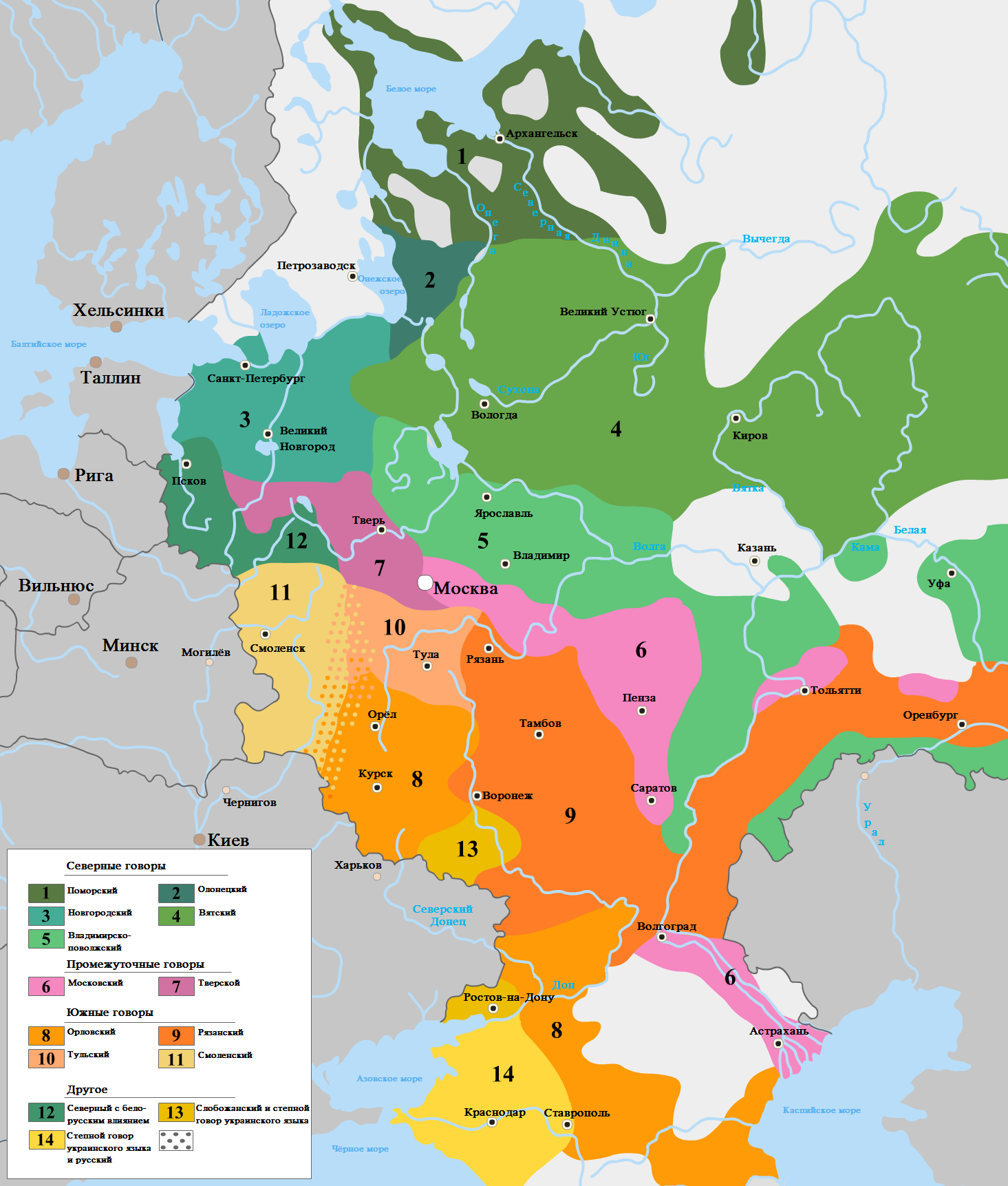
Діалекти російської мови

Державною мовою Російської Федерації на всій її території (згідно зі статтею 68 Конституції РФ) є російська мова. Республіки в складі РФ мають право надавати своїм мовам статус державних. Конституція РФ не згадує про права автономних округів та областей запроваджувати власні державні мови. Але на практиці автономні округи та області оголошують свої мови державними за допомогою власних статутів.

### Інші мови
Народи Росії говорять більш ніж на 100 мовах і діалектах, що належать до індоєвропейської, алтайської та уральської мовних сімей, кавказької і палеоазійських мовних груп. Найпоширенішою мовою в Росії є російська. Число носіїв ще восьми мов у РФ перевищує один мільйон осіб. У 2009 році ЮНЕСКО визнала 136 мов на території Росії такими, що перебувають під загрозою зникнення.
Рідна мова серед представників найчисельніших національностей (понад 200 тис. осіб), згідно з переписом 2010 року:
|               | Рідна мова | Російська | Інша |
| ------------- | ---------- | --------- | ---- |
| Росіяни       | 99,9       | -         | 0,1  |
| Татари        | 79,2       | 20,5      | 0,3  |
| Українці      | 24,2       | 75,6      | 0,2  |
| Башкири       | 71,7       | 13,7      | 14,7 |
| Чуваші        | 70,9       | 28,9      | 0,1  |
| Чеченці       | 98,8       | 1,1       | 0,1  |
| Вірмени       | 69,0       | 30,7      | 0,3  |
| Аварці        | 92,7       | 1,3       | 6,0  |
| Мордва        | 64,7       | 35,2      | 0,1  |
| Казахи        | 72,2       | 27,3      | 0,4  |
| Азербайджанці | 83,6       | 15,3      | 1,1  |
| Даргинці      | 98,0       | 1,6       | 0,4  |
| Удмурти       | 62,2       | 37,7      | 0,1  |
| Марійці       | 74,7       | 25,0      | 0,3  |
| Осетини       | 92,6       | 7,1       | 0,3  |
| Білоруси      | 17,3       | 82,5      | 0,2  |
| Кабардинці    | 97,9       | 2,0       | 0,1  |
| Кумики        | 98,2       | 1,5       | 0,4  |
| Якути         | 93,3       | 6,7       | 0,0  |
| Лезгіни       | 94,9       | 4,3       | 0,8  |
| Буряти        | 78,5       | 21,4      | 0,1  |
| Інгуші        | 98,3       | 1,5       | 0,1  |
| Німці         | 10,8       | 89,1      | 0,1  |
| Узбеки        | 81,0       | 17,0      | 2,0  |
| Тувинці       | 98,4       | 1,5       | 0,1  |
| Комі          | 59,6       | 40,4      | 0,1  |
| Карачаєвці    | 97,6       | 2,3       | 0,1  |
| Цигани        | 81,5       | 18,0      | 0,5  |

## Релігії
| Релігії в Росії (2009 рік) | Релігії в Росії (2009 рік) | Релігії в Росії (2009 рік) | Релігії в Росії (2009 рік) | Релігії в Росії (2009 рік) |
| -------------------------- | -------------------------- | -------------------------- | -------------------------- | -------------------------- |
| Віросповідання:            |                            |                            | Відсоток:                  |                            |
| православні                | православні                |                            | 20%                        | 20%                        |
| інші християни             | інші християни             |                            | 2%                         | 2%                         |
| мусульмани                 | мусульмани                 |                            | 17%                        | 17%                        |
| атеїсти і агностики        | атеїсти і агностики        |                            | 61%                        | 61%                        |

Головні релігії й вірування, які сповідує, і конфесії та церковні організації, до яких відносить себе населення країни: російське православ'я — 15—20 %, іслам — 10-15 %, інші течії християнства — 2 % (станом на 2006 рік). Враховано лише вірян, що дотримуються релігійних практик. Як спадщина семи десятиліть радянської влади в країні поширений атеїзм, декларативність відношення населення до певної конфесії, номінальне слідування обрядам. У країні поширені традиційні релігії народів, що історично її населяють: християнство, іслам, юдаїзм і буддизм. Історично релігією титульної нації держави, росіян, слугувало православ'я. У той же час в багатонаціональній державі простежуються регіональні відмінності: на Кавказі переважає іслам, як і на Середньому Поволжі й Південному Уралі, в Сибіру поряд з православ'ям важливим є також іслам (Західний Сибір) і буддизм (Східний Сибір), місцеві вірування, шаманізм.

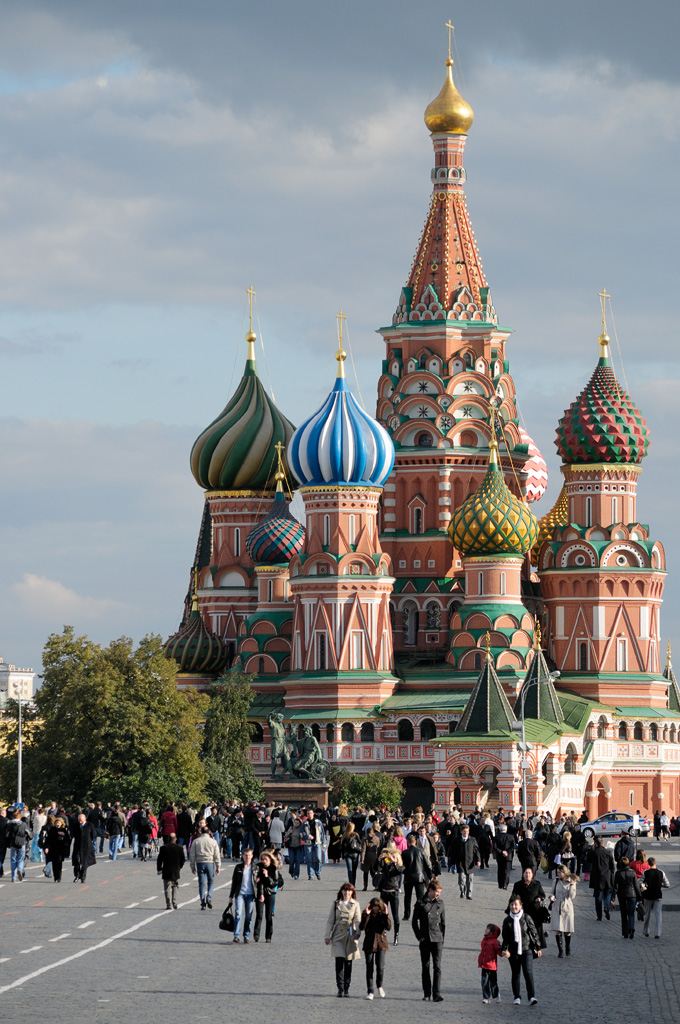
Собор Василя Блаженного, Москва
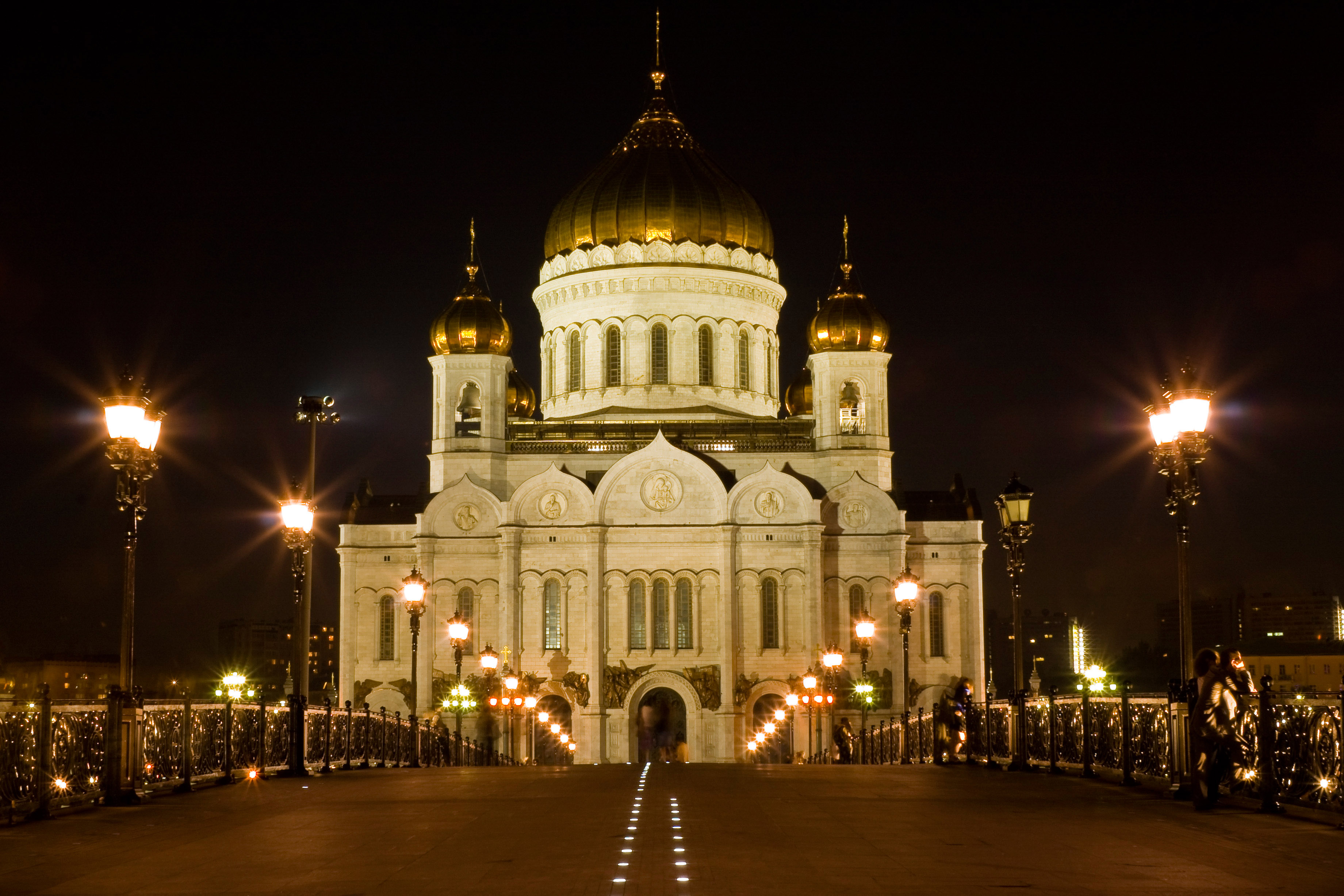
Храм Христа Спасителя, найбільший православний храм держави, Москва
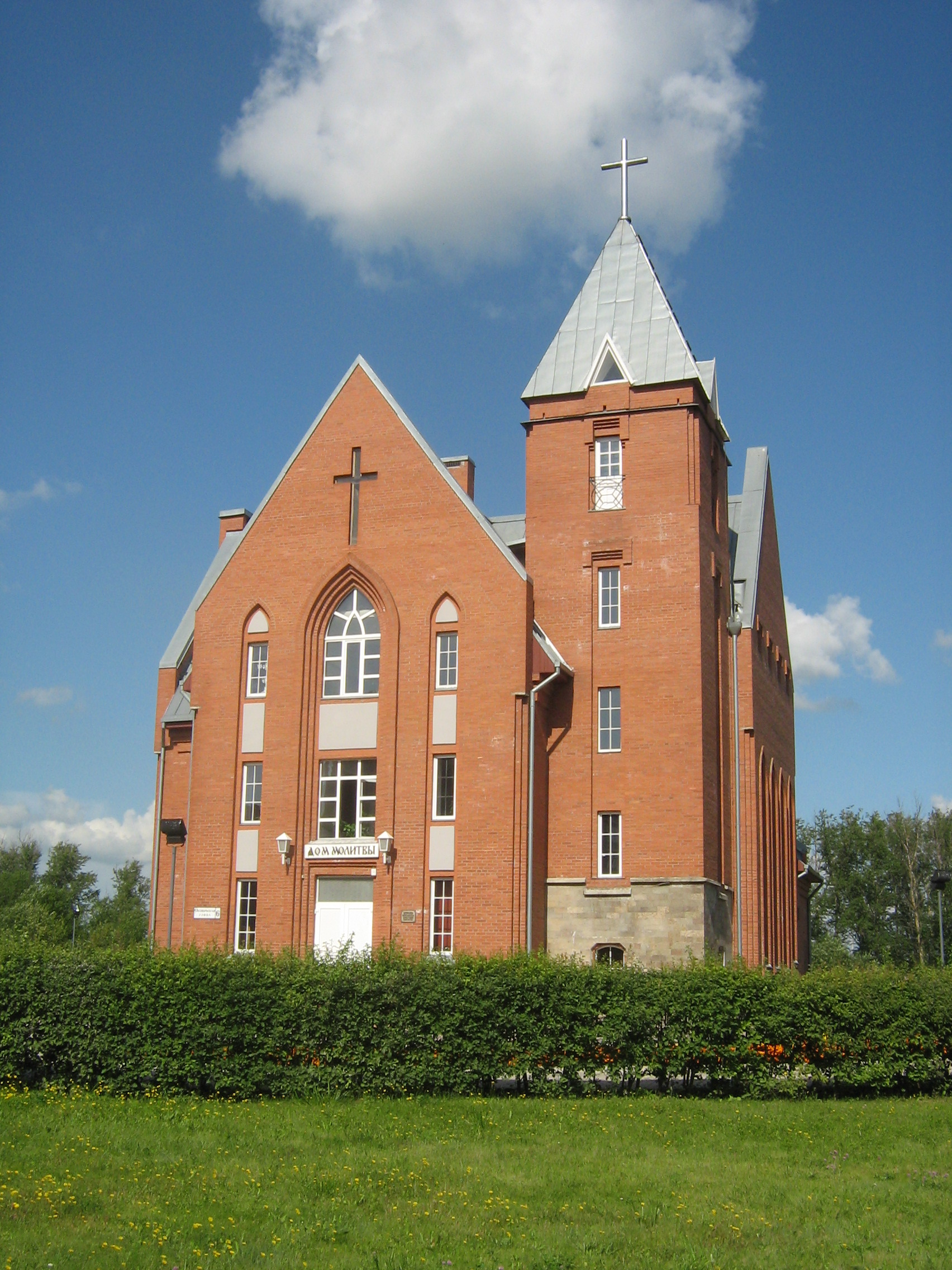
Баптистська церква під Санкт-Петербургом
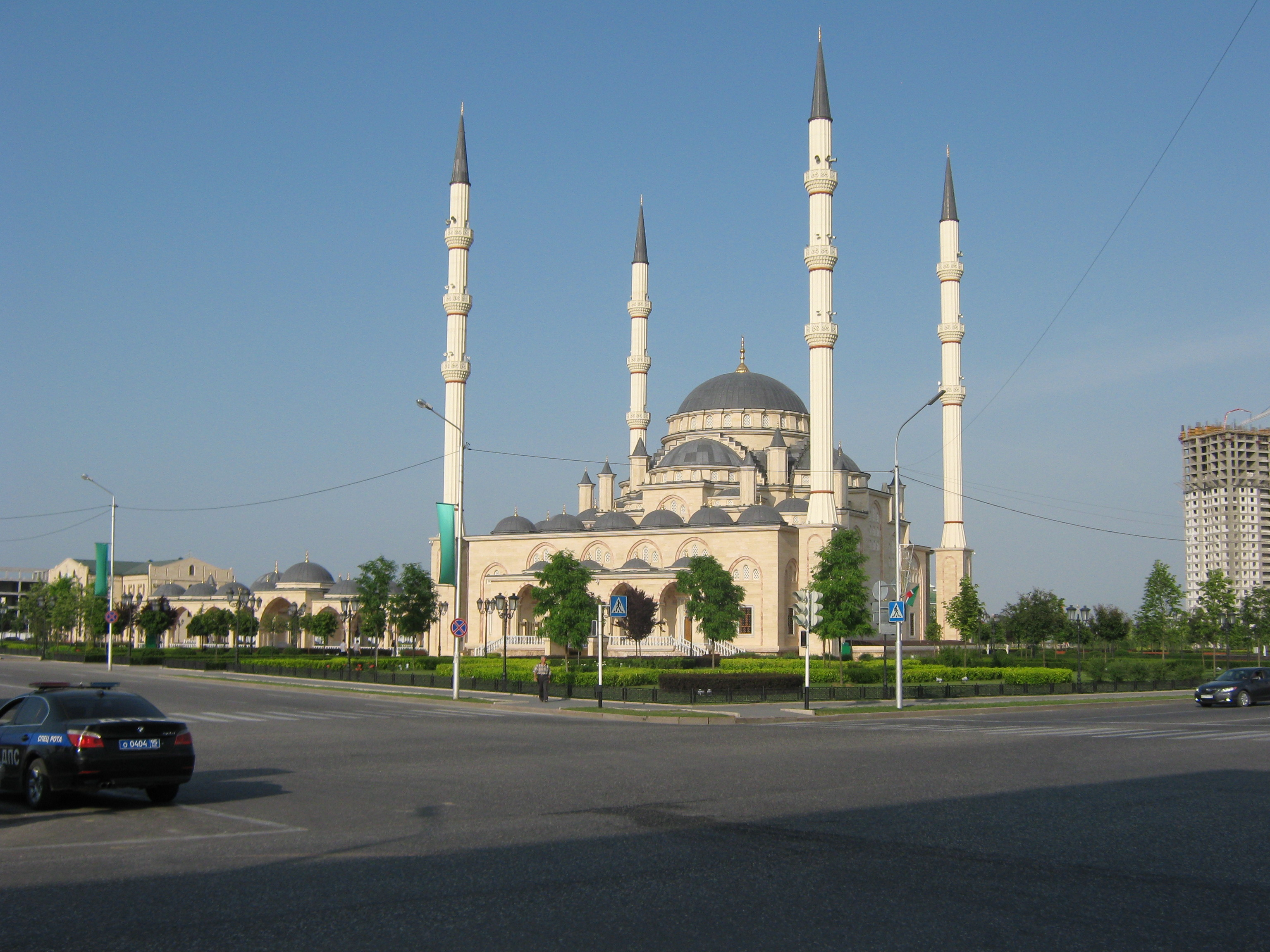
Мечеть «Серце Чечні», Грозний
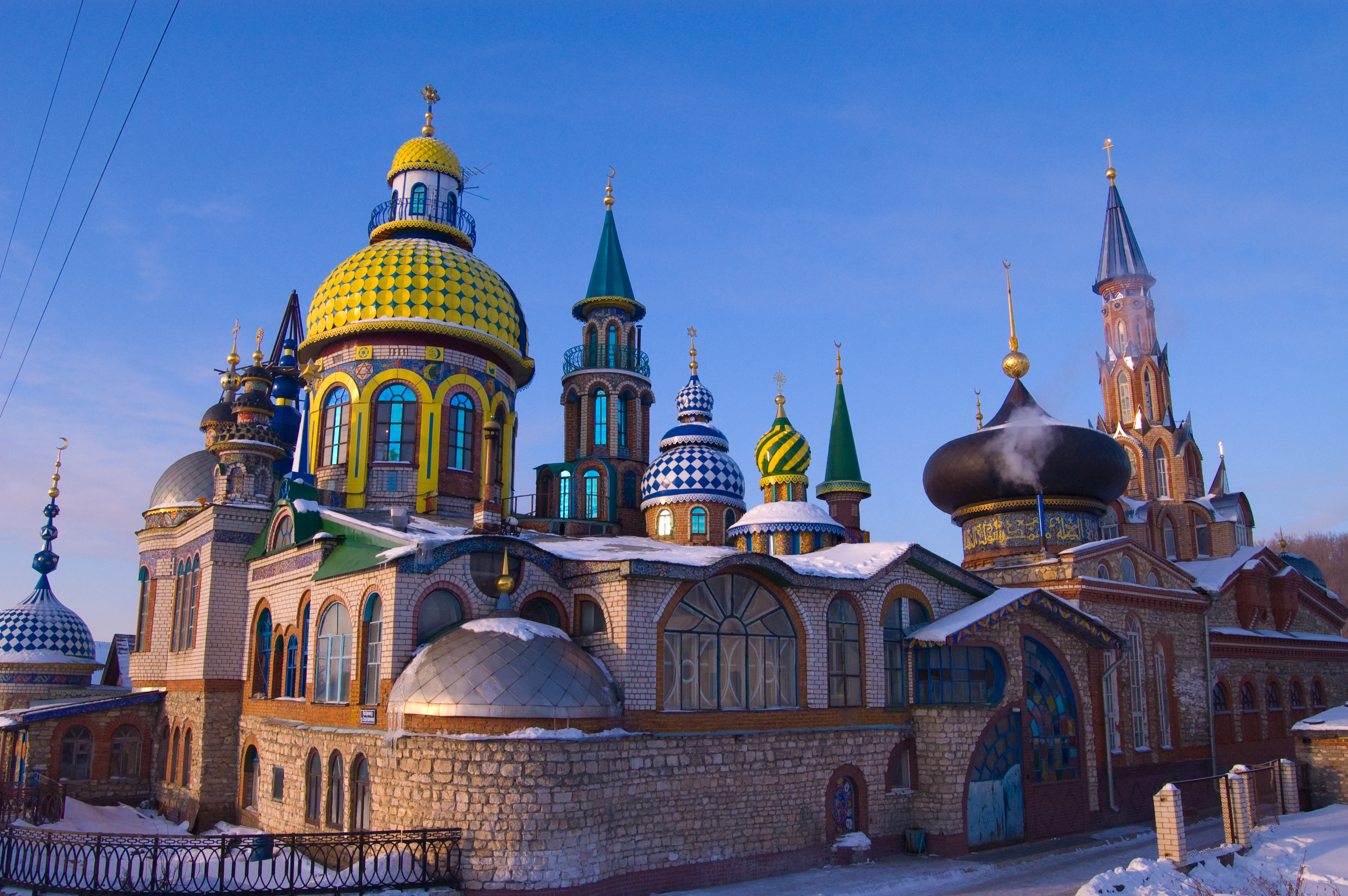
Храм усіх релігій, Казань
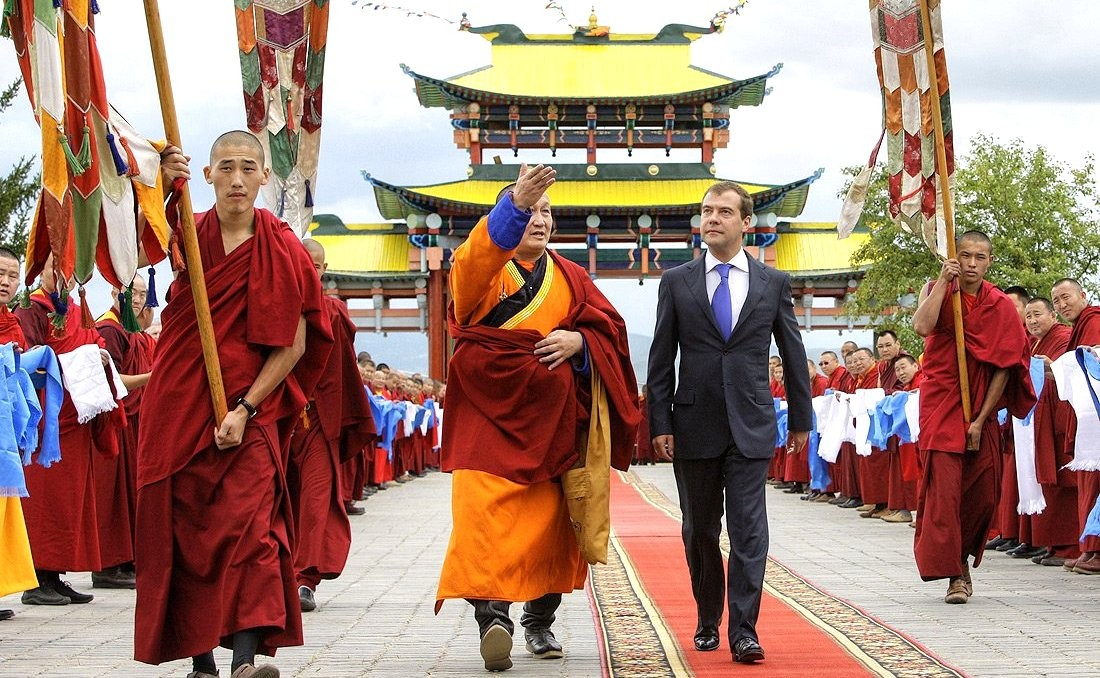
Буддійський дацан у Бурятії

## Освіта
Державна система освіти в Росії регулюється відповідним федеральним Міністерством освіти й науки як у вигляді встановлених освітніх стандартів і вимог, яким повинні відповідати освітні програми окремих суб'єктів федерації, окремих навчальні заклади усіх форм власності, так і прямим управлінням державних закладів освіти. Основним регулювальним механізмом слугують норми федеральних законів «Про освіту» 1992 року, «Про вищу і післявузівську професійну освіту» 1996 року і «Про освіту в Російській Федерації» 2013 року. Державні витрати на освіту становлять 4,2 % ВВП країни, станом на 2012 рік (110-те місце у світі). Середня тривалість освіти становить 15 років, для хлопців — до 15 років, для дівчат — до 15 років (станом на 2014 рік). Рівень письменності 2015 року становив 99,7 % дорослого населення (віком від 15 років): 99,7 % — серед чоловіків, 99,6 % — серед жінок.
Система освіти в Росії складається з таких щаблів:
- загальна освіта,
  - дошкільна,
  - початкова загальна,
  - основна загальна,
  - середня загальна;
- професійна освіта,
  - середня професійна,
  - вища — бакалавріат,
  - вища — спеціалітет, магістратура,
  - вища — підготовка кадрів вищої кваліфікації;
- додаткова освіта,
- професійне навчання[33].

### Середня і професійна
Медаль за значні досягнення в здобутті знань для випускників російських шкіл
У Російських школах повна середня освіта триває 11 років, неповна — 9 років, і складається з трьох етапів: початкова — 4 роки (1-4 клас), базова середня — 5 років (5—9 клас), повна середня — 2 роки (10—11 клас). Навчання в школах обов'язкове для дітей, що досягли віку 6 років. Загальна середня освіта викладається в загальних середніх школах, існують також школи з поглибленим вивченням певних предметів, ліцеї, гімназії, школи для дітей з особливими потребами. Загальна кількість шкільних дисциплін — близько 20, серед яких: алгебра, геометрія, фізика, хімія, біологія, російська мова і література, історія, суспільствознавство, географія, іноземна мова, інформаційно-комунікаційні технології, музика, образотворче мистецтво, трудове навчання, фізкультура.
Після закінчення школи учні здають Державну підсумкову атестацію (ДПА) у формі єдиного державного іспиту (ЄДІ) з математики, російської мови і 2 предметів за вибором. За результатами навчання видається атестат про основну загальну освіту, що підтверджує факт навчання і містить оцінки за всіма дисциплінами.

### Вища
Перший вищий навчальний заклад в Московській державі, Слов'яно-греко-латинська академія була заснована 1687 року в Москві за участі Симеона Полоцького. 1724 року за розпорядженням Петра I у Петербурзі була запроваджена Академія наук і при ній Академічний університет для підготовки кадрів для неї. Перший класичний університет в Російській імперії був відкритий 1755 року у Москві за участі Михайла Ломоносова. 
У Росії вища освіта існує в трьох формах: денній, вечірній і заочній. За типом державні університети в Російській Федерації розподіляються на: федеральні, національні дослідницькі, регіональні опорні, з особливим статусом (Московський і Санкт-Петербурзький державні).

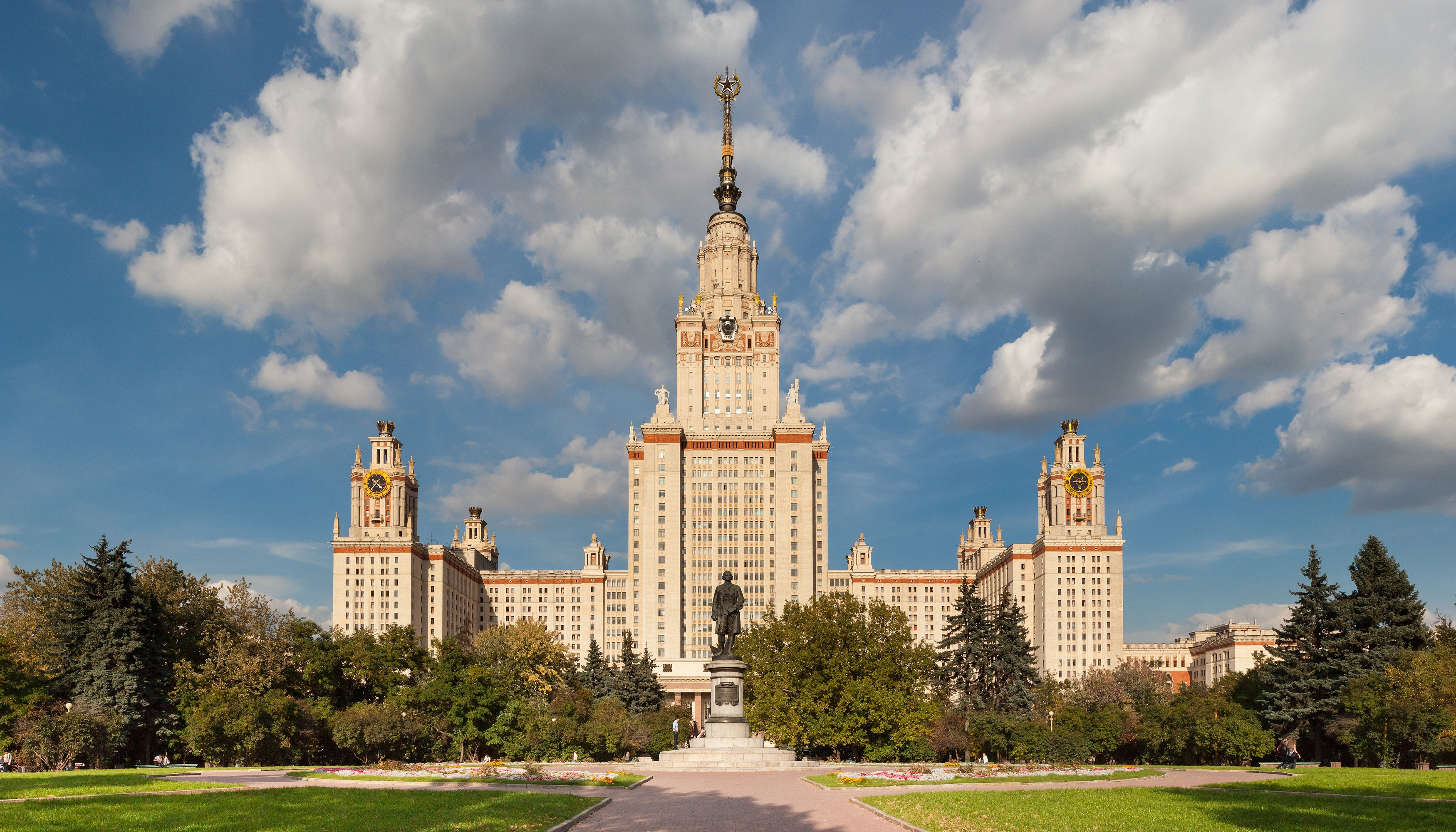
Будівля Московського державного університету
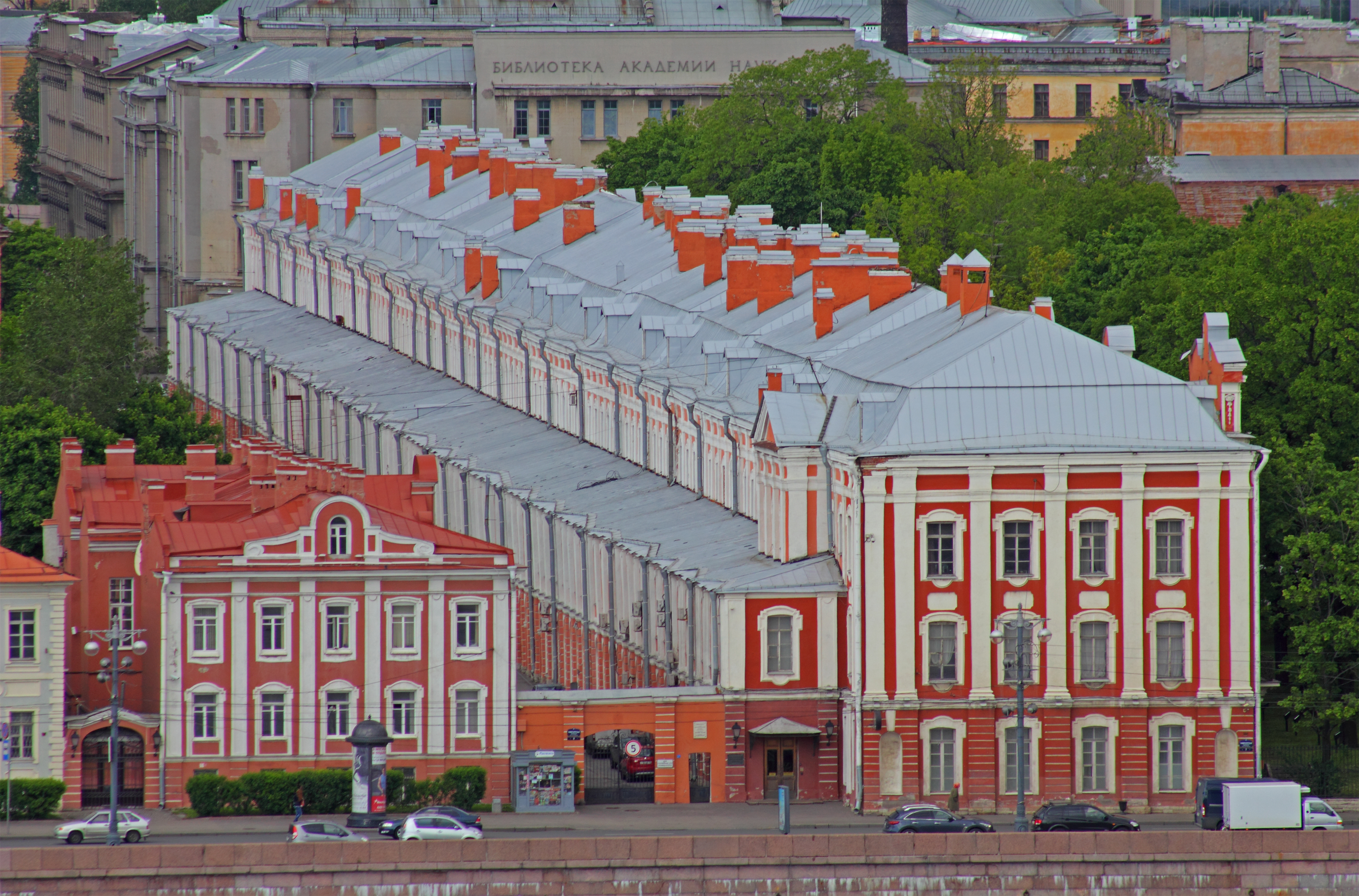
Стара будівля Санкт-Петербурзького університету
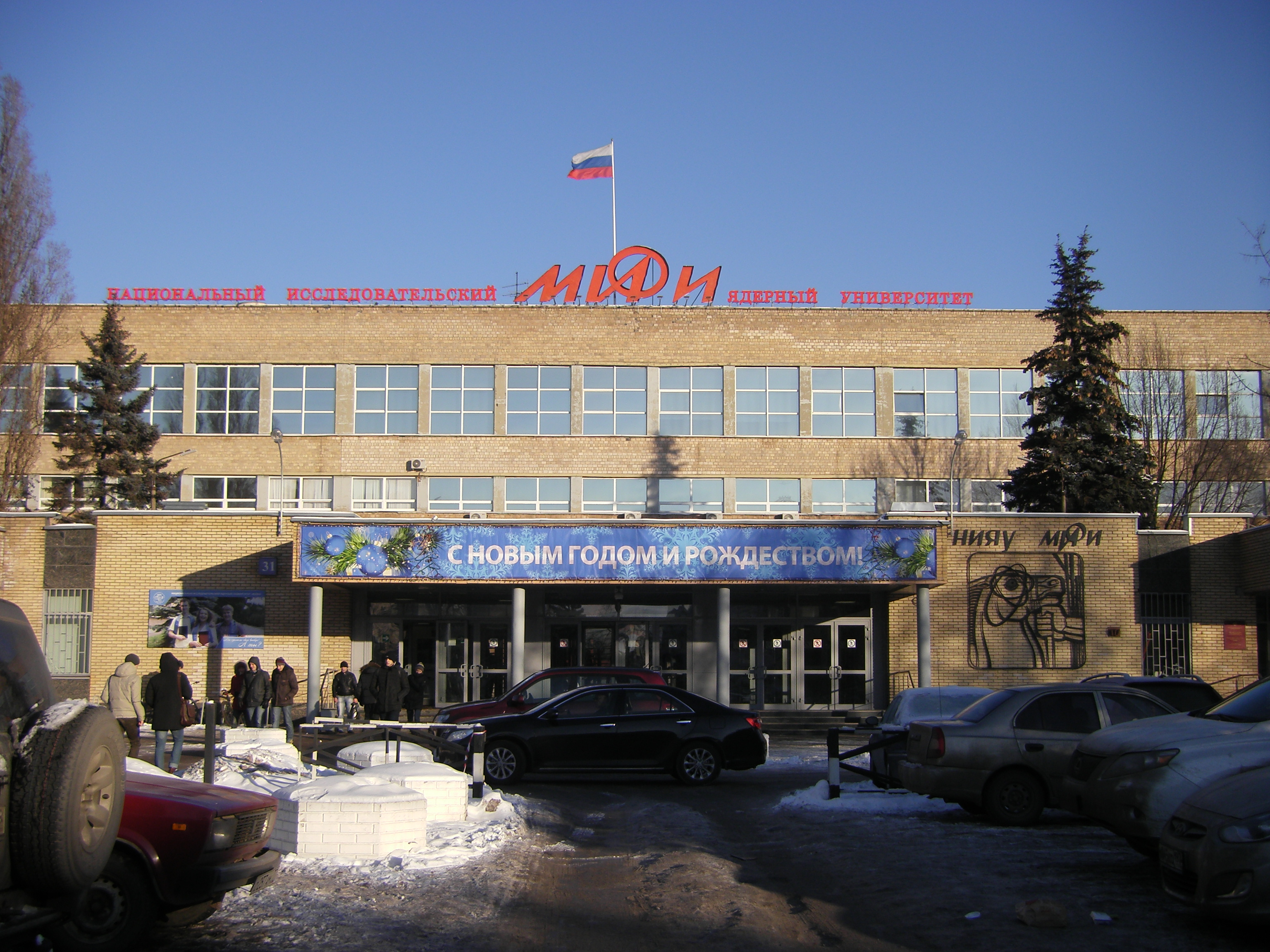
Національний дослідницький ядерний університет «МІФІ»
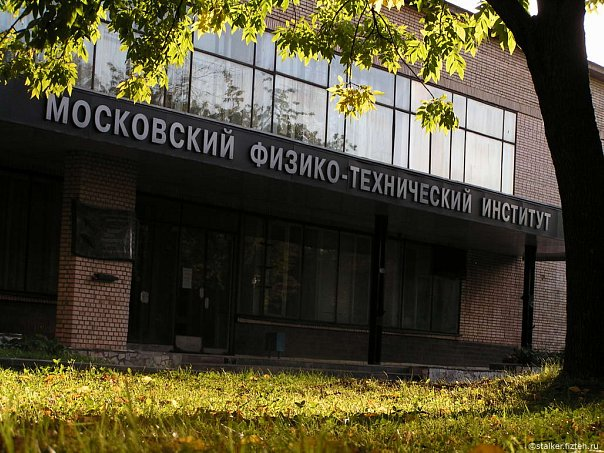
Фасад Московського фізико-технічного інституту
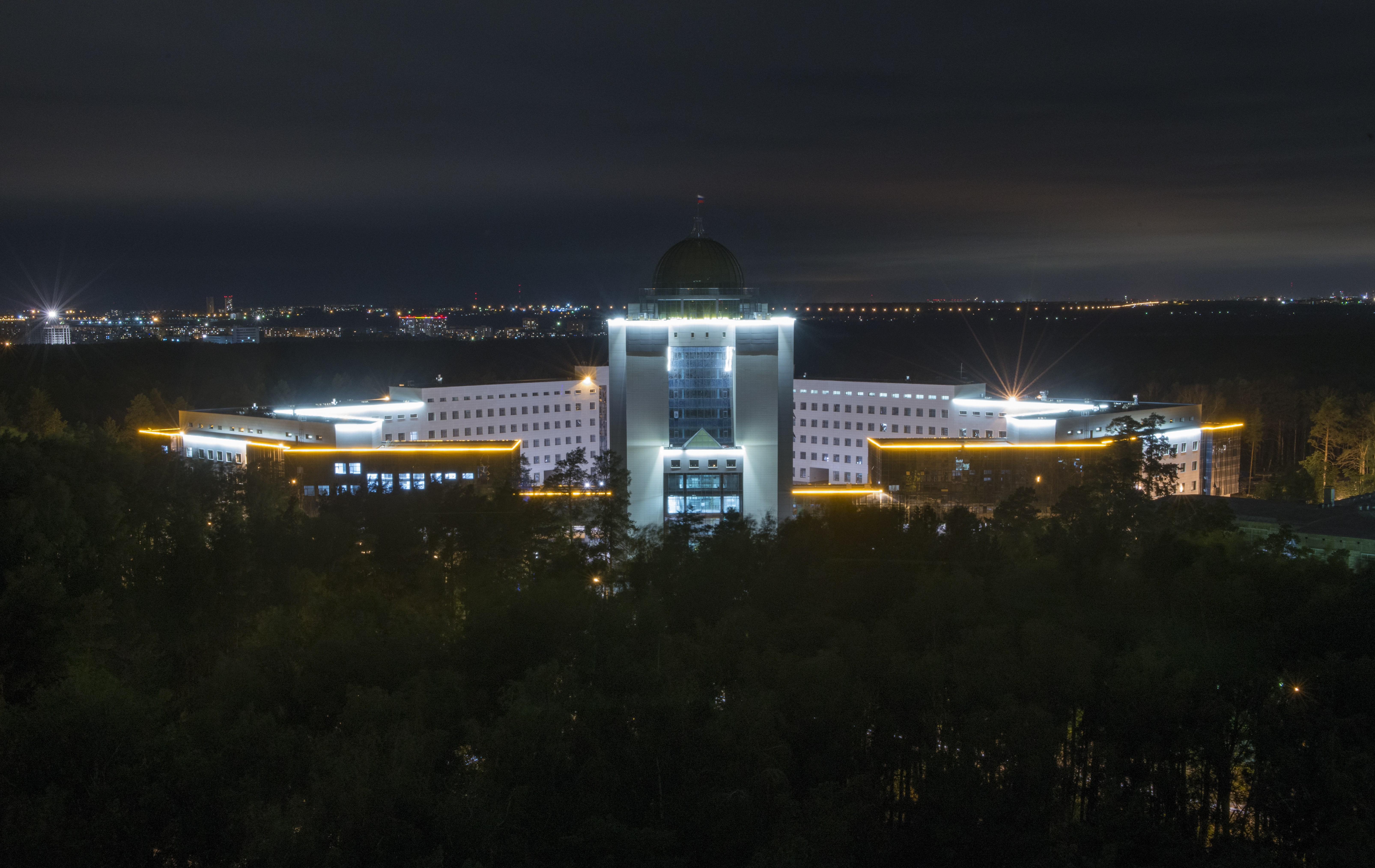
Будівля Новосибірського державного університету вночі

Провідними вищими навчальними закладами міжнародного значення в Росії виступають: Московський державний університет МДУ (фізика, математика, комп'ютерні науки, хімія, географія, лінгвістика, статистика, історія), Санкт-Петербурзький державний університет СПбДУ (фізика, математика, історія, філософія, лінгвістика), МІФІ (математика, ядерна фізика), Московський фізико-технічний інститут МФТІ (математика, фізика, інженерія), Новосибірський державний університет НДУ (математика, фізика, філософія), Вища школа економіки ВШЕ (економіка, соціологія, філософія). З яких перші два постійно перебувають у світових рейтингах найкращих вишів QS World University Rankings, Times Higher Education World Reputation Rankings, Шанхайському ARWU.

## Охорона здоров'я
Забезпеченість лікарями в країні на рівні 4,31 лікаря на 1000 мешканців (станом на 2006 рік). Забезпеченість лікарняними ліжками в стаціонарах — 9,7 ліжка на 1000 мешканців (станом на 2006 рік). Загальні витрати на охорону здоров'я 2014 року становили 7,1 % ВВП країни (106-те місце у світі).
Смертність немовлят до 1 року, станом на 2015 рік, становила 6,97 ‰ (159-те місце у світі); хлопчиків — 7,81 ‰, дівчаток — 6,07 ‰. Рівень материнської смертності 2015 року становив 25 випадків на 100 тис. народжень (119-те місце у світі).
Росія входить до складу ряду міжнародних організацій: Міжнародного руху (ICRM) і Міжнародної федерації товариств Червоного Хреста і Червоного Півмісяця (IFRCS), Дитячого фонду ООН (UNISEF), Всесвітньої організації охорони здоров'я (WHO).

### Захворювання
Потенційний рівень зараження інфекційними хворобами в країні середній. Найпоширеніші інфекційні захворювання: діарея, кліщовий енцефаліт (станом на 2016 рік).
Кількість хворих на СНІД невідома, дані про відсоток інфікованого населення в репродуктивному віці 15—49 років відсутні. Дані про кількість смертей від цієї хвороби за 2014 рік відсутні.
Частка дорослого населення з високим індексом маси тіла 2014 року становила 26,2 % (46-те місце у світі).

### Санітарія
Доступ до облаштованих джерел питної води 2015 року мало 98,9 % населення в містах і 91,2 % в сільській місцевості; загалом 96,9 % населення країни. Відсоток забезпеченості населення доступом до облаштованого водовідведення (каналізація, септик): у містах — 77 %, в сільській місцевості — 58,7 %, загалом по країні — 72,2 % (станом на 2015 рік). Споживання прісної води, станом на 2001 рік, дорівнює 66,2 км³ на рік, або 454,9 тонни на одного мешканця на рік: з яких 20 % припадає на побутові, 60 % — на промислові, 20 % — на сільськогосподарські потреби.

## Соціально-економічне становище
Співвідношення осіб, що в економічному плані залежать від інших, до осіб працездатного віку (15—64 роки), загалом становить 43,1 % (станом на 2015 рік): частка дітей — 24 %; частка осіб похилого віку — 19,1 %, або 5,2 потенційно працездатних на 1 пенсіонера. Загалом дані показники характеризують рівень попиту державної допомоги в секторах освіти, охорони здоров'я і пенсійного забезпечення, відповідно. За межею бідності 2014 року перебувало 11,2 % населення країни. Розподіл доходів домогосподарств у країні виглядає таким чином: нижній дециль — 5,7 %, верхній дециль — 42,4 % (станом на 2011 рік).
Станом на 2016 рік, уся країна була електрифікована, усе населення країни мало доступ до електромереж. Рівень проникнення інтернет-технологій високий. Станом на липень 2015 року в країні налічувалось 104,553 млн унікальних інтернет-користувачів (7-ме місце у світі), що становило 73,4 % загальної кількості населення країни.

### Трудові ресурси
Загальні трудові ресурси 2015 року становили 74,89 млн осіб (8-ме місце у світі). Зайнятість економічно активного населення у господарстві країни розподіляється таким чином: аграрне, лісове і рибне господарства — 9,4 %; промисловість і будівництво — 27,6 %; сфера послуг — 63 % (станом на 2014 рік). Безробіття 2015 року дорівнювало 5,4 % працездатного населення, 2014 року — 5,2 % (59-те місце у світі); серед молоді у віці 15—24 років ця частка становила 13,7 %, серед юнаків — 13,3 %, серед дівчат — 14,1 % (78-ме місце у світі).

## Кримінал
Кількість засуджених у Росії наближається до 900 тис., рівень рецидивної злочинності перевищив 46 %, офіційно зареєстровано 731 тис. безпритульних дітей, армія яких щороку збільшується на 130 тис. Ці цифри, особливо стосовно безпритульних, дуже занижено. За даними ж Інституту соціально-економічних досліджень РАН, до початку 2011 у Росії вже налічувалося: 4 млн безпритульних, 3 млн жебраків, близько 5 млн безпритульних дітей.
За даними Держкомстату РФ:
- майже кожна п'ята російська дитина — вихованець дитбудинку чи безпритульний (як правило, при живих батьках);
- після виходу з дитбудинку 30 % випускників стають безхатченками, 20 — злочинцями і майже 10 % — самогубцями[39][40].

За кількістю споживання алкоголю на душу населення, за кількістю вбивств (у середньому 80 тис. на рік за офіційною статистикою, що враховує тільки моментальне вбивство на місці злочину), а також безпритульних дітей Росія в останні роки впевнено посідає перше місце у світі.

### Наркотики

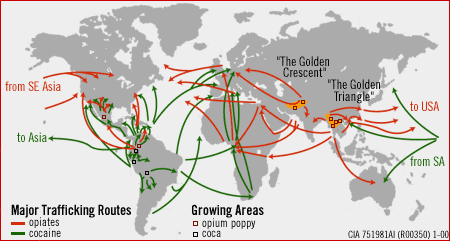
Світові маршрути наркотрафіку

Обмежене нелегальне вирощування конопель і опійного маку, виготовлення метамфетамін, переважно для внутрішнього ринку. Перевальним пункт для азійських опіатів, марихуани, латиноамериканського кокаїну, як для внутрішнього споживання, так і на шляху до Європи; значний виробник прекурсорів героїну; значний споживач опіатів. Урядом проводиться жорстка політика проти нелегального обігу й вживання наркотичних засобів, проте боротьба обмежена розвиненою корупцією й організованою злочинністю.

### Торгівля людьми
Згідно зі щорічною доповіддю про торгівлю людьми (англ. Trafficking in Persons Report) Управління з моніторингу та боротьби з торгівлею людьми Державного департаменту США, уряд Росії не докладає зусиль у боротьбі з явищем примусової праці, сексуальної експлуатації, незаконною торгівлею внутрішніми органами, законодавство не відповідає мінімальним вимогам американського закону 2000 року щодо захисту жертв (англ. Trafficking Victims Protection Act’s), країна перебуває у списку третього рівня.

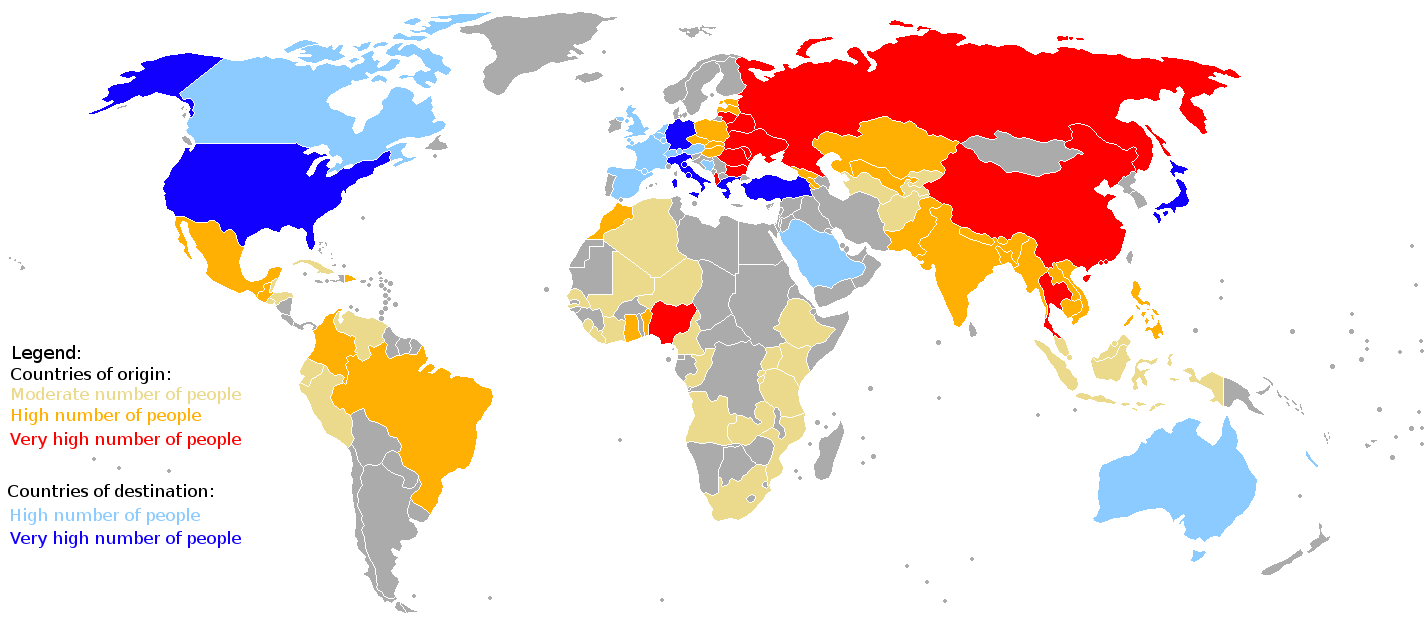
Країни-донори (червоний) і країни-реципієнти кримінальних потоків  (англ.)
Глобальна боротьба з торгівлею людьми (англ.)

## Гендерний стан
Статеве співвідношення (оцінка 2015 року):
- при народженні — 1,06 особи чоловічої статі на 1 особу жіночої;
- у віці до 14 років — 1,06 особи чоловічої статі на 1 особу жіночої;
- у віці 15—24 років — 1,05 особи чоловічої статі на 1 особу жіночої;
- у віці 25—54 років — 0,96 особи чоловічої статі на 1 особу жіночої;
- у віці 55—64 років — 0,75 особи чоловічої статі на 1 особу жіночої;
- у віці старше за 64 роки — 0,45 особи чоловічої статі на 1 особу жіночої;
- загалом — 0,86 особи чоловічої статі на 1 особу жіночої[1].

## Демографічні дослідження
Демографічні дослідження в країні ведуться рядом державних і наукових установ:
- Федеральна служба державної статистики (рос. Федеральная служба государственной статистики).

### Переписи
У Росії регулярно проводяться на науковій основі переписи населення, проте деякі їхні показники можуть бути засекречені, або спотворені з ідеологічних міркувань. У Російській імперії під керівництвом видатного географа, економіка-статиста Петра Семенова-Тянь-Шанського був проведений загальноімперський перепис населення 1897 року, результати якого видавались до 1905 року і склали 89 томів, 119 книг.
У Радянському Союзі проводились загальнодержавні переписи населення 1926, 1937 (однодобовий перепис результати якого оголошені «шкідницькими»), 1939, 1959, 1970, 1979 і 1989 року. Окрім того, молода радянська влада намагалась провести переписи населення 1920 (на підконтрольних територіях без Криму і Далекого Сходу) і 1923 року (охопив лише міське населення), остаточні результати яких були видані до 1928 року.
Російська Федерація провела два загальнодержавних переписи 2002 і 2010 років.

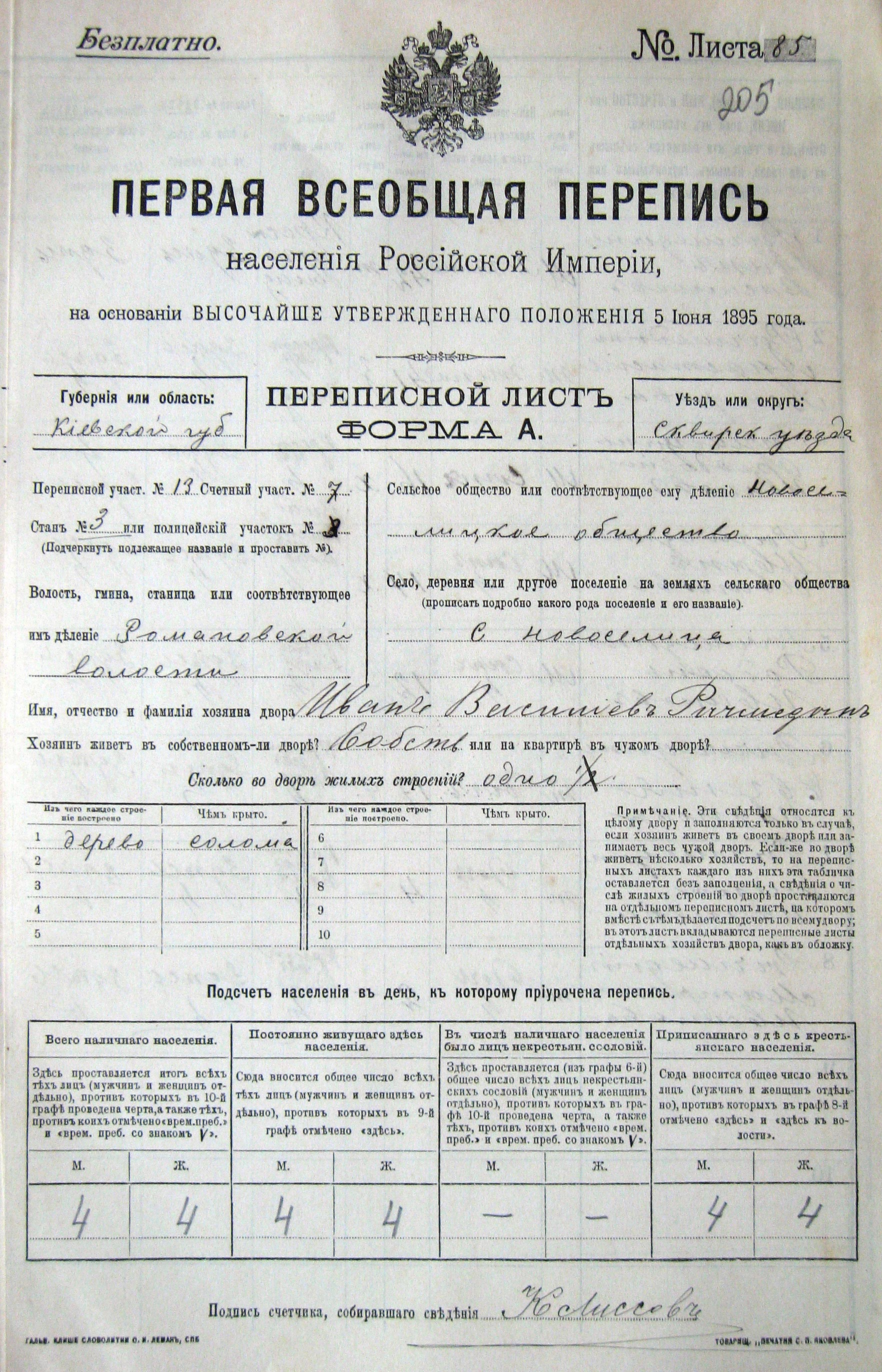
Титульна сторінка загальноросійського перепису 1897 року, Київська губернія
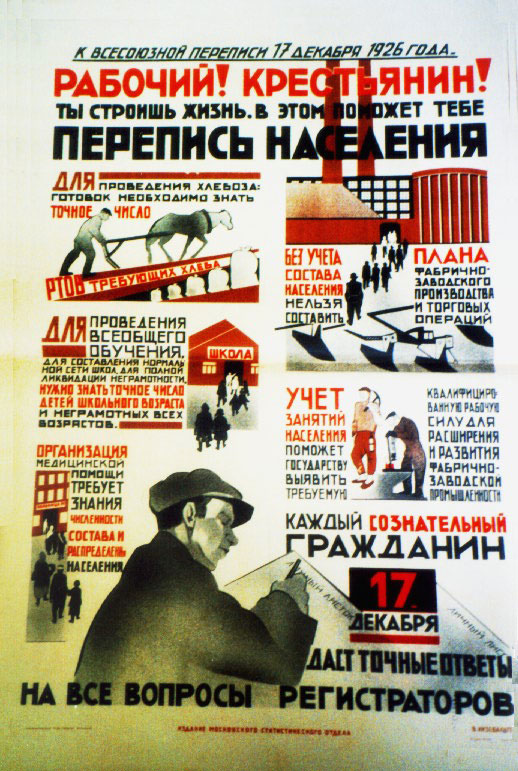
Агітаційний плакат перепису 1926 року
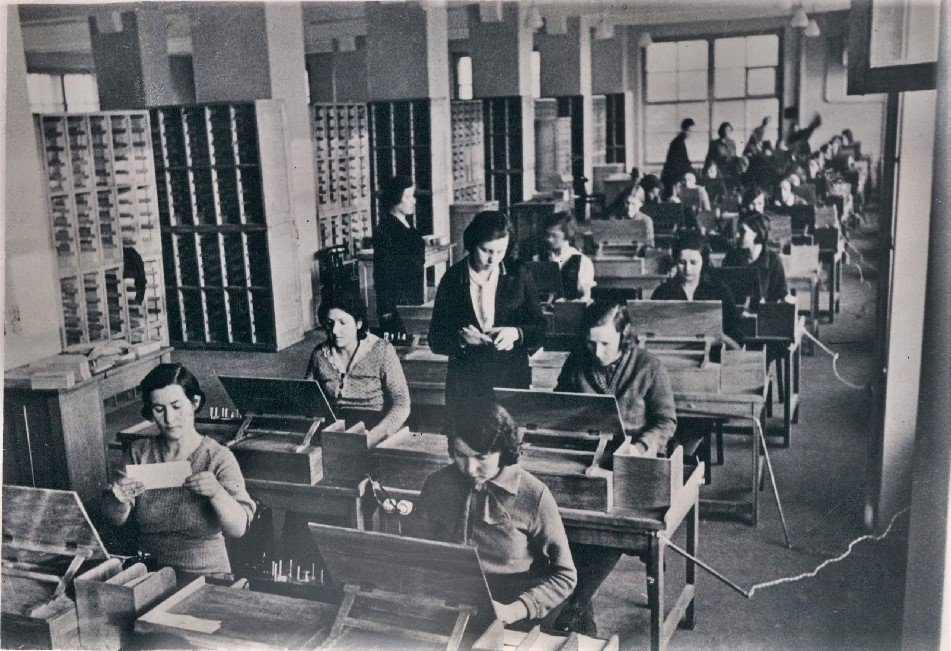
Обрахунок зібраних даних під час перепису 1937 року
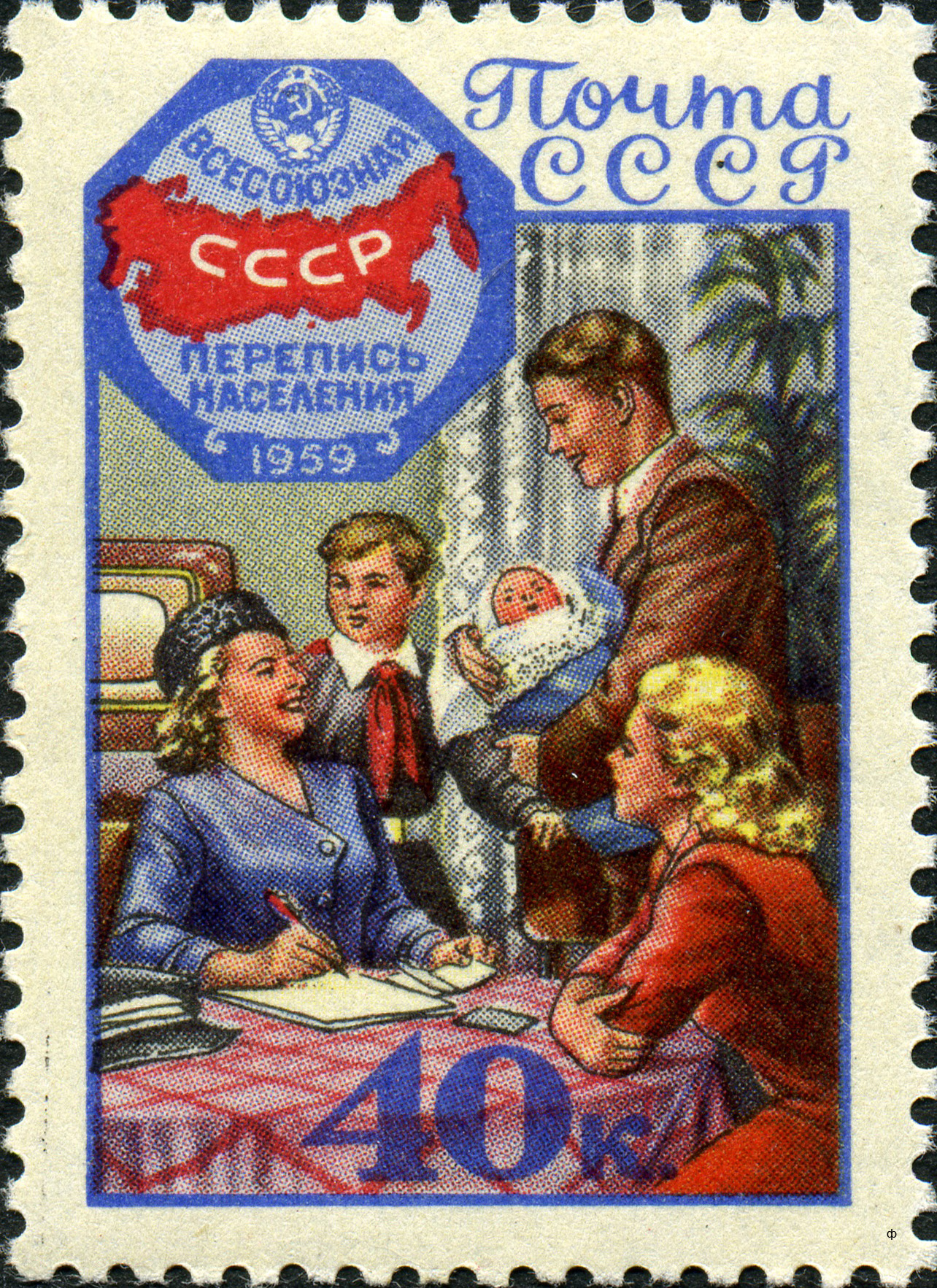
Поштова марка випущена до загальнорадянського перепису 1959 року
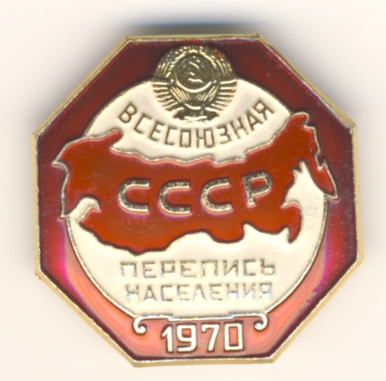
Значок рахівника загальносоюзного перепису 1970 року
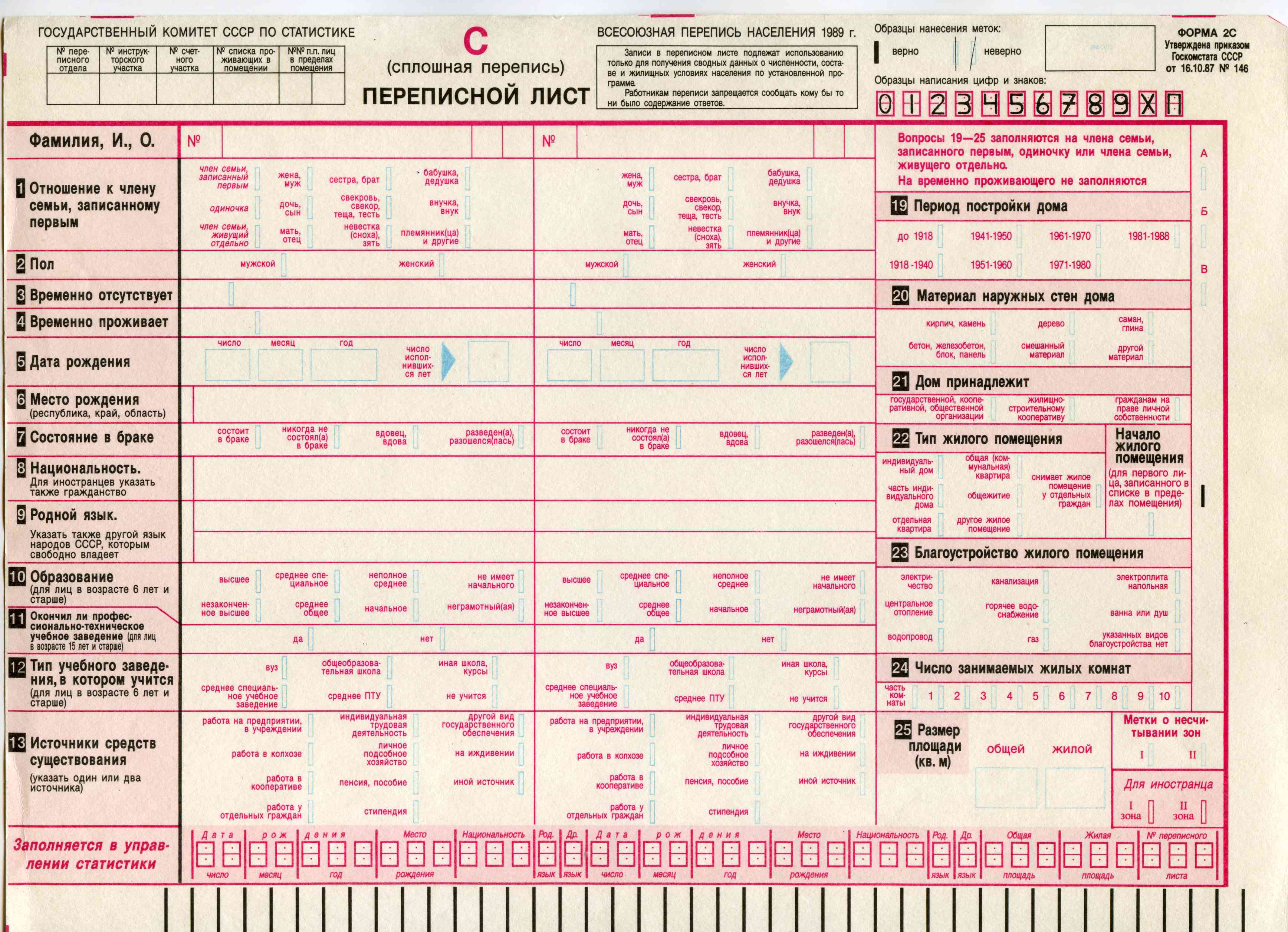
Бюлетень останнього радянського перепису 1989 року
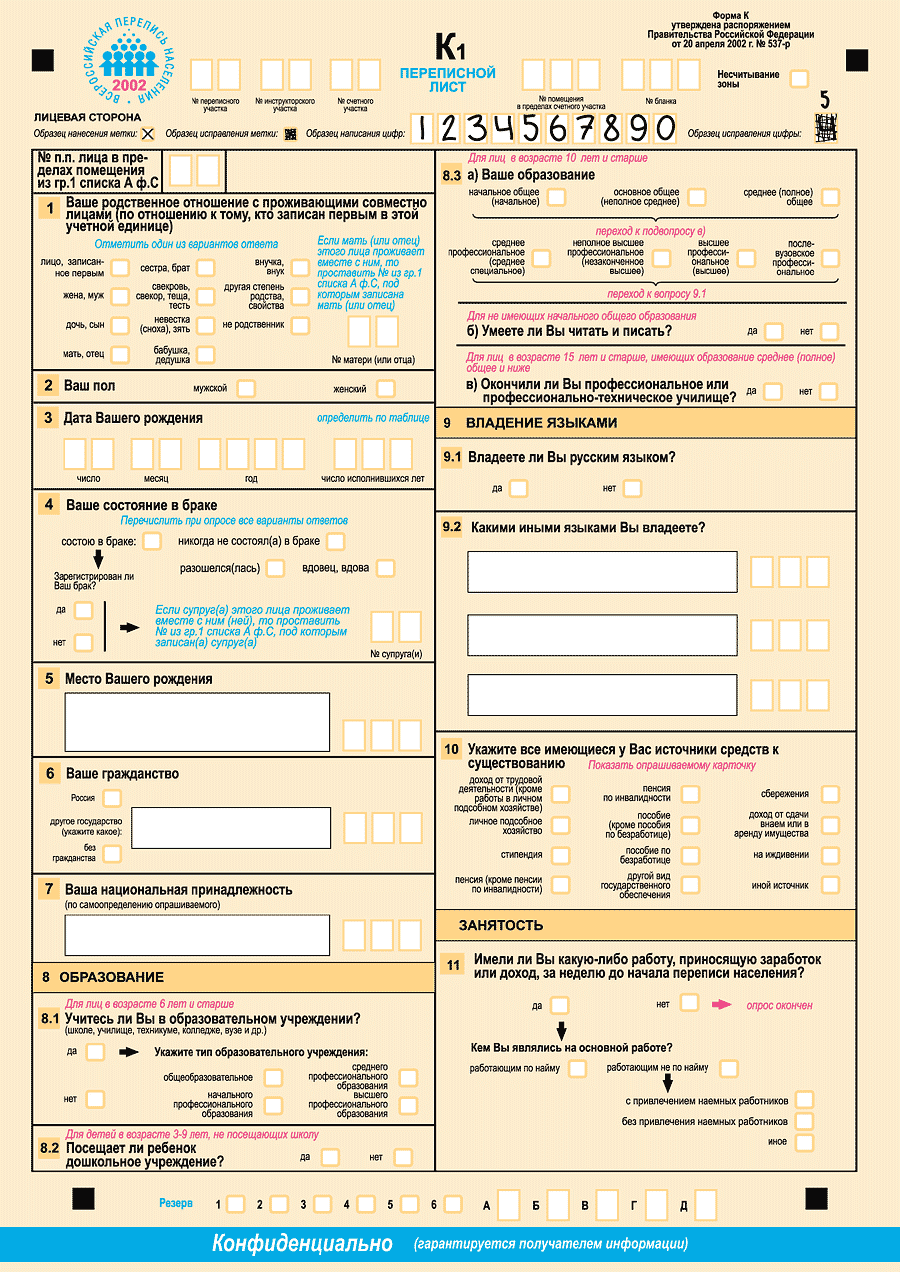
Переписний бюлетень 2002 року
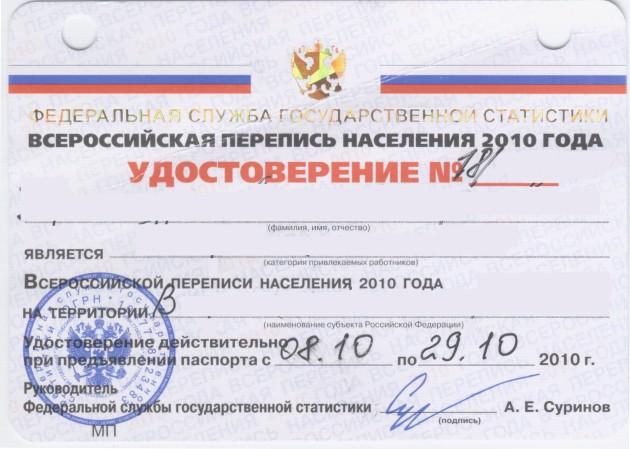
Посвідчення переписника 2010 року
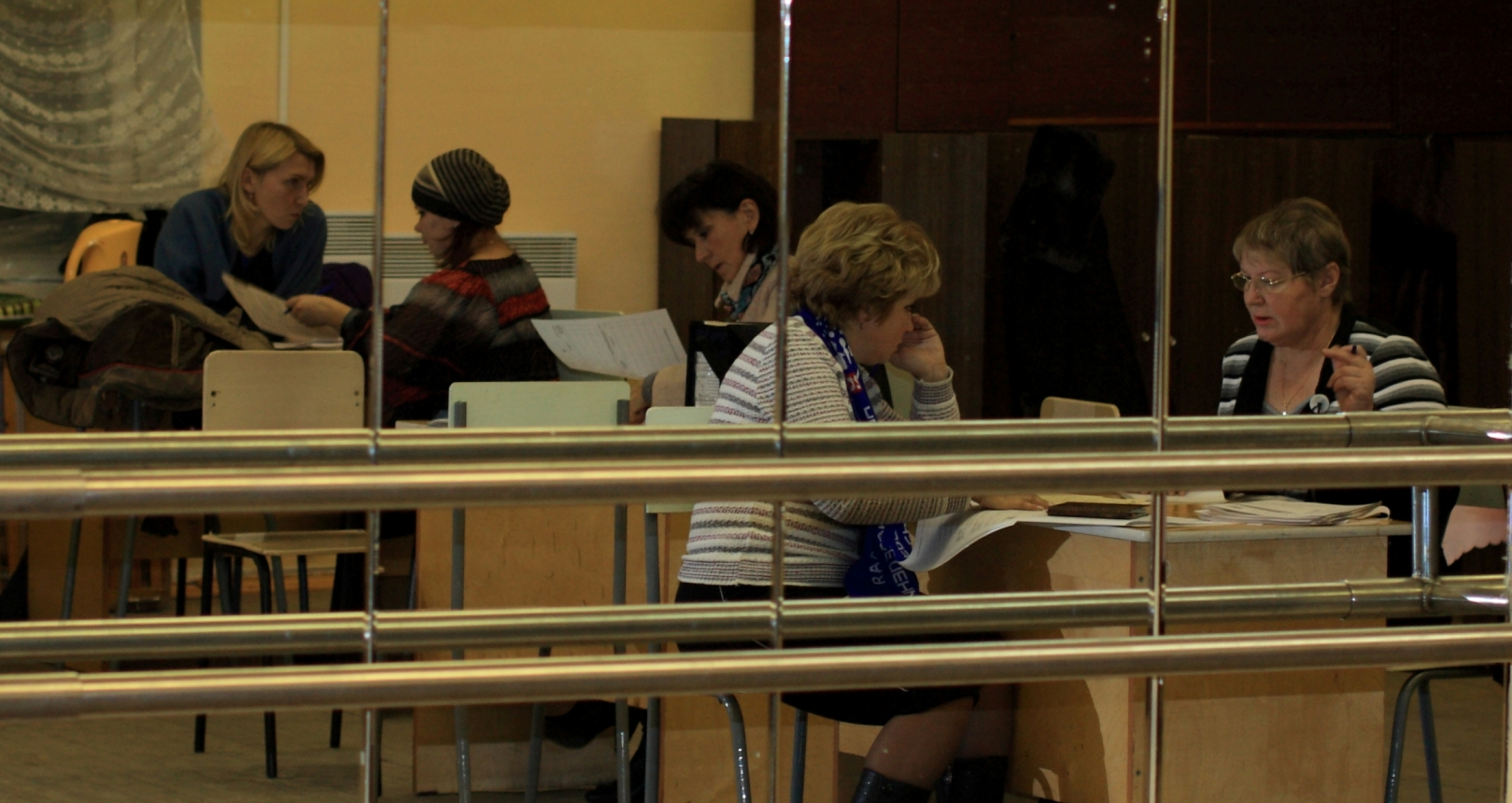
Стаціонарний переписний центр 2010 року
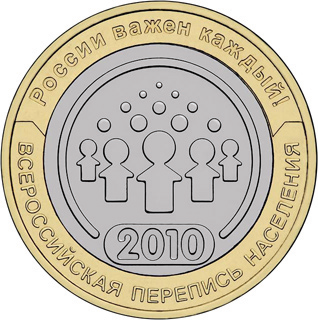
Пам'ятна медаль перепису 2010 року (реверс)

2014 року Російська Федерація окупувала й анексувала Кримський півострів України, утворивши окремий Кримський федеральний округ (пізніше об'єднаний з Північно-Кавказьким) у складі двох об'єктів федерації (Республіка Крим і місто Севастополь). З 14 по 25 жовтня 2014 року на території Автономної Республіки Крим і міста Севастополь російською владою незаконно був проведений перепис громадян України та Росії, що на той час мешкали на території Кримського півострова. Більшість громадян України, що відмовилися від участі в переписі, все одно були переписані на умовах тотожних всеросійському перепису 2010 року. Остаточні підсумки перепису оприлюднено в серпні 2015 року. Згідно з даними незаконного перепису на Кримському півострові 2014 року проживало 2 284 769 осіб, з яких на території Автономної Республіки Крим — 1 891 465 осіб (82,8 %), у Севастополі — 393 304 особи (17,2 %). Росіян — 1,49 млн осіб (67,90 %), українців — 344,5 тис. осіб (15,68 %), кримських татар — 232,3 тис. осіб (10,57 %).

### Українською
- Атлас. 10—11 клас. Економічна і соціальна географія світу / упорядники :  О. Я. Скуратович, Н. І. Чанцева. — К. : ДНВП «Картографія», 2010. — ISBN 978-966-475-639-3.
- Атлас світу / голов. ред. І. С. Руденко ; зав. ред. В. В. Радченко ; відп. ред. О. В. Вакуленко. — К. : ДНВП «Картографія», 2005. — 336 с. — ISBN 9666315467.
- Безуглий В. В. Економічна і соціальна географія зарубіжних країн : Навчальний посібник. — К. : ВЦ «Академія», 2007. — 704 с. — ISBN 978-966-580-239-6.
- Безуглий В. В., Козинець С. В. Регіональна економічна і соціальна географія світу : Навчальний посібник. — видання 2-ге, доп., перероб. — К. : ВЦ «Академія», 2007. — 688 с. — ISBN 966-580-144-9.
- Гудзеляк І. І. Географія населення: Навчальний посібник / І. Гудзеляк. — Л. : Видавничий центр ЛНУ імені Івана Франка, 2008. — 232 с. — ISBN 978-966-613-599-8.
- Дахно І. І. Країни світу: Енциклопедичний довідник / І. І. Дахно, С. М. Тимофієв. — К. : Мапа, 2011. — 606 с. — (Бібліотека нового українця) — ISBN 978-966-8804-23-6.
- Дахно І. І. Економічна географія зарубіжних країн : навчальний посібник. — К. : Центр учбової літератури, 2014. — 319 с. — ISBN 978-611-01-0682-5.
- Джаман В. О. Регіональні системи розселення: демографічні аспекти. — Чернівці : Рута, 2003. — 392 с. — ISBN 9665685988.
- Дорошенко Л. С. Демографія: Навчальний посібник. — К. : МАУП, 2005. — 112 с. — ISBN 966-608-442-2.
- Дубович І. А. Країнознавчий словник-довідник. — 5-те вид., перероб. і доп. — К. : Знання, 2008. — 839 с. — ISBN 978-966-346-330-8.
- Економічна і соціальна географія країн світу. Навчальний посібник / За ред. Кузика С. П. — Л. : Світ, 2002. — 672 с. — ISBN 966-603-178-7.
- Загальна медична географія світу / В. О. Шевченко [та ін.] — К. : [б.в.], 1998. — 178 с.
- Крисаченко В. С. Динаміка населення: Популяційні, етнічні та глобальні виміри. — К. : Видавництво Національного інституту стратегічних досліджень, 2005. — 368 с. — ISBN 966-554-083-1.
- Любіцева О. О., Мезенцев К. В., Павлов С. В. Географія релігій. — К. : АртЕК, 1999. — 504 с. — ISBN 966-505-006-0.
- Масляк П. О. Країнознавство. — К. : Знання, 2007. — 292 с. — (Вища освіта XXI століття)
- Масляк П. О., Дахно І. І. Економічна і соціальна географія світу / П. О. Масляк, І. І. Дахно ; за ред. П. О. Масляка. — К. : Вежа, 2003. — 280 с. — ISBN 966-7091-53-8.

### Російською
- (рос.) СССР // Демографический энциклопедический словарь / главн. ред. Валентей Д. И. — М. : Советская энциклопедия, 1985. — 608 с.
- (рос.) Россия // Страны и народы. Советский Союз. Общий обзор. Россия / Редкол. : Г. М. Лаппо (отв. ред.) и др. — М. : «Мысль», 1983. — 461 с. — (Страны и народы) — 180 тис. прим.
- (рос.) Атлас народов мира / Отв. ред. С. И. Брук и В. С. Апенченко. — М. : ГУГК ГГК СССР и Институт этнографии им. Н. Н. Миклухо-Маклая АН СССР, 1964. — 185 с. — 20 тис. прим.
- (рос.) Численность и расселение народов мира. Этнографические очерки / под ред. С. И. Брука. — М. : Издательство АН СССР, 1962. — 487 с.
- (рос.) Водарский Я. Е. Население России в конце XVII — начале XVIII века. — М. : Наука, 1977. — 263 с.
- (рос.) Водарский Я. Е., Кабузан В. М. Территория и население России в XV—XVIII веках //  — М.
- (рос.) Завьялов А. В. Социальная адаптация украинских иммигрантов : монография / А. В. Завьялов. — И. : Изд-во ИГУ, 2017. — 179 с.
- (рос.) Кабузан В. М. Российская империя. От истоков до начала XIX века. Очерки социально-политической и экономической истории / ред. А. Аксенов, Я. Водарский, Н. Никитин, Н. Рогожин. — М. : Русская панорам, 2011. — 880 с. — ISBN 978-5-93165-267-2.
- (рос.) Лаппо Г. М. География городов: Учебное пособие для географических факультетов вузов. — М. : Туманит, изд. центр ВЛАДОС, 1997. — 476 с. — ISBN 5-691-00047-0.
- (рос.) Урланис Б. Ц. Рост населения в Европе (опыт исчисления). — М. : ОГИЗ-Госполитиздат, 1941. — 436 с.
- (рос.) Народы России в XVIII в. : Численность и этнический состав. — М. : Наука, 1990.
- (рос.) Население России за 100 лет (1897—1997): Статистический сборник. — М. : Госкомстат России, 1998. — 222 с. — ISBN 5-89476-014-3.
- (рос.) Новосельский С. А. Смертность и продолжительность жизни в России. — П. : Типография МВД, 1916. — 207 с.
- (рос.) Ягельский А. География населения. — М. : Прогресс, 1980. — 383 с.